# Liste der Biografien/Nu
Liste der Biografien |
Portal Biografien |
Personensuche
# |
A |
B |
C |
D |
E |
F |
G |
H |
I |
J |
K |
L |
M |
N |
O |
P |
Q |
R |
S |
T |
U |
V |
W |
X |
Y |
Z |
?
 
Na |
Nb |
Nc |
Nd |
Ne |
Nf |
Ng |
Nh |
Ni |
Nj |
Nk |
Nl |
Nm |
Nn |
No |
Nr |
Ns |
Nt |
Nu |
Nv |
Nw |
Nx |
Ny |
Nz
Die Liste der Biografien führt alle Personen auf, die in der deutschsprachigen Wikipedia einen Artikel haben. Dieses ist eine Teilliste mit 995 Einträgen von Personen, deren Namen mit den Buchstaben „Nu“ beginnt.

## Nu
- Nu († 1811), Herrscher des Königreichs Champasak
- NU (* 1991), deutschsprachiger Rapper

### Nua
- Nuʿaim ibn Hammād, arabischer Traditionarier
- Nuʿaim ibn Masʿūd, Anführer der arabischen Ghatafan
- Nuaimi, Humaid bin Raschid al- (* 1931), arabischer Politiker, Emir und Herrscher des Emirates Adschman
- Nuaimi, Mark (* 1966), US-amerikanischer Kommunalpolitiker
- Nu'aimi, Samira Salih Ali an- (1963–2014), irakische Rechtsanwältin und Menschenrechtsaktivistin
- Nualphan Lamsam (* 1966), thailändische Managerin, Sportfunktionärin und Politikerin
- Nuamah, Ernest (* 2003), ghanaischer Fußballspieler
- Nuamah, Patrick (* 2005), italienischer Fußballspieler
- Nuanthasing, Phavanh, laotische Botschafterin

### Nub
- Nub Sanggye Yeshe, Meister des Alten tantrischen Buddhismus der Nyingma-Tradition
- Nub-cheper-Re Anjotef, altägyptischer König der 17. Dynastie
- Nubanchre, altägyptischer König der Hyksos-Zeit, 16. Dynastie
- Nubar Pascha (1825–1899), ägyptischer Politiker, erster Premierminister Ägyptens
- Nubar, Boghos (1851–1930), Gründer der AGBU
- Nubchaes, altägyptische Königin
- Nübel, Alexander (* 1996), deutscher FußballtorhüterAlexander Nübel (* 1996)

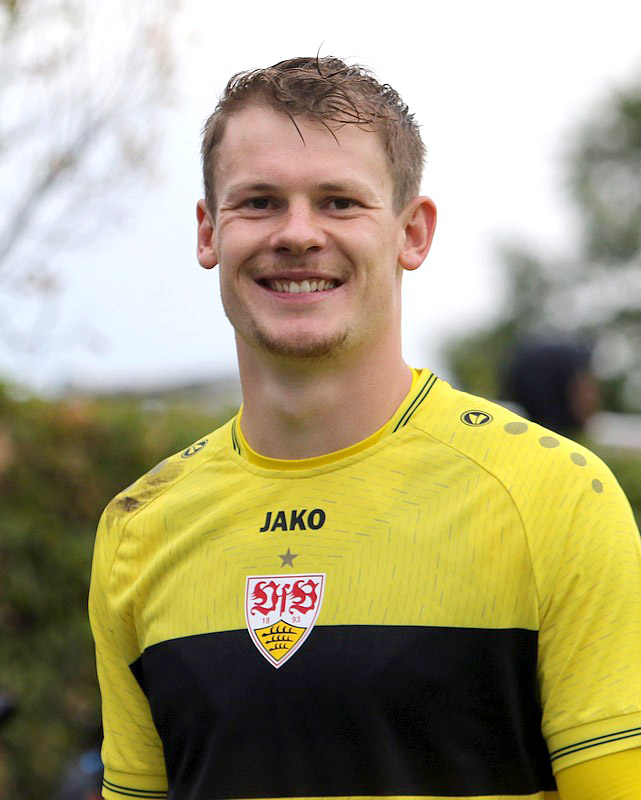
Alexander Nübel (* 1996)

- Nübel, Birgit (* 1962), deutsche Germanistin
- Nübel, Christoph (* 1982), deutscher Historiker
- Nübel, Hans Ulrich (1933–2017), deutscher evangelischer Pfarrer und Hochschullehrer
- Nübel, Rainer (* 1959), deutscher Buchautor und Journalist
- Nubemhat, altägyptische Königin
- Nubemtech, Tochter von Thutmosis IV. oder Amenophis III.
- Nuber, Hans Ulrich (1940–2014), deutscher Provinzialrömischer Archäologe
- Nuber, Hermann (1935–2022), deutscher Fußballspieler
- Nuber, Simon (* 1991), deutscher Radrennfahrer
- Nuber, Ursula (* 1954), deutsche Journalistin, Diplompsychologin und Autorin
- Nubert, Roxana (* 1953), rumänische Germanistin und Romanistin
- Nubhetepti-chered, ägyptische Königstochter
- Nubi, Mubarak al (* 1977), katarischer Hürdenläufer
- Nubkhesbed, altägyptische Königin der 20. Dynastie
- Nübler, Norbert (* 1959), deutscher Slawist
- Nübling, Damaris (* 1963), deutsche Sprachwissenschaftlerin
- Nübling, Eugen Theodor (1856–1946), deutscher Zeitungsverleger, Wirtschaftshistoriker, Gutsbesitzer, württembergischer Landtagsabgeordneter
- Nübling, Richard (1880–1936), deutscher Ingenieur
- Nübling, Sebastian (* 1960), deutscher Regisseur
- Nubnefer, altägyptischer König der 2. Dynastie
- Nübold, Elmar (* 1944), deutscher römisch-katholischer Geistlicher und Liturgiewissenschaftler
- Nubret, Serge (1938–2011), französischer Bodybuilder und SchauspielerSerge Nubret (1938–2011)

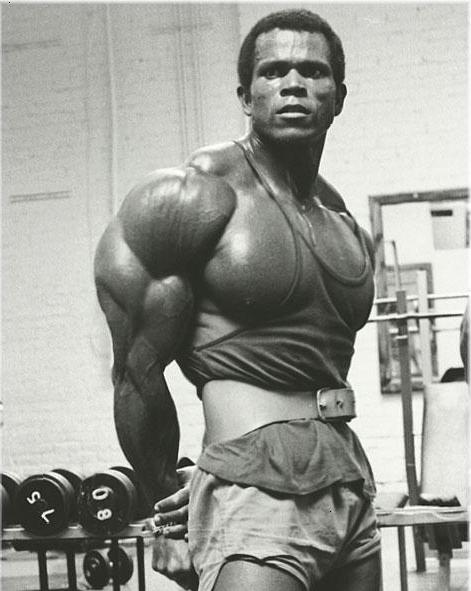
Serge Nubret (1938–2011)

- Nubuasah, Franklyn (* 1949), ghanaischer Ordensgeistlicher und römisch-katholischer Bischof von Gaborone
- Nubwenet, Königin der altägyptischen 6. Dynastie
- Nubya (* 1974), Schweizer Sängerin

### Nuc
- Nuccetelli, Margot (* 1999), italienische Schauspielerin
- Nucci, Avanzino († 1629), italienischer Maler
- Nucci, Christian (* 1939), französischer Politiker
- Nucci, Danny (* 1968), US-amerikanischer Filmschauspieler
- Nucci, Franco (* 1929), italienischer Dokumentarfilmer und Filmregisseur
- Nucci, Laura (1913–1994), italienische Schauspielerin
- Nucci, Leo (* 1942), italienischer OpernsängerLeo Nucci (* 1942)

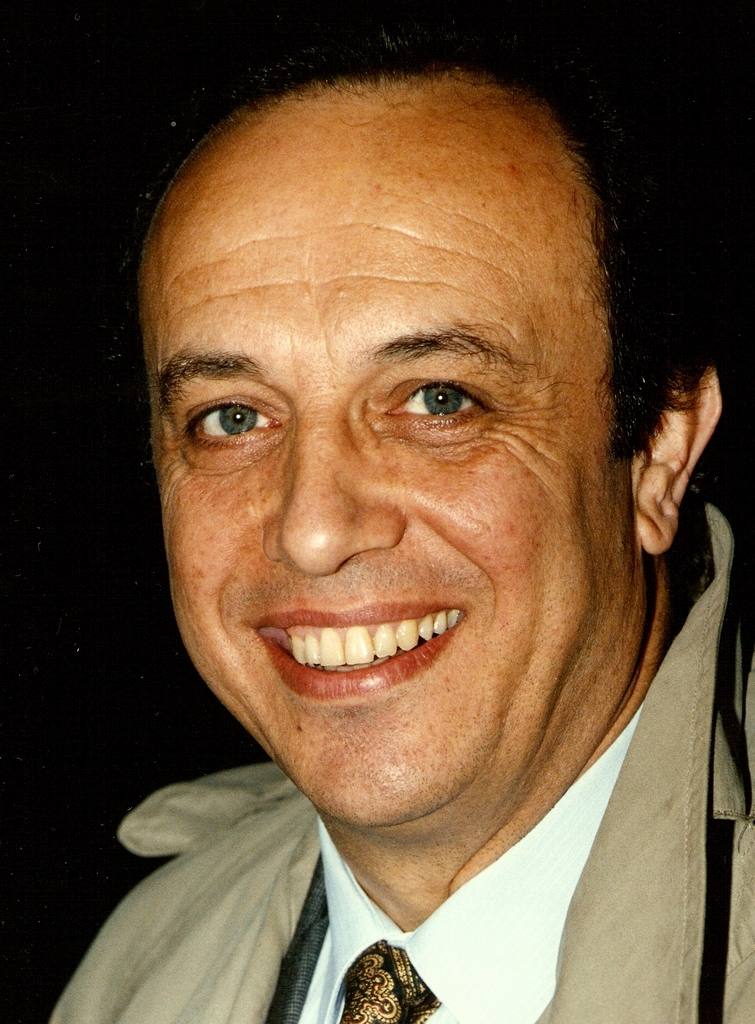
Leo Nucci (* 1942)

- Nuccilli, Ed (1925–2011), US-amerikanischer Jazzmusiker
- Nucéra, Louis (1928–2000), französischer Schriftsteller
- Nucha (* 1966), portugiesische Rock-Pop-Sängerin
- Nüchel, Heinz-Josef (1932–2015), deutscher Politiker (CDU)
- Nuchelmans, Gabriel (1922–1996), niederländischer Philosoph
- Nüchter, Andreas (* 1976), deutscher Informatiker und Professor für Robotik an der Julius-Maximilians-Universität Würzburg
- Nüchterlein, Karl (1904–1945), deutscher Mechaniker
- Nüchterlein, Maximilian (1913–1990), deutscher Jurist
- Nüchtern, Christian (* 1992), deutscher Eiskunstläufer
- Nüchtern, Hans (1896–1962), österreichischer Schriftsteller, Hörspielregisseur und Rundfunkpionier
- Nüchtern, Klaus (* 1961), österreichischer JournalistKlaus Nüchtern (* 1961)

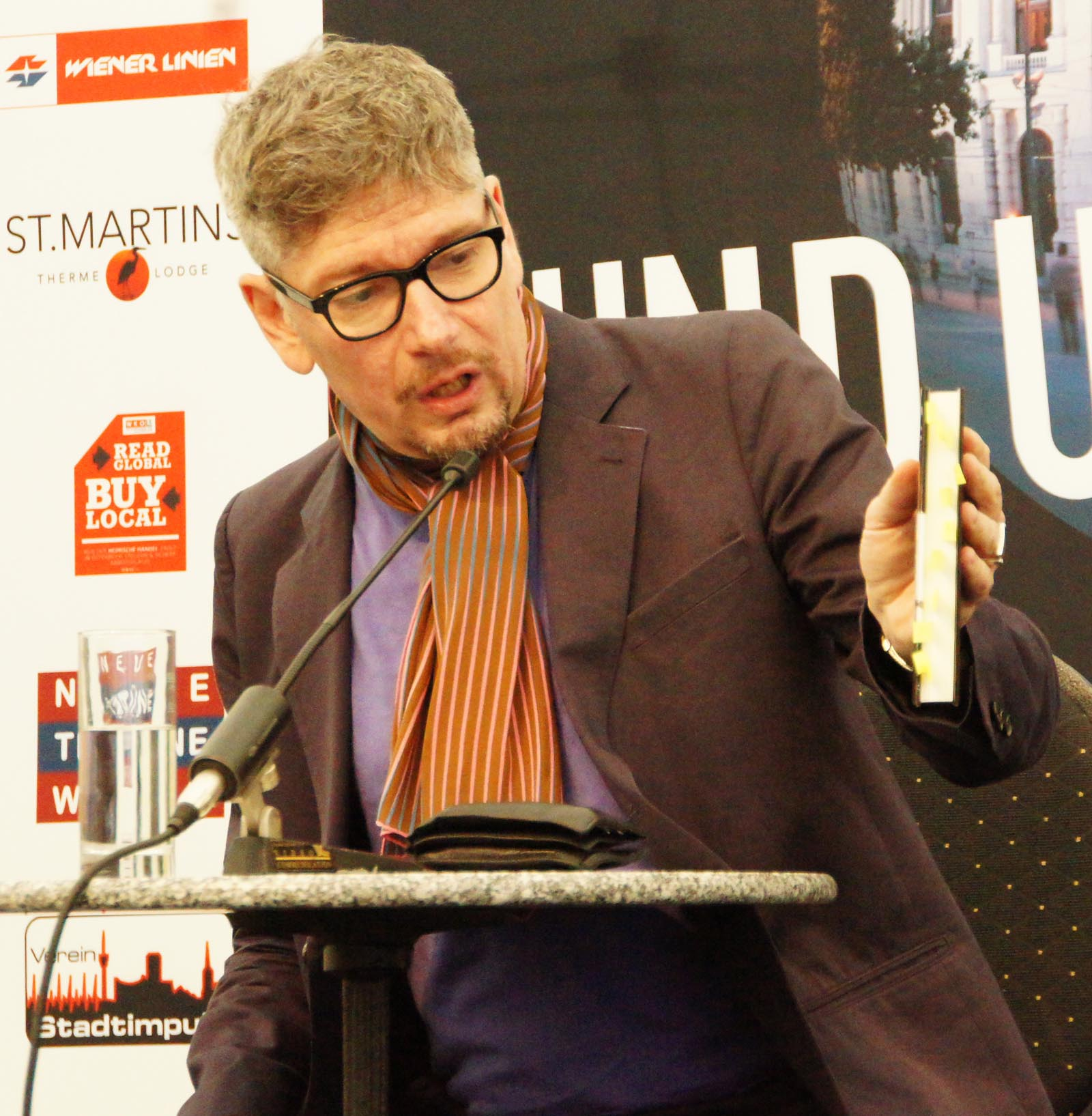
Klaus Nüchtern (* 1961)

- Nüchtern, Maxi, deutscher Kinderdarsteller, Schauspieler und Regisseur
- Nüchtern, Michael (1949–2010), evangelischer Theologe und Oberkirchenrat der Evangelischen Landeskirche in Baden
- Nüchtern, Monika, deutsche Szenenbildnerin und Artdirectorin
- Nüchtern, Rüdiger (* 1945), deutscher Filmregisseur
- Nucius, Johannes (1556–1620), deutscher Komponist und Musiktheoretiker der späten Renaissance
- Nuck, Anton (1650–1692), niederländischer Mediziner
- Nuck, Jan (* 1947), sorbischer Politiker, Vorsitzender der Domowina (2000–2011)
- Nuck, Robert (* 1983), deutscher Kanute
- Nucke, Siegfried (* 1955), deutscher Autor
- Nückel, Johann Caspar (1753–1814), Jurist, Ratsherr und Hochschullehrer
- Nückel, Otto (1888–1955), deutscher Maler, Grafiker, Illustrator und Karikaturist
- Nückel, Thomas (* 1962), deutscher Politiker (FDP), MdL
- Nücken, Sarah (* 1984), deutsche Sängerin und Songwriterin
- Nücker, Karl (1807–1896), deutscher Richter und Parlamentarier
- Nuckey, Rodney (1929–2000), britischer Automobilrennfahrer
- Nückles, Georg (* 1948), deutscher Sprinter und Hürdenläufer
- Nuckolls, John (* 1930), US-amerikanischer Physiker
- Nuckolls, Stephen Friel (1825–1879), US-amerikanischer Politiker
- Nuckolls, William T. (1801–1855), US-amerikanischer Politiker

### Nud
- Nudant, Alphonse Pierre (1861–1952), französischer Offizier, zuletzt Divisionsgeneral
- Nudel, Ida (1931–2021), sowjetisch-israelische Bürgerrechtskämpferin
- Nudelman, Alexander Emmanuilowitsch (1912–1996), sowjetischer Waffenkonstrukteur
- Nudelman, Michael (1938–2018), israelischer Politiker
- Nudelman, Omer (* 1997), israelische Schauspielerin und Model
- Nuder, Pär (* 1963), schwedischer Politiker, Mitglied des Riksdag, Verteidigungsminister und Finanzminister
- Nuding, Hermann (1902–1966), deutscher Politiker (KPD), MdL, MdB, SED-Funktionär
- Nuding, Lena (* 1993), deutsche Fußballtorhüterin
- Nuding, Stephan (* 1961), deutscher Schriftsteller
- Nudler, Julio (1941–2005), argentinischer Wirtschaftsjournalist
- Nüdling, Bodo (1943–1987), deutscher Politiker (SPD), MdL
- Nüdling, Elisabeth (* 1980), deutsche Kunsthistorikerin und Kunsthändlerin
- Nüdling, Hermann (1932–2021), deutscher Graphiker, Zeichner und Autor
- Nüdling, Ludwig (1874–1947), deutscher Geistlicher und Heimatdichter
- Nudnida Luangnam (* 1987), thailändische Tennisspielerin
- Nudo, Walter (* 1970), kanadischer Filmschauspieler
- Nudschaifi, Usama an- (* 1956), irakischer Politiker

### Nue
- Nueir, Youhanna (1914–1995), ägyptischer koptisch-katholischer Geistlicher und Bischof von Assiut
- Nuel, Schweizer Sänger, Songwriter, Multiinstrumentalist und Musikproduzent
- Nuelsen, John Louis (1867–1946), Bischof der Bischöflichen Methodistenkirche
- Nuerlan, Dina (* 1998), chinesische Hochspringerin
- Nuernbergk, Christian (* 1979), deutscher Medien- und Kommunikationswissenschaftler und Professor
- Nuernbergk, Erich Ludolf (1900–1982), deutscher Botaniker
- Nüesch, Jakob (1845–1915), Schweizer Lehrer und Prähistoriker
- Nüesch, Jakob (1892–1967), Schweizer Stickereifabrikant und Politiker
- Nüesch, Jakob (1932–2016), Schweizer Biochemiker
- Nüesch, Johann Jakob (1845–1895), Schweizer Landschafts- und Genremaler
- Nüesch, Werner (1904–1954), Schweizer Leichtathlet
- Nüesch-Gautschi, Rosmarie (1928–2022), Schweizer Architektin, Denkmalpflegerin und Kantonsrätin
- Nuesslein, Lawrence (1895–1971), US-amerikanischer Sportschütze
- Nuetzel, Charles (* 1934), amerikanischer Schriftsteller

### Nuf
- Nufer, Albert (* 1942), Schweizer Politiker (glp)
- Nufer, Anton (* 2006), deutscher BasketballspielerAnton Nufer (* 2006)

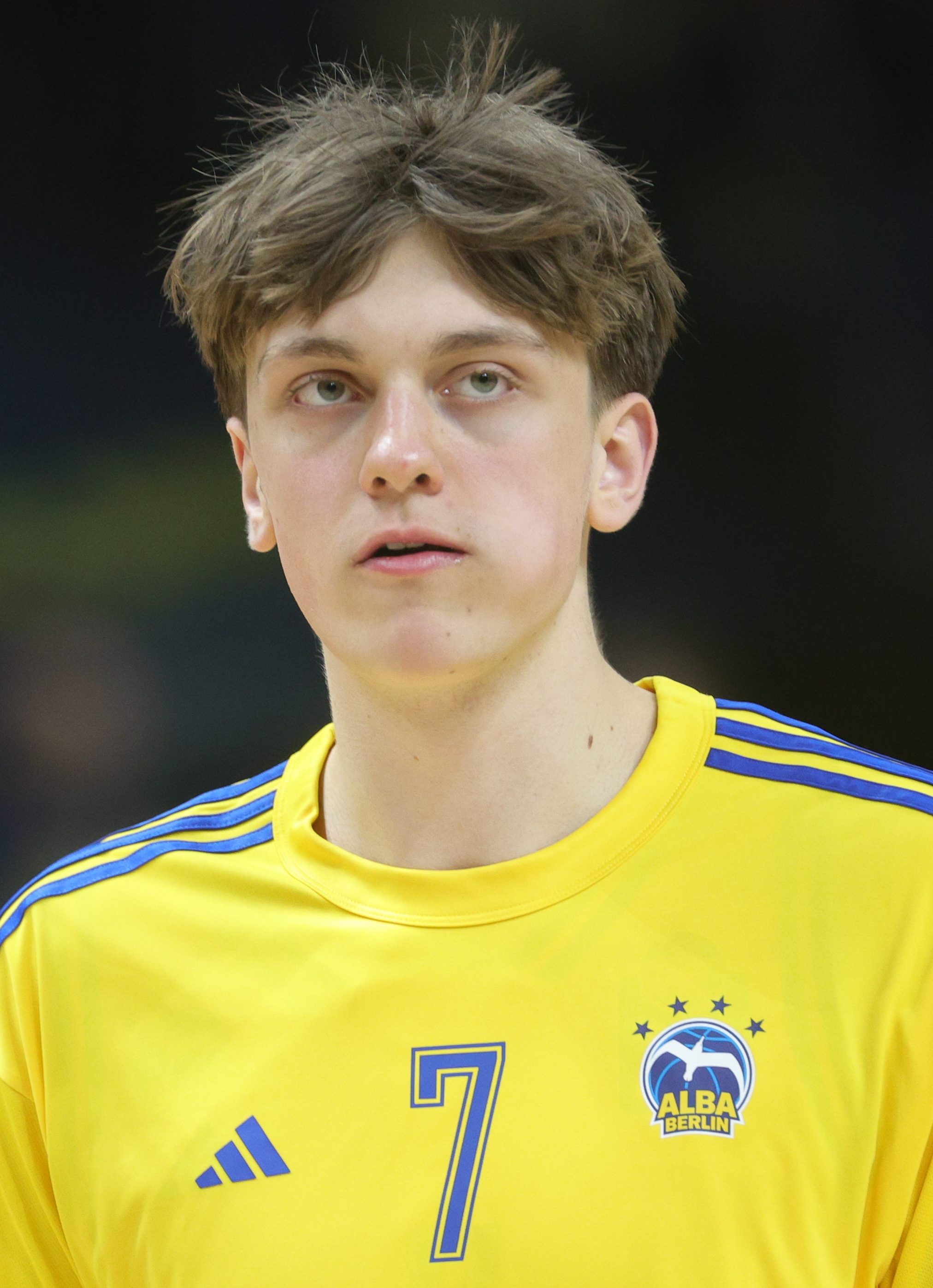
Anton Nufer (* 2006)

- Nufer, Gerd (* 1970), deutscher Betriebswirt
- Nufer, Jacob, führte ersten Kaiserschnitt durch
- Nufer, Luisa (* 2002), deutsche Basketballspielerin
- Nuffel, Anne-Marie Van (* 1956), belgische Leichtathletin
- Nuffel, Julius van (1883–1953), belgischer Komponist, Priester, Kirchenmusiker und Musikpädagoge

### Nug
- Nugan, Francis John (1942–1980), australischer Rechtsanwalt, Unternehmer und Bankier
- Nugaras, Justas (* 1985), litauischer Politiker
- Nugat (* 1997), deutscher Sänger und Musikproduzent
- Nugel, Bernfried (* 1940), deutscher Anglist und Hochschullehrer
- Nugel, Frieda (1884–1966), deutsche Mathematikerin
- Nugen, Robert H. (1809–1872), US-amerikanischer Politiker
- Nugent Title, Nancy, US-amerikanische Toningenieurin
- Nugent von Westmeath, Laval (1777–1862), österreichischer Feldmarschall irischer AbstammungLaval Nugent von Westmeath (1777–1862)

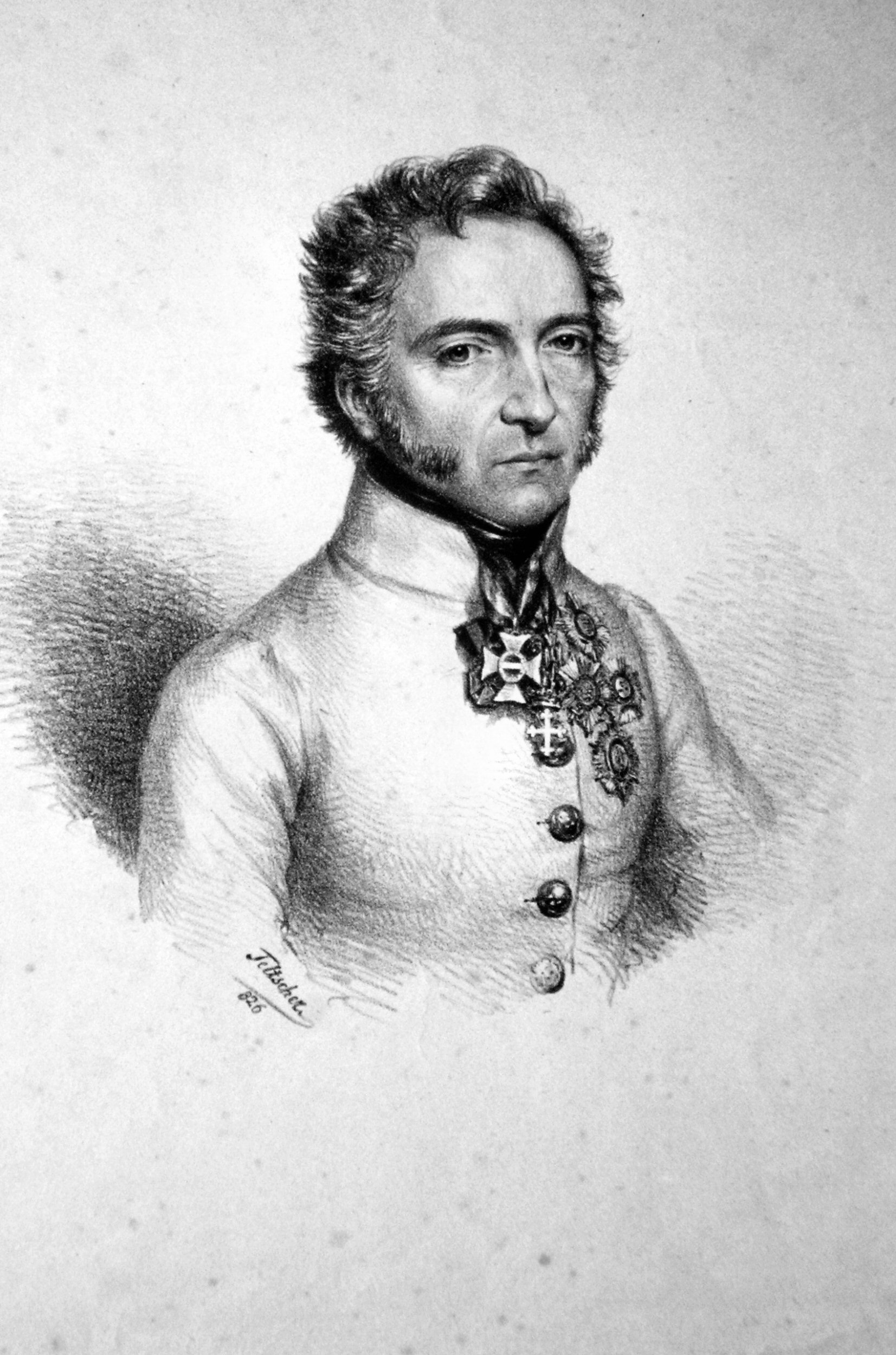
Laval Nugent von Westmeath (1777–1862)

- Nugent, Ackera (* 2002), jamaikanische Hürdenläuferin
- Nugent, Andrea (* 1968), kanadische Schwimmerin
- Nugent, Ben (* 1992), englischer Fußballspieler
- Nugent, Carol (* 1937), US-amerikanische Schauspielerin
- Nugent, David (* 1985), englischer Fußballspieler
- Nugent, Elliott (1896–1980), US-amerikanischer Filmregisseur
- Nugent, Eugene Martin (* 1958), katholischer Bischof
- Nugent, Frank S. (1908–1966), US-amerikanischer Drehbuchautor
- Nugent, George, Baron Nugent of Guildford (1907–1994), britischer Politiker (Conservative Party)
- Nugent, John F. (1868–1931), US-amerikanischer Politiker
- Nugent, Judy (1940–2023), US-amerikanische Schauspielerin
- Nugent, Kieran (1958–2000), nordirisches IRA-Mitglied
- Nugent, Leah (* 1992), jamaikanische Hürdenläuferin und Sprinterin
- Nugent, Maude (1873–1958), US-amerikanische Varieté-Sängerin und Songwriterin
- Nugent, Neil (1926–2018), britischer Hockeyspieler
- Nugent, Rich (* 1951), amerikanischer Politiker (Republikanische Partei)
- Nugent, Richard Bruce (1906–1987), US-amerikanischer Maler, Schriftsteller, Schauspieler
- Nugent, Ted (* 1948), US-amerikanischer RockmusikerTed Nugent (* 1948)

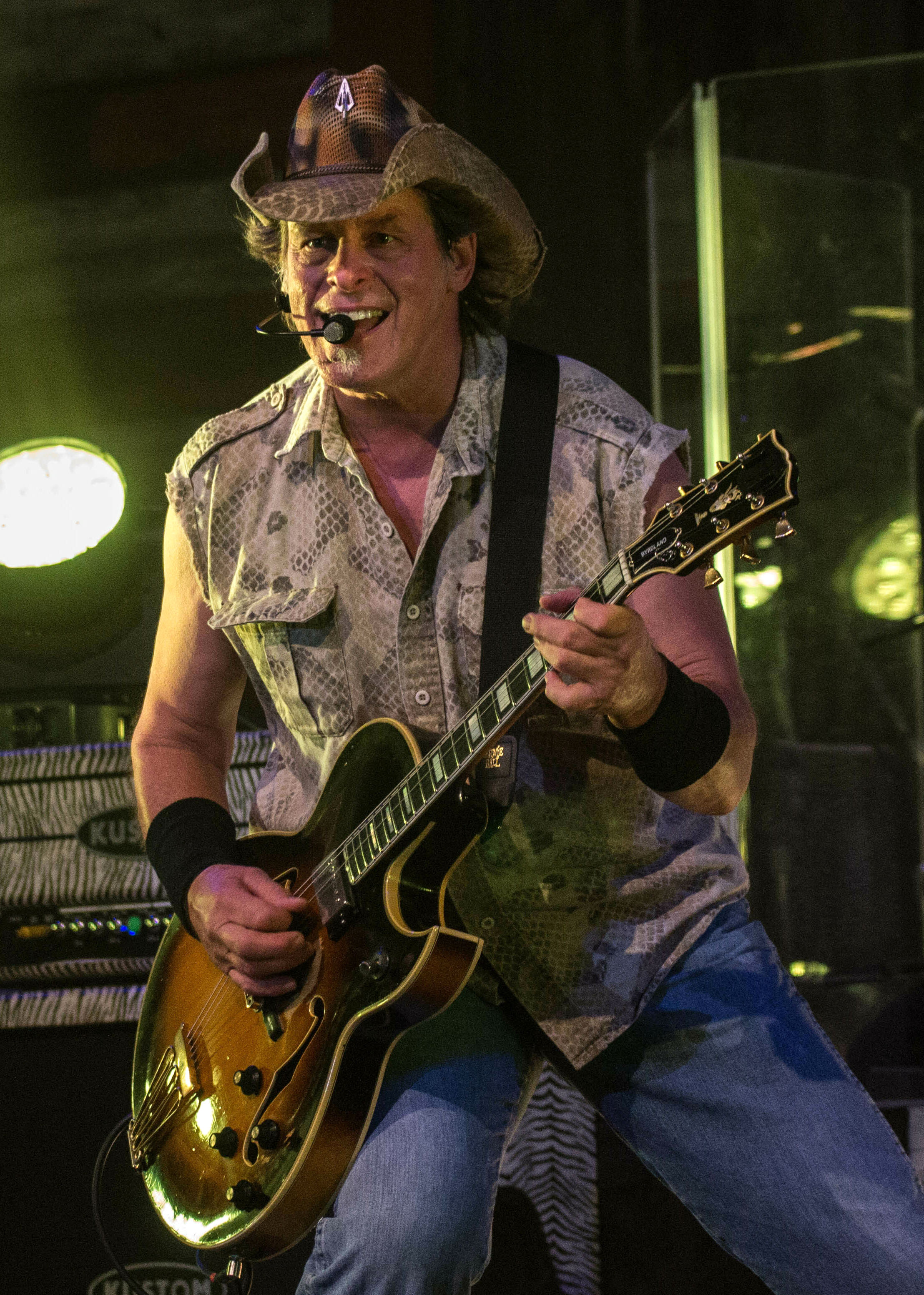
Ted Nugent (* 1948)

- Nugent, Thomas († 1772), irischer Gelehrter, Historiker und Reiseschriftsteller
- Nugent-Hopkins, Ryan (* 1993), kanadischer Eishockeyspieler
- Nugent-Temple-Grenville, George, 1. Marquess of Buckingham (1753–1813), britischer Adliger und Politiker
- Nugis, Ülo (1944–2011), estnischer Politiker, Mitglied des Riigikogu
- Nugkuag, Evaristo (* 1950), peruanischer Menschenrechtler und Umweltschützer
- Nuglisch, Adolf (1800–1878), Berliner Parfum- und Seifenfabrikant
- Nuglisch, Philipp Wilhelm, deutscher Bauingenieur und Maler
- Nuglisch, Sophie (* 1997), deutsche Schriftstellerin
- Nugroho, Anggun (* 1982), indonesischer Badmintonspieler
- Nugroho, Hendra Setyo (* 1989), indonesischer Badmintonspieler
- Nugroho, Lukhi Apri (* 1993), indonesischer Badmintonspieler
- Nugroho, Priska Madelyn (* 2003), indonesische Tennisspielerin
- Nugroho, Rafiddias Akhdan (* 1996), indonesischer Badmintonspieler
- Nugroho, Sutopo Purwo (1969–2019), indonesischer Katastrophenschutzsprecher
- Nuguse, Yared (* 1999), US-amerikanischer Leichtathlet

### Nuh
- Nuh, Ignatius (1451–1509), syrisch-orthodoxer Bischof und Patriarch von Mardin/Antiochien
- Nuhanović, Hasan (* 1968), bosnischer Übersetzer
- Nuhiu, Atdhe (* 1989), kosovarischer FußballspielerAtdhe Nuhiu (* 1989)

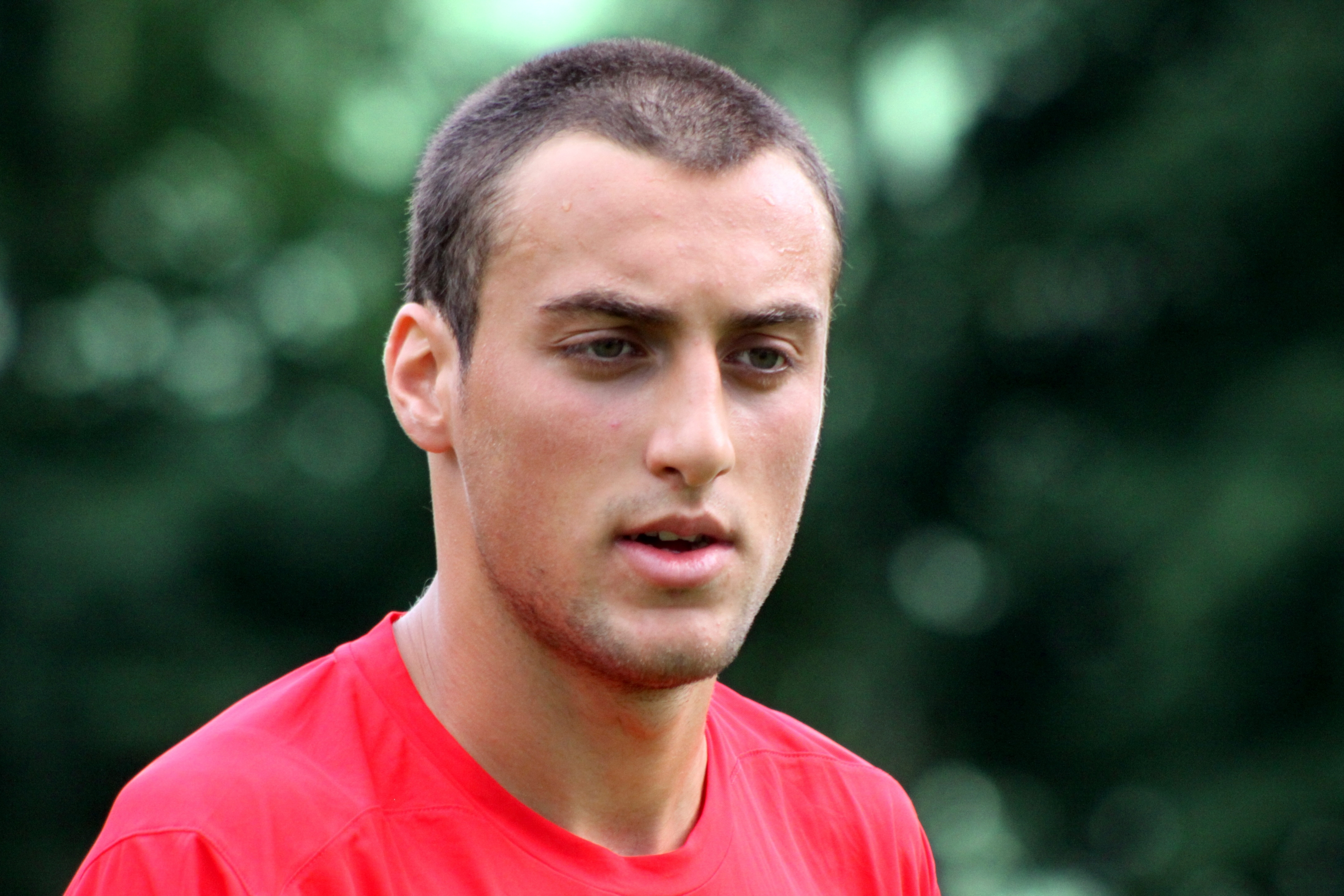
Atdhe Nuhiu (* 1989)

- Nühlen, Maria (* 1954), deutsche Sozial- und Kulturphilosophin
- Nuhn, Anton (1814–1889), deutscher Anatom
- Nuhn, Heinrich (1813–1884), Bürgermeister und Abgeordneter
- Nuhn, Heinrich (* 1938), deutscher Zeithistoriker, Pädagoge und Sachbuchautor, Museumskurator
- Nuhn, Johannes (1442–1523), deutscher Chronist des Landes Hessen und der Stadt Hersfeld
- Nuhn, Peter (* 1937), deutscher Pharmazeut und Naturstoffchemiker
- Nuhn, Walter (1928–2021), deutscher Kolonialschriftsteller
- Nuhr, Dieter (* 1960), deutscher Kabarettist, Comedian, Autor und FernsehmoderatorDieter Nuhr (* 1960)

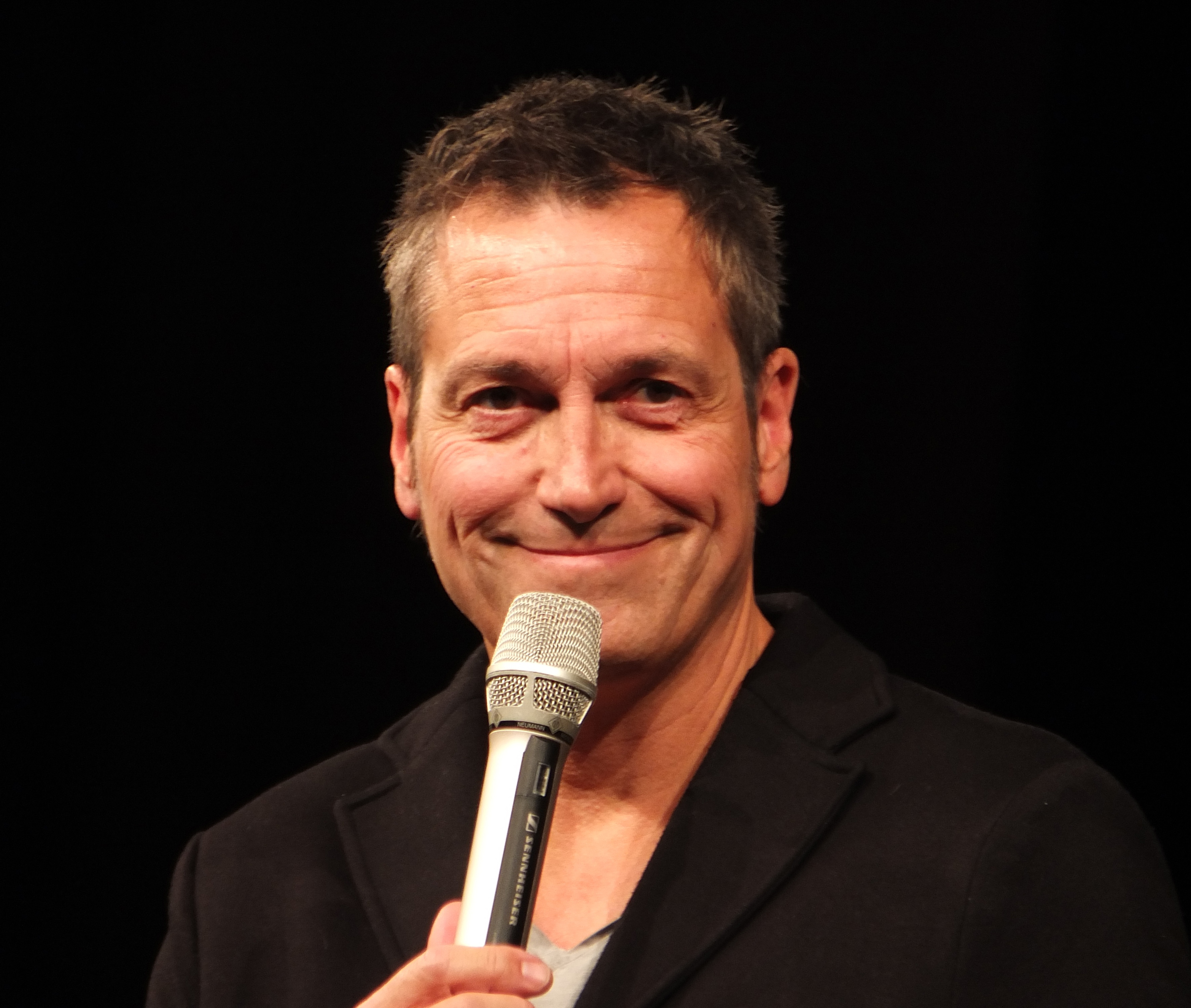
Dieter Nuhr (* 1960)

- Nührenberg, Jürgen (* 1942), deutscher Physiker
- Nührig, Klaus (* 1958), deutscher Schriftsteller und Lyriker
- Nühsmann, Theodor Alexander (1885–1962), deutscher HNO-Arzt und Hochschullehrer
- Nuhu, Musah (* 1997), ghanaischer Fußballspieler

### Nui
- Nuijen, Wijnand (1813–1839), niederländischer Genre- und Landschaftsmaler, Radierer, Lithograf sowie Kunstpädagoge
- Nuis, Kjeld (* 1989), niederländischer Eisschnellläufer
- Nuissl, Ekkehard (* 1946), deutscher Hochschullehrer und wissenschaftlicher Direktor des Deutschen Instituts für Erwachsenenbildung
- Nuißl, Franz Josef (1877–1955), deutscher Jurist und Politiker
- Nuitter, Charles (1828–1899), französischer Librettist, Übersetzer und Archivar

### Nuj
- Nujabes (1974–2010), japanischer Hip-Hop-Musikproduzent
- Nujoma, Kovambo (* 1933), namibische First Lady
- Nujoma, Sam (1929–2025), namibischer Politiker, Staatspräsident von NamibiaSam Nujoma (1929–2025)

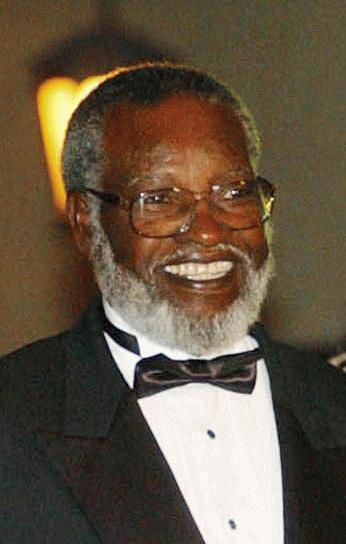
Sam Nujoma (1929–2025)

- Nujoma, Sam der Jüngere (* 1991), namibischer Politiker und Regionalgouverneur
- Nujoma, Utoni (* 1952), namibischer Politiker, Außenminister

### Nuk
- NUK (1908–1998), deutscher Musikclown
- Nuka, französischer Musikproduzent
- Nukaga, Fukushirō (* 1944), japanischer Politiker
- Nukan, Atınç (* 1993), türkischer Fußballspieler
- Nukata no Ōkimi, japanische Dichterin
- Nükenow, Qairat (* 1970), kasachischer Politiker
- Nuki, Masato (* 2003), japanischer Fußballspieler
- Nukina, Kaioku (1778–1863), japanischer Maler
- Nukina, Kōsei (* 1995), japanischer Fußballspieler
- Nûko, Emanuel (* 1992), grönländischer Politiker (Naleraq)
- Nukoolkit Krutyai (* 1992), thailändischer Fußballspieler
- Nuković, Edita (* 1997), dänisch-serbische Handballspielerin
- Nukraschi Pascha, Mahmud an- (1888–1948), ägyptischer Premierminister
- Nukui, Hayato (* 1996), japanischer Fußballspieler
- Nukuri, Diane (* 1984), burundische Leichtathletin

### Nul
- Nuland, Sherwin B. (1930–2014), US-amerikanischer Arzt, Chirurg und Medizinprofessor
- Nuland, Victoria (* 1961), US-amerikanische DiplomatinVictoria Nuland (* 1961)

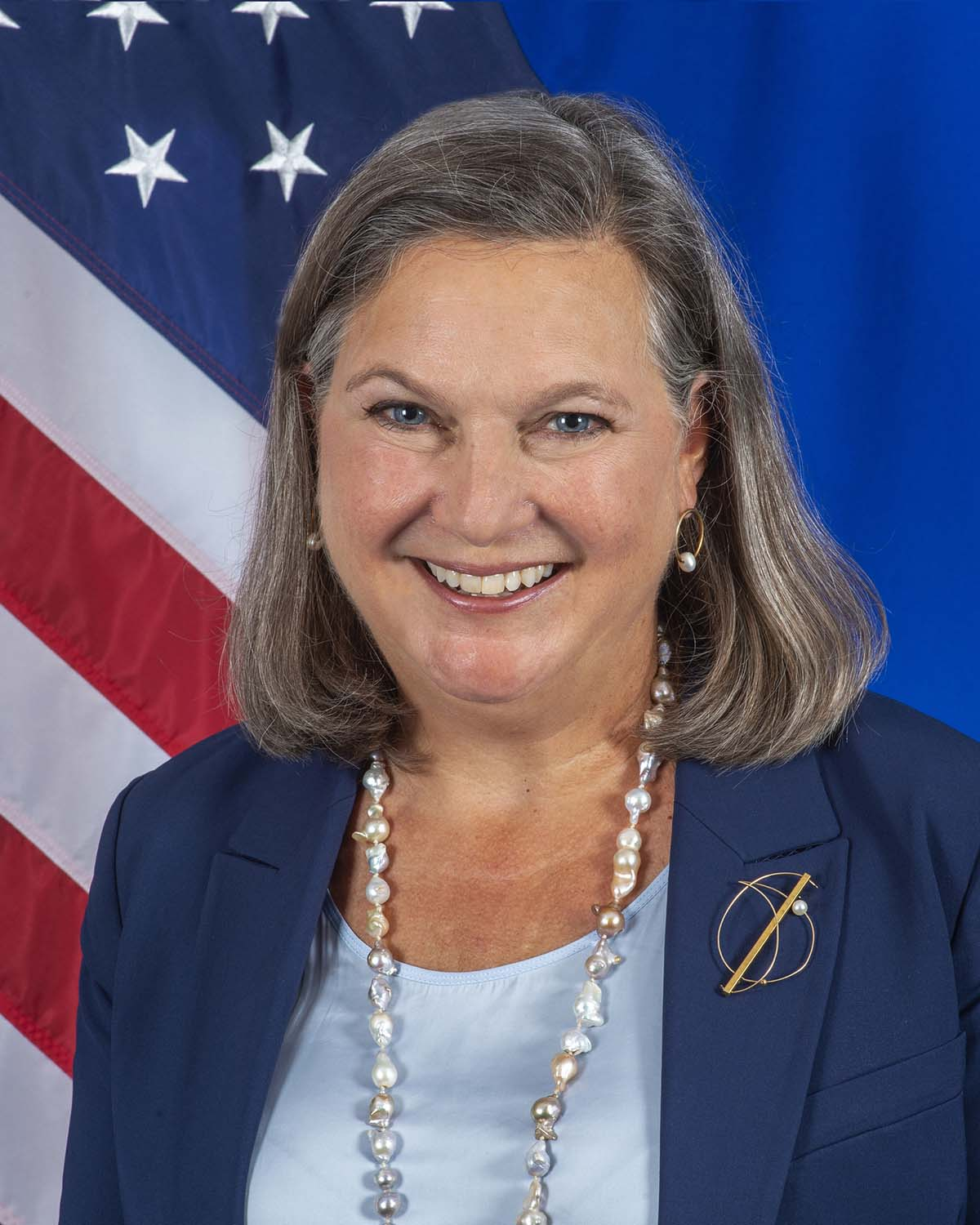
Victoria Nuland (* 1961)

- Nulens, Guy (* 1957), belgischer Radrennfahrer
- Nulens, Lowie (* 2006), belgischer Bahnradsportler
- Nulisch, Darrell (* 1952), US-amerikanischer Bluessänger und Mundharmonikaspieler
- Nülken, Christian (* 1951), deutscher Architekt, Denkmalpfleger und Fachautor
- Nüll, Eduard van der († 1868), österreichischer Architekt
- Nüll, Edwin von der (1905–1945), deutscher Musikwissenschaftler und Musikjournalist
- Null, Jeffrey, US-amerikanischer Country-Sänger
- Nulle, Carsten (* 1975), deutscher Fußballtorwart
- Nülle, Wilhelm (1885–1973), preußischer Verwaltungsjurist und Landrat
- Nullmeier, Frank (* 1957), deutscher Politikwissenschaftler
- Nullmeyer, Ali (* 1998), kanadische Skirennläuferin
- Nullo, Francesco (1820–1863), italienischer Freiheitskämpfer
- Nultsch, Gert (* 1961), deutscher Offizier, Generalleutnant des Heeres der Bundeswehr
- Nultsch, Wilhelm (1927–2011), deutscher Botaniker und Hochschullehrer
- Nulty, Denis (* 1963), irischer Geistlicher, römisch-katholischer Bischof von Kildare und Leighlin
- Nulty, Eugenius (1789–1871), irisch-amerikanischer Mathematiker
- Nulty, Patrick (* 1982), irischer Politiker (Labour Party)

### Num
- Numa Pompilius, sagenhafte zweiter König von RomNuma Pompilius

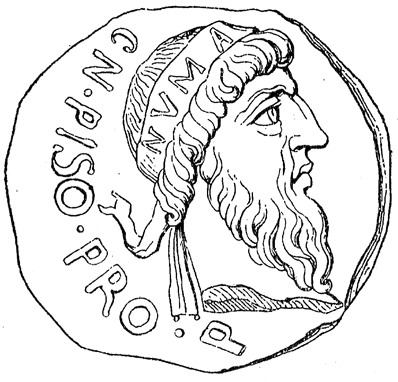
Numa Pompilius

- Numa, Daiki (* 1997), japanischer Fußballspieler
- Numa, Mauro (* 1961), italienischer Fechter
- Numa, Morikazu (1844–1890), japanischer Politiker und Journalist
- Numa, Shōsaku (1929–1992), japanischer Molekularbiologe und Biochemiker
- Numagen, Peter († 1515), Schweizer Kleriker, Schriftsteller und Notar
- Numai, Cristoforo († 1528), italienischer Geistlicher, Generalsuperior der Franziskaner-Observanten und Kardinal
- Numainville, Joëlle (* 1987), kanadische Radrennfahrerin
- Numair, Nicolás (* 2002), chilenischer Hochspringer
- Numairi, Dschafar an- (1930–2009), sudanesischer Politiker, Präsident Sudans
- Numaiy, Hasan ibn Abī (1526–1601), zweiter Mitregent, von 1564 bis 1584 erster Mitregent und von 1584 bis 1601 regierender Scherif von Mekka (1555–1566)
- Numan, Ahmad Muhammad (1909–1996), jemenitischer Politiker
- Numan, Arthur (* 1969), niederländischer Fußballspieler
- Numan, Gary (* 1958), britischer Elektropop-MusikerGary Numan (* 1958)

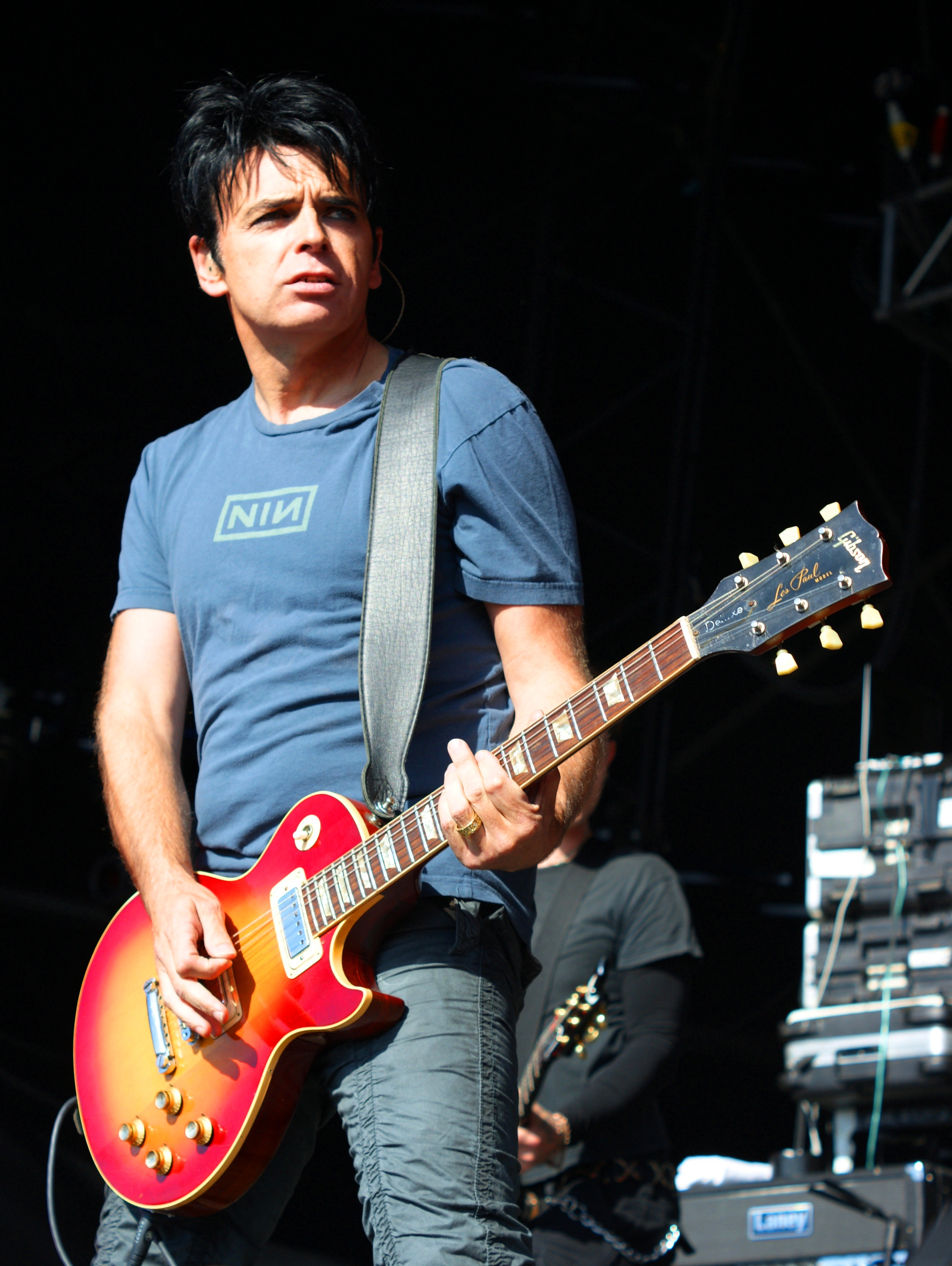
Gary Numan (* 1958)

- Numan, Henk (1955–2018), niederländischer Judoka
- Numan, Toek (* 1971), niederländischer Komponist
- Numani, Shibli (1857–1914), indischer, islamischer Gelehrter und Theologe
- Nümann, Ekkehard (* 1945), deutscher Notar
- Nümann-Seidewinkel, Ingrid (* 1943), deutsche Juristin und Politikerin (SPD)
- Numans, Henriëtte Gesina (1877–1955), niederländische Malerin
- Numata, Keigo (* 1990), japanischer Fußballspieler
- Numata, Kōsei (* 2002), japanischer Fußballspieler
- Numata, Takaya (* 1999), japanischer Fußballspieler
- Numata, Yaichi (* 1951), japanischer Radrennfahrer
- Numata, Yoshiaki (* 1945), japanischer Boxer im Superfedergewicht und Weltmeister
- Numavičius, Julius (* 1973), litauischer Unternehmer, Investor und Manager
- Numavičius, Nerijus (* 1967), litauischer Unternehmer, Investor und Manager
- Numavičius, Vladas (* 1974), litauischer Unternehmer, Investor und Manager
- Numberger, Otto (1860–1926), deutscher Architekt
- Numbers, Annie Hutton (1897–1988), schottische Mathematikerin und Chemikerin
- Numbers, Ronald (1942–2023), US-amerikanischer Historiker
- Numeister, Johannes, Wanderdrucker
- Numenios, Platoniker
- Numenios, Statthalter der Mesene, Satrapie des Erythräischen Meeres
- Numerian (253–284), römischer Staatsmann und DichterNumerian (253–284)

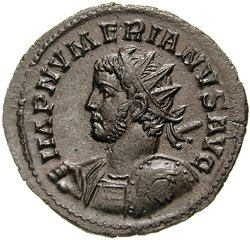
Numerian (253–284)

- Numerianus von Trier, Bischof von Trier
- Numerius Albanus, Lucius, römischer Offizier (Kaiserzeit)
- Numerius Felix, Lucius, römischer Centurio
- Numerius Proiectus, römischer Beamter
- Numerow, Boris Wassiljewitsch (* 1891), russischer Astronom und Geophysiker
- Numers, Carl Johann von (1757–1822), russischer Oberstleutnant, Landrat und Landmarschall von Livland
- Numers, Gustaf von (1912–1978), finnischer Heraldiker und Beamter
- Numisius Clemens, Angehöriger des römischen Ritterstandes (Kaiserzeit)
- Numisius Maximus, Gaius, römischer Offizier (Kaiserzeit)
- Numisius Senecio Antistianus, Marcus, römischer Offizier (Kaiserzeit)
- Nümm, Adam (* 1982), deutscher Schauspieler und Synchronsprecher
- Nummedal, Christian (* 1995), norwegischer Freestyle-Skisportler
- Nummelin, Petteri (* 1972), finnischer Eishockeyspieler und -trainer
- Nummerdor, Reinder (* 1976), niederländischer Volleyball- und Beachvolleyballspieler
- Nummert, Dietrich (1928–2010), deutscher Journalist und Autor
- Nummi, Markus (* 1959), finnischer Autor, Drehbuchschreiber und Regisseur
- Numminen, M. A. (* 1940), finnischer Sänger, Komponist, Entertainer, Schriftsteller und Filmemacher
- Numminen, Teppo (* 1968), finnischer Eishockeyspieler, -trainer und -scout
- Nummius Albinus, römischer Konsul 263 und Stadtpräfekt
- Nummius Constans, Gaius, römischer Offizier (Kaiserzeit)
- Nummius Senecio Albinus, Marcus, römischer Konsul 227
- Nummius Umbrius Primus Senecio Albinus, Marcus, römischer Konsul 206
- Numrich, Hubert (1958–2020), deutscher Kampfsportler und Trainer
- Numsen, Christian Wilhelm von (1687–1756), dänischer Generalleutnant und Kammerherr
- Numsen, Mathias (1646–1731), dänischer Generalmajor und Geheimrat
- Numsen, Michael von (1686–1757), dänischer Generalfeldmarschall
- Numsen, Numme (* 1906), deutscher Lehrer und Schriftsteller
- Numßen, Julia (* 1968), deutsche Fachbuchautorin zur Jagd

### Nun
- Nun, biblische Person, Vater Josuas
- Nunberg, Geoffrey (1945–2020), US-amerikanischer Sprachwissenschaftler, Hochschullehrer und Sachbuchautor
- Nunberg, Hermann (1884–1970), österreichisch-US-amerikanischer Psychoanalytiker
- Nunberg, Sigmund (1879–1950), deutscher Schauspieler
- Nunberger, Leonhard (1930–1991), deutscher Fußballspieler
- Nünchert, Eveline (* 1943), deutsche Schachspielerin
- Nünemann, Jens (* 1969), deutscher Schauspieler
- Nunes (* 1954), brasilianischer Fußballspieler
- Nunes Barreto, João († 1562), portugiesischer Jesuitenmissionar
- Nunes Coelho, Manoel (1884–1967), brasilianischer Geistlicher, römisch-katholischer Bischof von Luz
- Nunes da Veiga, Diogo (* 1590), portugiesischer Kaufmann in Hamburg
- Nunes de Ávila e Silva, Epaminondas (1869–1935), brasilianischer Geistlicher und römisch-katholischer Bischof von Taubaté
- Nunes Leite, Jacintho José (1840–1914), Geschäftsmann, Kommandant, Freimaurer, Industrieller, Oberst und Landbesitzer
- Nunes Vais, Mario (1856–1932), italienischer Fotograf
- Nunes, Adriana, Journalistin, Germanistin und Autorin
- Nunes, Airas († 1289), spanischer Kleriker und Troubadour
- Nunes, Alessandro (* 1982), brasilianischer Fußballspieler
- Nunes, Alexandre Afonso (* 1965), osttimoresischer Politiker
- Nunes, Amanda (* 1988), brasilianische Mixed-Martial-Arts-KämpferinAmanda Nunes (* 1988)

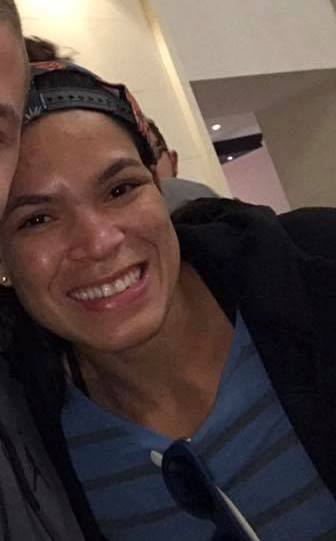
Amanda Nunes (* 1988)

- Nunes, Ashley Mary (* 1982), US-amerikanische Schauspielerin
- Nunes, Brian (* 1964), US-amerikanischer römisch-katholischer Geistlicher, Weihbischof in Los Angeles
- Nunes, Candice (* 1988), südafrikanische Schauspielerin
- Nunes, Carla Jéssica Pereira (* 1991), brasilianische Fußballspielerin
- Nunes, Clara (1942–1983), brasilianische Sängerin und Komponistin
- Nunes, Deborah (* 1993), brasilianische Handballspielerin
- Nunes, Devin (* 1973), US-amerikanischer PolitikerDevin Nunes (* 1973)

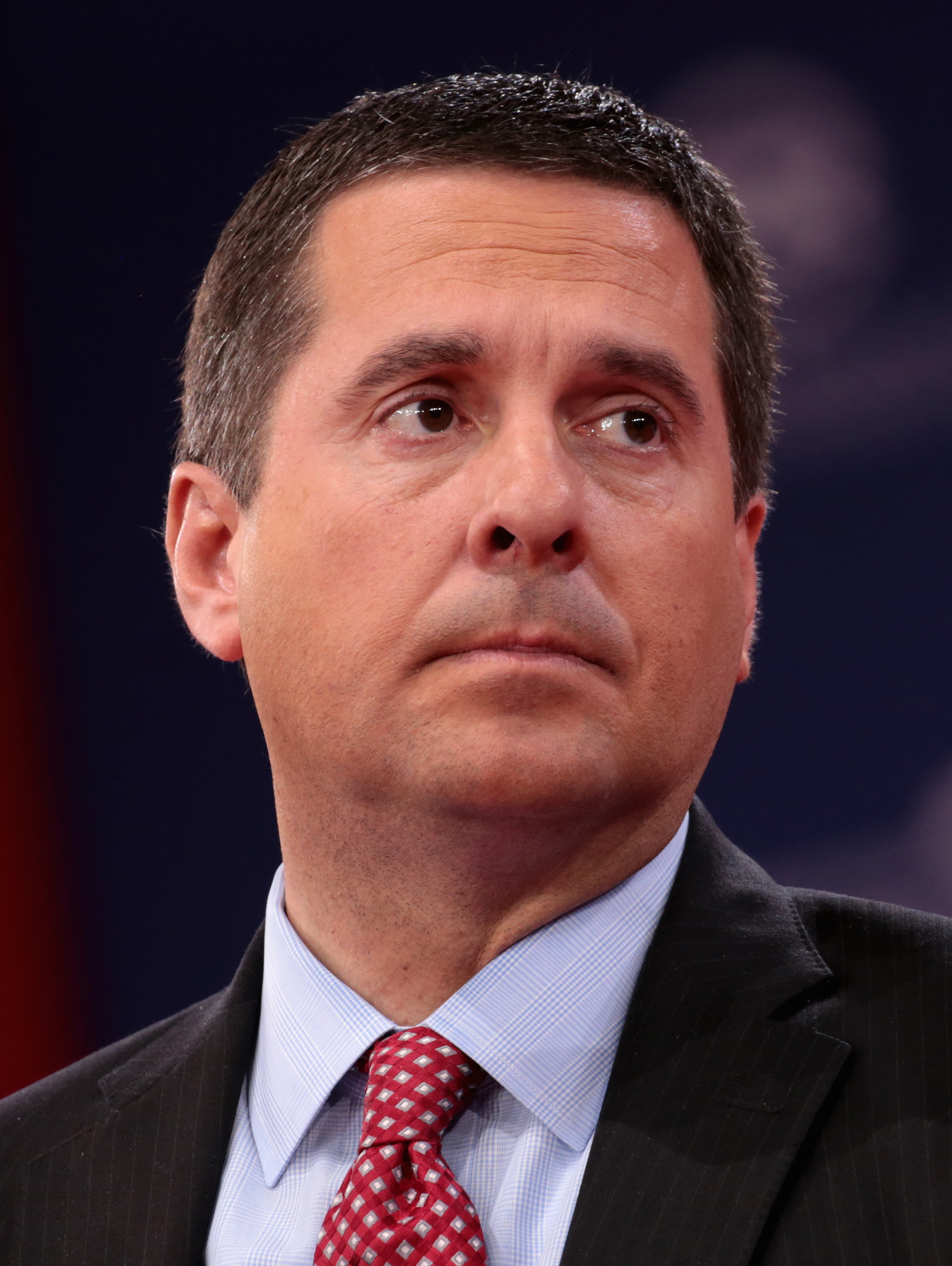
Devin Nunes (* 1973)

- Nunes, Diego (* 1986), brasilianischer Rennfahrer
- Nunes, Duarte (* 1953), osttimoresischer Politiker
- Nunes, Dulce (1929–2020), brasilianische Sängerin und Schauspielerin
- Nunes, Emmanuel (1941–2012), portugiesischer Komponist
- Nunes, Felipe (* 1981), brasilianischer Fußballspieler
- Nunes, Gabi (* 1997), brasilianische Fußballspielerin
- Nunes, Henrique († 1524), portugiesischer Jude und Marranen-Spitzel
- Nunes, José Cirilo, osttimoresischer Freiheitskämpfer
- Nunes, José da Costa (1880–1976), portugiesischer Kardinal der römisch-katholischen Kirche und Erzbischof von Goa
- Nunes, José Joaquim (1859–1932), portugiesischer Romanist, Lusitanist und Dialektologe
- Nunes, Julia (* 1989), US-amerikanische Singer-Songwriterin
- Nunes, Karlito, osttimoresischer Diplomat
- Nunes, Manuel (1843–1922), portugiesischer Arbeiter, Möbelschreiner, Fabrikant und Erfinder
- Nunes, Manuel (1895–1977), brasilianischer Fußballspieler und -trainer
- Nunes, Maria (* 1575), angeblich erste sefardische Jüdin Amsterdams
- Nunes, Matheus (* 1998), portugiesisch-brasilianischer FußballspielerMatheus Nunes (* 1998)

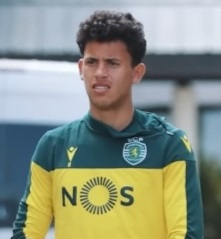
Matheus Nunes (* 1998)

- Nunes, Paulo (* 1971), brasilianischer Fußballspieler
- Nunes, Pedro (1502–1578), portugiesischer Mathematiker und Astronom
- Nunes, Pedro (* 1988), brasilianischer Rennfahrer
- Nunes, Suzana, brasilianische Chemikerin
- Nunes, Todd (* 1979), US-amerikanischer Drehbuchautor und Filmregisseur
- Nunewa, Anelija (* 1962), bulgarische Leichtathletin
- Núñez Abaunza, Olga (1920–1971), nicaraguische Juristin, Schriftstellerin und Politikerin
- Núñez Allauca, Alejandro (* 1943), peruanischer Komponist
- Núñez Amaral, José Manuel (1889–1977), mexikanischer Militär und Fußballfunktionär
- Núñez Borreguero, Miguel (* 1987), spanischer Fußballspieler
- Núñez Cabeza de Vaca, Álvar, spanischer Seefahrer und Entdecker
- Núñez de Arce, Gaspar (1834–1903), spanischer Schriftsteller, Journalist und Politiker
- Núñez de Avendaño, Diego († 1606), spanischer Jurist, vorübergehend Vizekönig von Peru
- Núñez de Balboa, Vasco (1475–1519), spanischer Entdecker, Konquistador und AbenteurerVasco Núñez de Balboa (1475–1519)

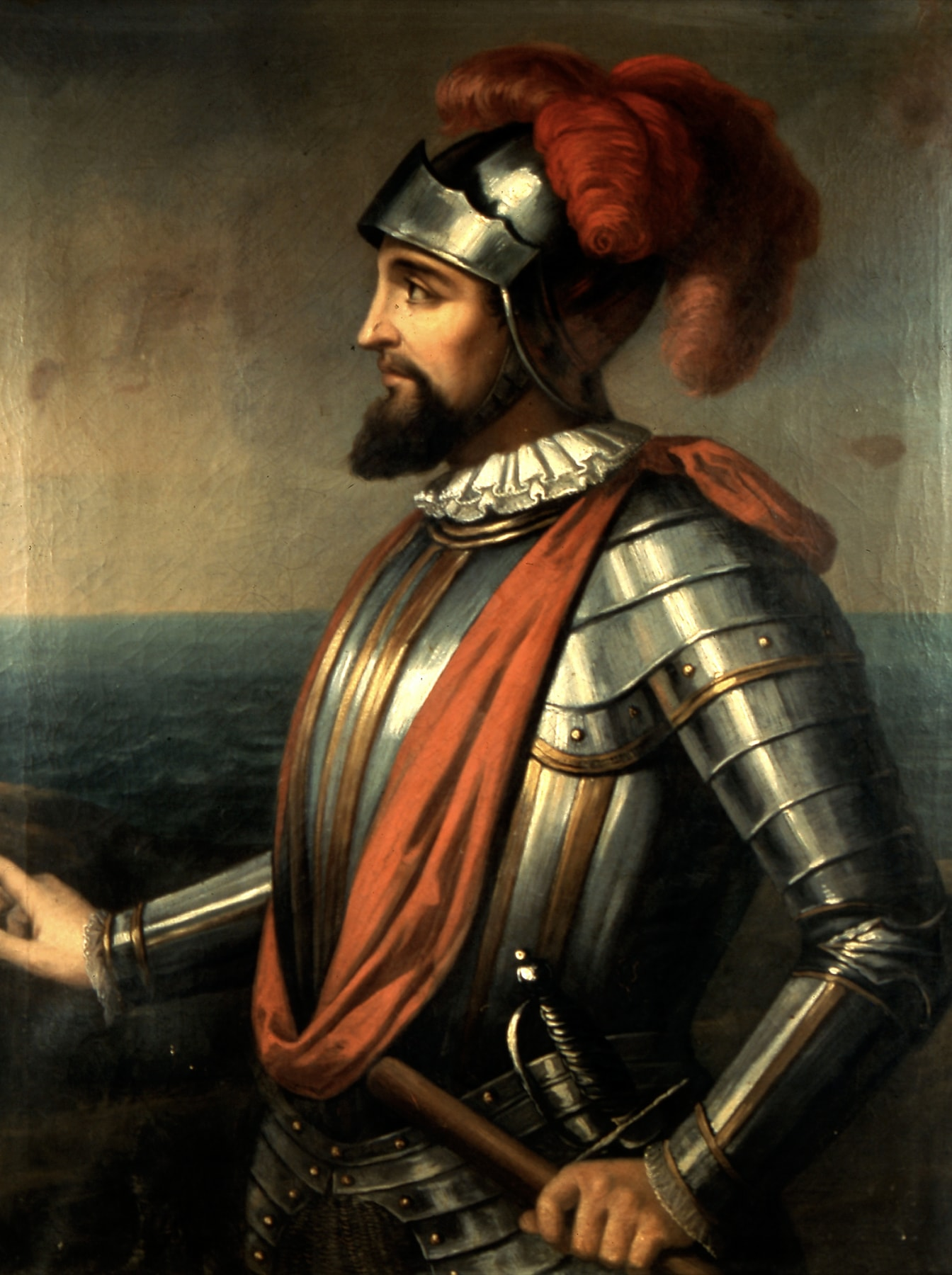
Vasco Núñez de Balboa (1475–1519)

- Núñez de Borbón, Alfredo (1908–1979), mexikanischer Geiger und Komponist
- Núñez de Castro, Alonso (1627–1695), spanischer Historiker und Chronist
- Núñez de Haro y Peralta, Alonso (1729–1800), spanischer Bischof der römisch-katholischen Kirche und Kolonialverwalter
- Núñez de Sanabria, Miguel (1645–1729), spanischer Jurist und Vizekönig von Peru
- Núñez de Toledo, Hernán (1475–1553), spanischer Philologe, Hochschullehrer, Bibelübersetzer
- Núñez de Vela, Blasco (1490–1546), Vizekönig von Peru
- Núñez del Prado Castro, Óscar (1917–1991), peruanischer Anthropologe und Ethnologe
- Núñez del Prado, Daniel (1840–1891), bolivianischer Arzt
- Núñez del Risco, Yaqui (1939–2014), dominikanischer Journalist, Fernsehmoderator und -produzent
- Núñez Feijóo, Alberto (* 1961), spanischer Politiker (PP)Alberto Núñez Feijóo (* 1961)

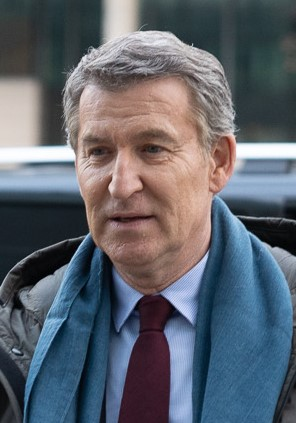
Alberto Núñez Feijóo (* 1961)

- Núñez Gómez, Heydi (* 1979), dominikanisch-deutsches Model, Musikerin und Reality-TV-Teilnehmerin
- Núñez Nistal, María (* 1988), spanische Handballspielerin
- Núñez Núñez, Daniel Enrique (1927–1999), panamaischer Geistlicher, römisch-katholischer Bischof von David
- Núñez Seixas, Xosé Manoel (* 1966), spanischer Historiker
- Núñez Vargas, Benjamín (1915–1994), costa-ricanischer Priester und Diplomat
- Núñez Villacís, Luis Bernardino (* 1963), ecuadorianischer Geistlicher, ehemaliger ernannter römisch-katholischer Bischof von Tulcán
- Núñez Viloria, José de Jesús (1938–2024), venezolanischer Geistlicher, römisch-katholischer Bischof von Ciudad Guayana
- Núñez, Adán (* 1974), mexikanischer Fußballspieler
- Núñez, Alan (* 2004), paraguayischer Fußballspieler
- Nunez, Alcide (1884–1934), US-amerikanischer Jazz-Klarinettist
- Núñez, Alfredo (1960–2008), chilenischer Fußballspieler
- Núñez, Álvaro (* 1973), uruguayischer Fußballspieler
- Nuñez, Antonio (* 1971), kubanischer Maler und Grafiker
- Núñez, Antonio (* 1979), spanischer Fußballspieler
- Núñez, Camilo (* 1994), uruguayischer Fußballspieler
- Núñez, Carlos (* 1971), spanischer Celtic-Folk-Musiker
- Núñez, Carlos (* 1992), uruguayischer Fußballspieler
- Núñez, Carmen Belén (* 1957), spanische Wasserspringerin
- Núñez, Christian (* 1982), uruguayischer Fußballspieler
- Núñez, Claudio (* 1975), chilenischer Fußballspieler
- Núñez, Conchita (1943–2009), spanische Schauspielerin und Synchronsprecherin
- Nuñez, Cristian (* 1988), kanadischer Fußballspieler
- Núñez, Daniel (* 1958), kubanischer Gewichtheber
- Núñez, Darwin (* 1999), uruguayischer FußballspielerDarwin Núñez (* 1999)

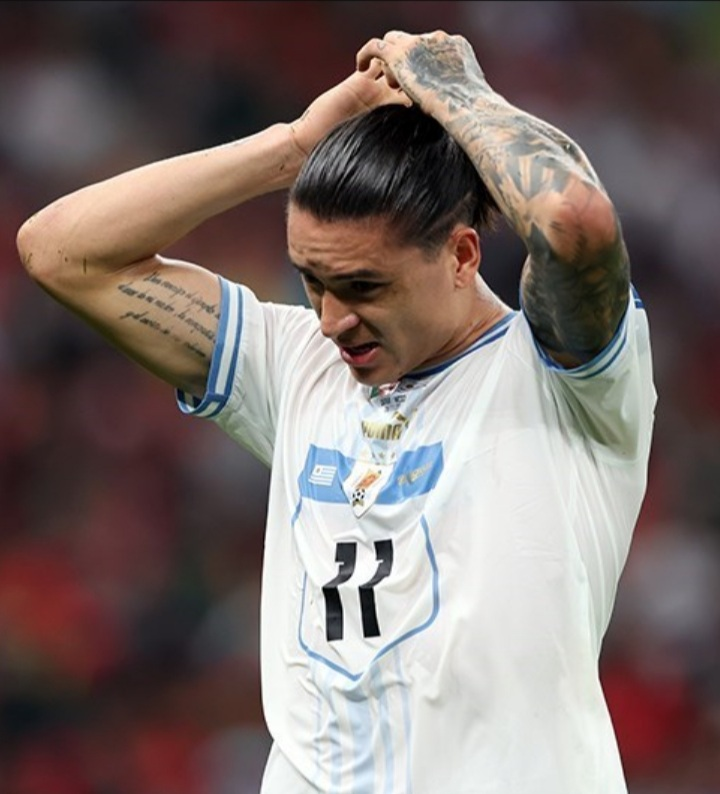
Darwin Núñez (* 1999)

- Núñez, Diómedes, dominikanischer Merenguesänger
- Nunez, Eric (* 1982), US-amerikanischer Tennisspieler
- Núñez, Eslinda (* 1943), kubanische Schauspielerin
- Núñez, Fabricio (* 1985), uruguayischer Fußballspieler
- Nuñez, Flip (1931–1995), US-amerikanischer Jazzmusiker
- Núñez, Gabriel (1942–2021), mexikanischer Fußballspieler
- Núñez, Gerardo (* 1961), spanischer Flamenco-Gitarrist
- Núñez, Héctor (1936–2011), uruguayisch-spanischer Fußballspieler und -trainer
- Núñez, Israel (* 1979), spanischer Radrennfahrer
- Núñez, Jordi (* 1968), spanischer Handballspieler
- Núñez, Jorge (* 1978), paraguayischer Fußballspieler
- Núñez, José († 1880), nicaraguanischer Politiker und Director Supremo von Nicaragua
- Núñez, Josep Lluís (1931–2018), spanischer Fußballfunktionär
- Núñez, Juan (* 1959), dominikanischer Sprinter
- Núñez, Juan (* 2004), spanischer BasketballspielerJuan Núñez (* 2004)

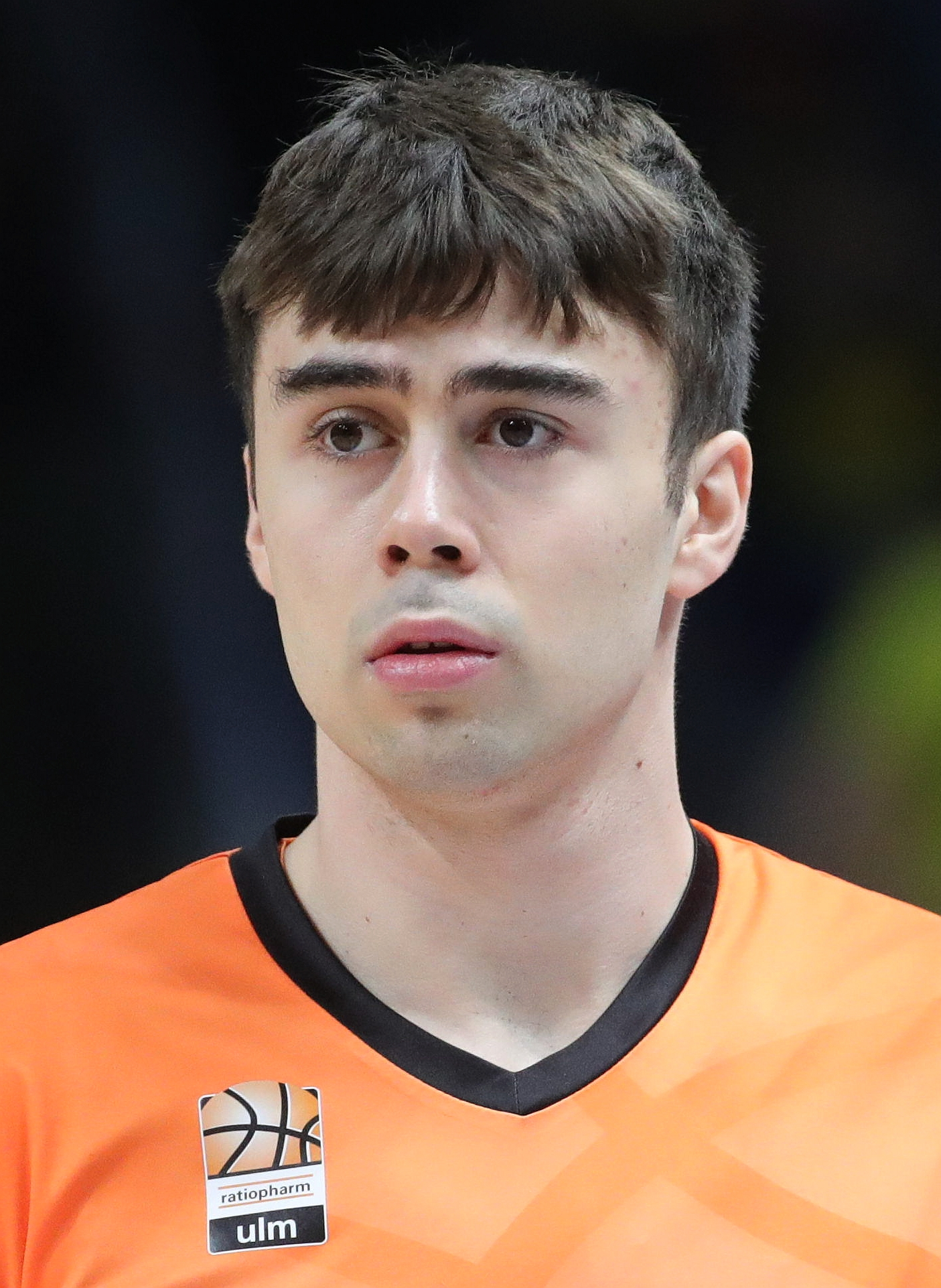
Juan Núñez (* 2004)

- Núñez, Juan Carlos (* 1947), venezolanischer Komponist
- Núñez, Juan Rogelio (1953–2005), chilenischer Fußballspieler
- Nuñez, Laurent (* 1964), französischer Regierungsbeamter und Politiker
- Núñez, Luis (* 1980), chilenischer Fußballspieler
- Núñez, Marcelino (* 2000), chilenischer Fußballspieler
- Núñez, Marcos (* 1961), chilenischer Tischtennisspieler
- Núñez, Margarita (* 1993), peruanische Hindernisläuferin
- Núñez, Marianela (* 1982), argentinische Balletttänzerin
- Núñez, Mario (* 1976), chilenischer Fußballspieler
- Núñez, Martín (* 1987), uruguayischer Fußballspieler
- Nunez, Miguel A. junior (* 1964), US-amerikanischer Schauspieler
- Núñez, Miki (* 1996), spanischer Popsänger
- Núñez, Nicolás (* 1984), chilenischer Fußballspieler
- Núñez, Nicolás (* 1985), uruguayischer Fußballspieler
- Nuñez, Oscar (* 1958), kubanisch-US-amerikanischer SchauspielerOscar Nuñez (* 1958)

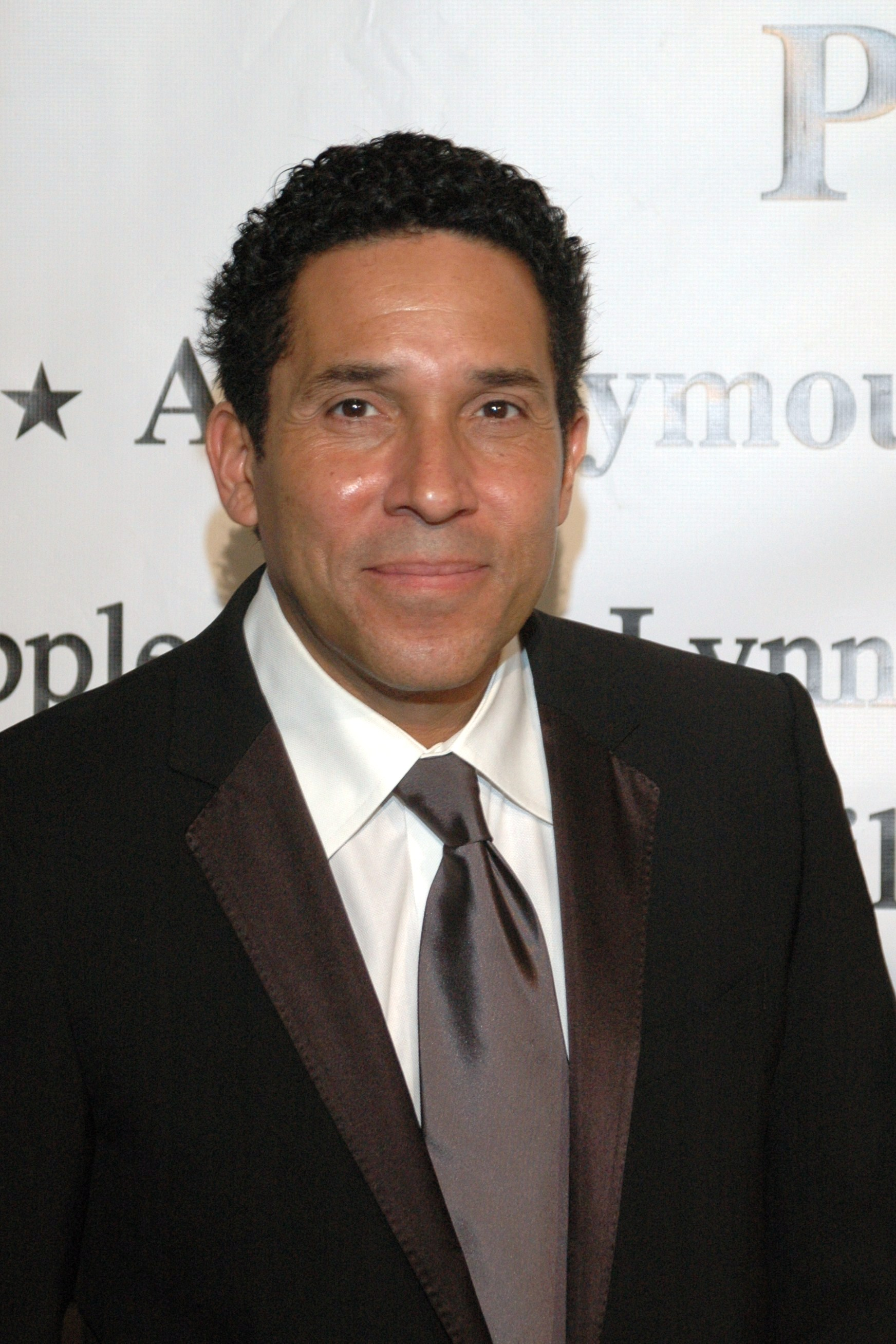
Oscar Nuñez (* 1958)

- Núñez, Paola (* 1978), mexikanische Schauspielerin
- Núñez, Pavel (* 1979), dominikanischer Sänger und Komponist
- Núñez, Rafael (1825–1894), kolumbianischer Politiker, Präsident Kolumbiens (1880–1882 und 1884–1887)
- Núñez, Rafael (* 2002), dominikanisch-spanischer Fußballspieler
- Núñez, Ramón (* 1985), honduranischer Fußballspieler
- Núñez, Richard (* 1976), uruguayischer Fußballspieler
- Núñez, Rodrigo (* 1977), chilenischer Fußballspieler
- Núñez, Rogelio (1927–2009), chilenischer Fußballspieler
- Núñez, Romina (* 1994), argentinische Fußballspielerin
- Núñez, Ruth (* 1979), spanische Schauspielerin
- Núñez, Serafina (1913–2006), kubanische Lehrerin und Schriftstellerin
- Núñez, Sergio (* 1982), chilenischer Fußballspieler
- Nunez, Sigrid (* 1951), US-amerikanische SchriftstellerinSigrid Nunez (* 1951)

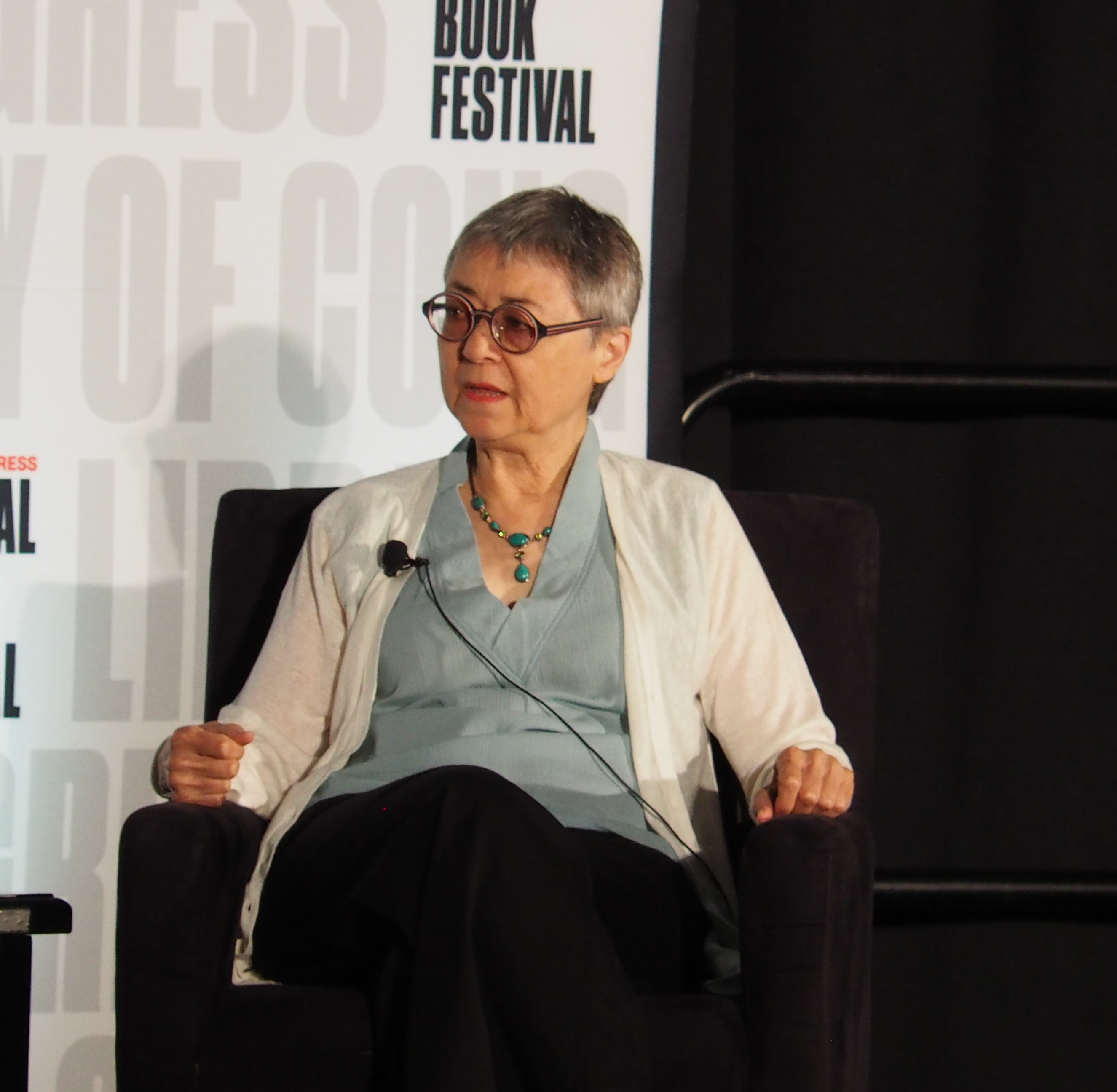
Sigrid Nunez (* 1951)

- Núñez, Tomasa (1951–1981), kubanische Speerwerferin
- Núñez, Unai (* 1997), spanischer Fußballspieler
- Núñez, Vanesa (* 1981), venezolanische Gewichtheberin und Dopingsünderin
- Núñez, Víctor (* 1980), costa-ricanischer Fußballspieler
- Núñez, Yeral (* 2003), dominikanischer Hürdenläufer
- Núñez-Valdez, Maribel, Physikerin und Hochschullehrerin
- Nungesser, Billy (* 1959), US-amerikanischer Politiker
- Nungesser, Charles (1892–1927), französischer Jagdflieger im Ersten Weltkrieg
- Nungesser, Michael (1950–2022), deutscher Kunstwissenschaftler und Autor
- Nungesser, Roland (1925–2011), französischer Politiker (RPF, UNR, UDR, RPR), Mitglied der Nationalversammlung
- Nungnadda Wannasuk (* 1989), thailändische Tennisspielerin
- Nunhofer, August (* 1881), deutscher Politiker
- Nunier, Walter (1905–1986), deutscher Politiker
- Nunige, Jasmin (* 1973), Schweizer Skilangläuferin und UltramarathonläuferinJasmin Nunige (* 1973)

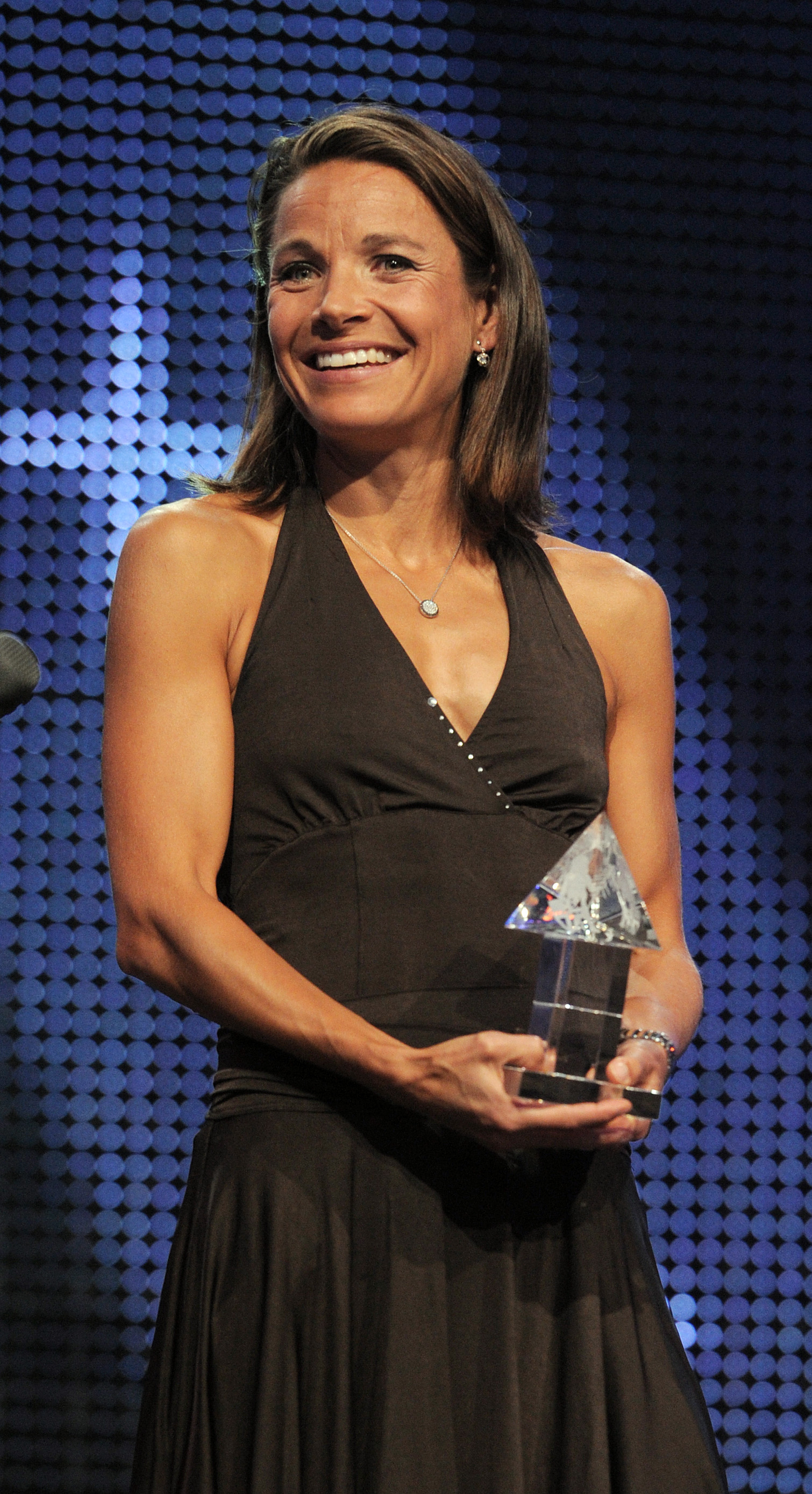
Jasmin Nunige (* 1973)

- Nünighoff, Robert (1908–1972), deutscher Manager, Vorstandsmitglied der Hessischen Berg- und Hüttenwerke AG (seit 1952)
- Nuninga, Klaas (* 1940), niederländischer Fußballspieler
- Nuninger, Julius (* 1874), deutscher Kunstturner
- Nunis, Kevin (1959–2025), malaysischer Hockeyspieler
- Nünke, Margit (1930–2015), deutsches Fotomodell und Schauspielerin
- Nünlist, Hugo (1910–1990), Schweizer Höhlenforscher und Autor
- Nünlist, Jos (1936–2013), Schweizer Maler, Grafiker und Autor
- Nünlist, Josef Emil (1875–1952), Schweizer katholischer Geistlicher
- Nünlist, René (* 1937), Schweizer Handballspieler
- Nünlist, René (* 1965), Schweizer Altphilologe
- Nünlist, Robert (1911–1991), Oberst der Schweizer Armee, Kommandant der Schweizergarde
- Nunn, Adam (* 1985), englischer Fußballschiedsrichterassistent
- Nunn, Astrid (* 1956), deutsche Vorderasiatische Archäologin
- Nunn, Bill (1953–2016), US-amerikanischer SchauspielerBill Nunn (1953–2016)

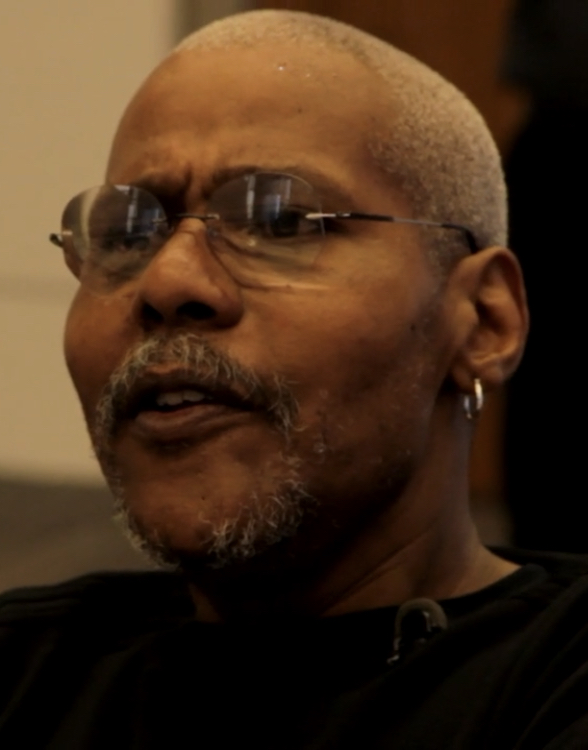
Bill Nunn (1953–2016)

- Nunn, Christine (* 1991), australische Squashspielerin
- Nunn, Cyrill (* 1958), deutscher Diplomat
- Nunn, David Alexander (1833–1918), US-amerikanischer Politiker
- Nunn, Ellie (* 1991), britische Schauspieler, Sängerin und Musicaldarstellerin
- Nunn, Garry (* 1989), kanadischer Eishockeyspieler
- Nunn, Glynis (* 1960), australische Leichtathletin und Olympiasiegerin
- Nunn, John (* 1803), englischer Seemann und Buchautor
- Nunn, John (* 1942), US-amerikanischer Ruderer
- Nunn, John (* 1955), englischer Schachspieler und Schachtheoretiker
- Nunn, Kem (* 1948), US-amerikanischer Schriftsteller
- Nunn, Kendrick (* 1995), US-amerikanischer Basketballspieler
- Nunn, Laurie, britische Theater- und Drehbuchautorin
- Nunn, Louie B. (1924–2004), US-amerikanischer Politiker
- Nunn, Malla (* 1963), australische Filmemacherin und Schriftstellerin südafrikanischer Herkunft
- Nunn, Michael (* 1963), US-amerikanischer Boxer
- Nunn, Michelle (* 1966), amerikanische NGO-Geschäftsführerin und Politikerin
- Nunn, Mo (1938–2018), britischer Ingenieur und Teambesitzer im Motorsport
- Nunn, Nathan (* 1974), kanadischer Ökonom
- Nunn, Percy (1870–1944), britischer Pädagoge
- Nunn, Sam (* 1938), US-amerikanischer Politiker (Demokraten) und Geschäftsmann
- Nunn, Terri, US-amerikanische Sängerin und SchauspielerinTerri Nunn

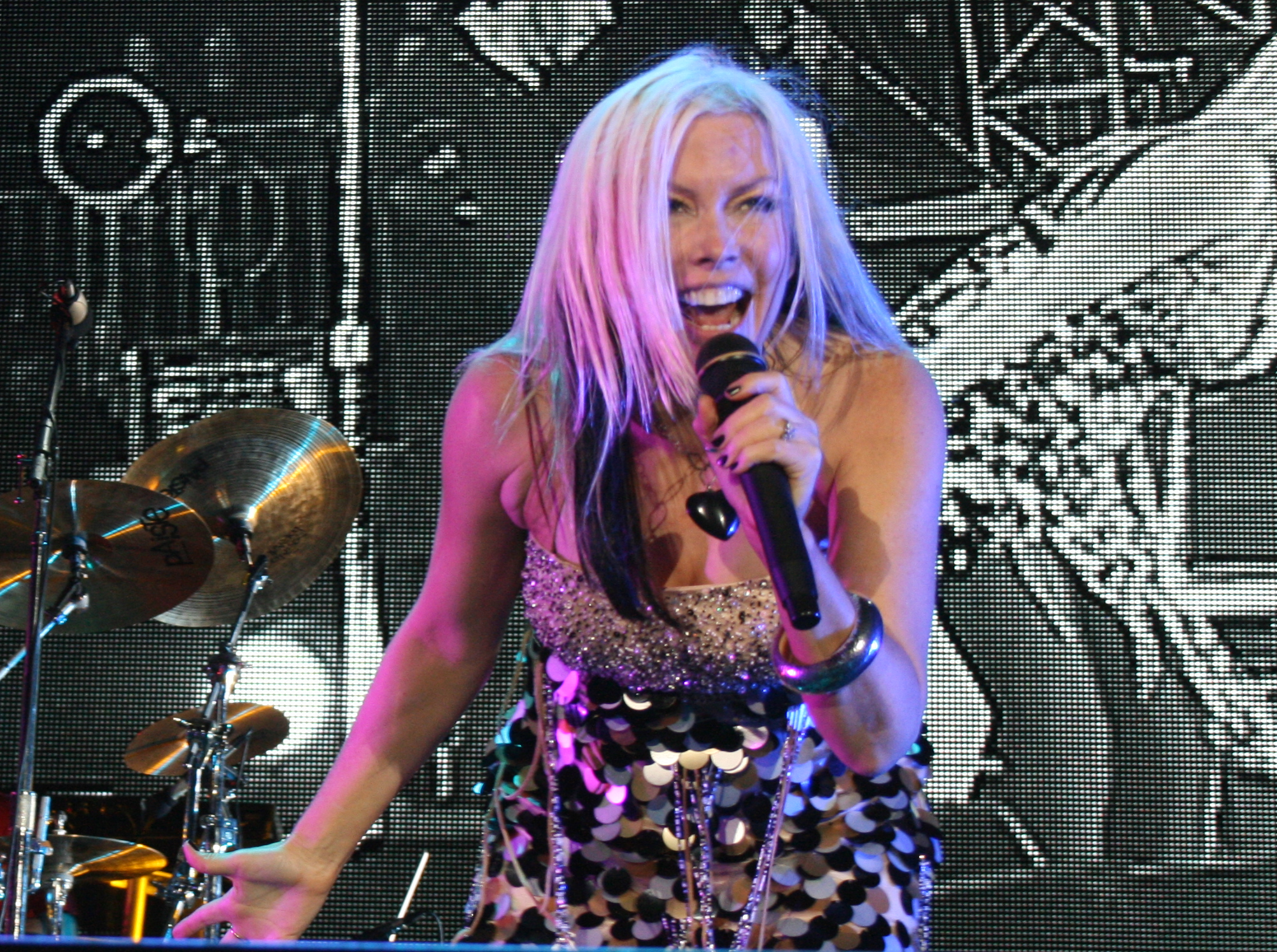
Terri Nunn

- Nunn, Tom, US-amerikanischer Musikinstrumentenbauer und Improvisationsmusiker
- Nunn, Trevor (* 1940), britischer Theater- und Filmregisseur
- Nunn, Wally (1920–1965), englischer Fußballspieler
- Nunn, Zach (* 1979), US-amerikanischer Politiker
- Nunnari, Gianni, US-amerikanischer Filmproduzent und Executive Producer
- Nunnari, Salvatore (* 1939), italienischer Geistlicher, emeritierter Erzbischof von Cosenza-Bisignano
- Nunne, Andrea (* 1965), deutsche Politikerin (Bündnis 90/Die Grünen)
- Nunnelee, Alan (1958–2015), US-amerikanischer Politiker
- Nunnelly, Bryce (* 1998), US-amerikanischer American-Football-Spieler
- Nunnely, Ché (* 1999), niederländischer Fußballspieler
- Nunnenbeck, Lienhard, deutscher Meistersinger, Gesangslehrer und Musikpädagoge
- Nunner, Alexander (* 1985), österreichischer Basketballspieler
- Nunner-Krautgasser, Bettina (* 1968), österreichische Juristin
- Nunner-Winkler, Gertrud (* 1941), deutsche feministische Psychologin und Soziologin
- Nünnerich-Asmus, Annette (* 1961), deutsche Klassische Archäologin, Publizistin und Verlagsleiterin
- Nünning, Ansgar (* 1959), deutscher Anglist und Literaturwissenschaftler
- Nünning, Jodocus Hermann (1675–1753), deutscher katholischer Geistlicher und Historiker
- Nünning, Vera (* 1961), deutsche Anglistin
- Nunnink, Laura (* 1995), niederländische Hockeyspielerin
- Nuno Claro (* 1977), portugiesischer Fußballspieler
- Nuño Morales, Aurelio (1949–2022), mexikanischer Architekt
- Nuno Sanchez von Roussillon († 1242), Graf von Cerdanya und Roussillon
- Nuño y Guerrero, Francisco Javier (1905–1983), mexikanischer Geistlicher, Bischof von San Juan de los Lagos
- Nuno, Keiichirō (* 1960), japanischer Fußballspieler
- Nuño, Pedro (* 1931), mexikanischer Fußballspieler
- Nunobe, Takanori (* 1973), japanischer Fußballspieler
- Nunoo, Daniel (* 2006), ghanaischer Fußballspieler
- Nunoo-Mensah, Joseph, ghanaischer Militärführer und Mitglied der Militärjunta 1982
- Nunthawut Fuinchaiwong (* 1997), thailändischer Fußballspieler
- Nunu (* 1998), israelische Künstlerin
- Nunu, Mihaela (* 1989), rumänische Mittelstreckenläuferin
- Nunweiller, Ion (1936–2015), rumänischer Fußballspieler und -trainer
- Nunweiller, Radu (* 1944), rumänischer Fußballspieler und -trainer
- Nunziante, Gennaro (* 1963), italienischer Regisseur
- Nunziata, Fabio (* 1965), italienischer Filmeditor
- Nunziato, Elisabeth, US-amerikanische Schauspielerin, Synchronsprecherin und Filmschaffende
- Nunzio (* 1972), amerikanischer Wrestler

### Nuo
- Nuo, Patrick (* 1982), Schweizer SängerPatrick Nuo (* 1982)

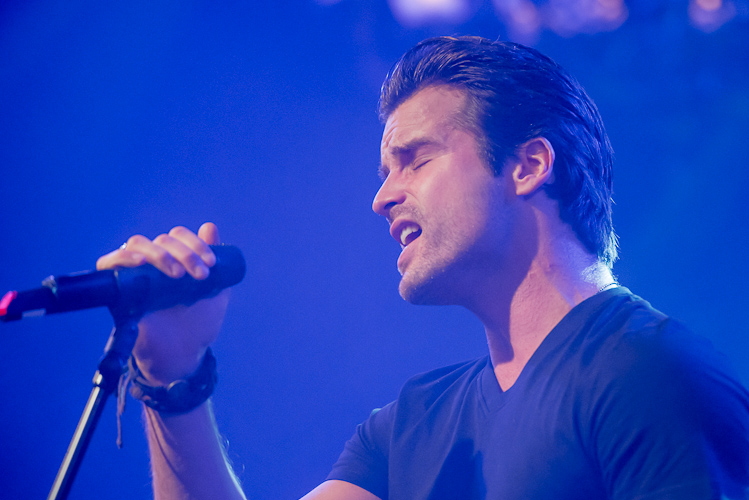
Patrick Nuo (* 1982)

- Nuolioja, Arja (* 1968), finnische Ski-Orientierungsläuferin
- Nuon Chea (1926–2019), kambodschanischer Politiker, Chefideologe der Roten Khmer
- Nuorgam, Anne (* 1964), finnisch-samische Juristin, Politikerin und UN-Funktionärin
- Nuorteva, Kerttu (1912–1963), finnisch-sowjetische Agentin
- Nuorteva, Tuomas (* 1984), finnischer Badmintonspieler
- Nuorteva, Väinö Albert (1889–1967), finnischer Schriftsteller und Journalist
- Nuotclà, Jon (1934–2017), Schweizer Schriftsteller
- Nuotclà, Paulin, Schweizer Liedermacher
- Nuotio, Paavo (1901–1968), finnischer Wintersportler und Pesäpallospieler

### Nup
- Nupbai, Aija (* 2006), kasachische Tennisspielerin
- Nupen, Buster (1902–1977), südafrikanischer Cricketspieler
- Nupen, Christopher (1934–2023), südafrikanischer Filmproduzent und Regisseur in England
- Nuppnau, Friedrich Peter (1768–1820), deutscher Lehrer in Hamburg und Bearbeiter von Jahrbüchern
- Nuppnau, Willi (* 1906), deutscher Politiker und Wirtschaftsfunktionär (SED)

### Nur
- Nur ad-Din (1118–1174), Zengiden-Emir von Aleppo und Damaskus
- Nur ad-Din Muhammad (1147–1210), Person des ismailitischen schiitischen Islam, Imam der Ismailiten
- Nur Ali Elahi (1895–1974), iranischer Denker, Musiker, Philosoph und Richter
- Nur Jahan (1577–1645), Gattin des Großmoguls Jahangir
- Nur Misbah, Mohd Rauf (* 1987), malaysischer Radrennfahrer
- Nūr von Jordanien (* 1951), vierte Frau des Königs Hussein I. bin Talal von JordanienNūr von Jordanien (* 1951)

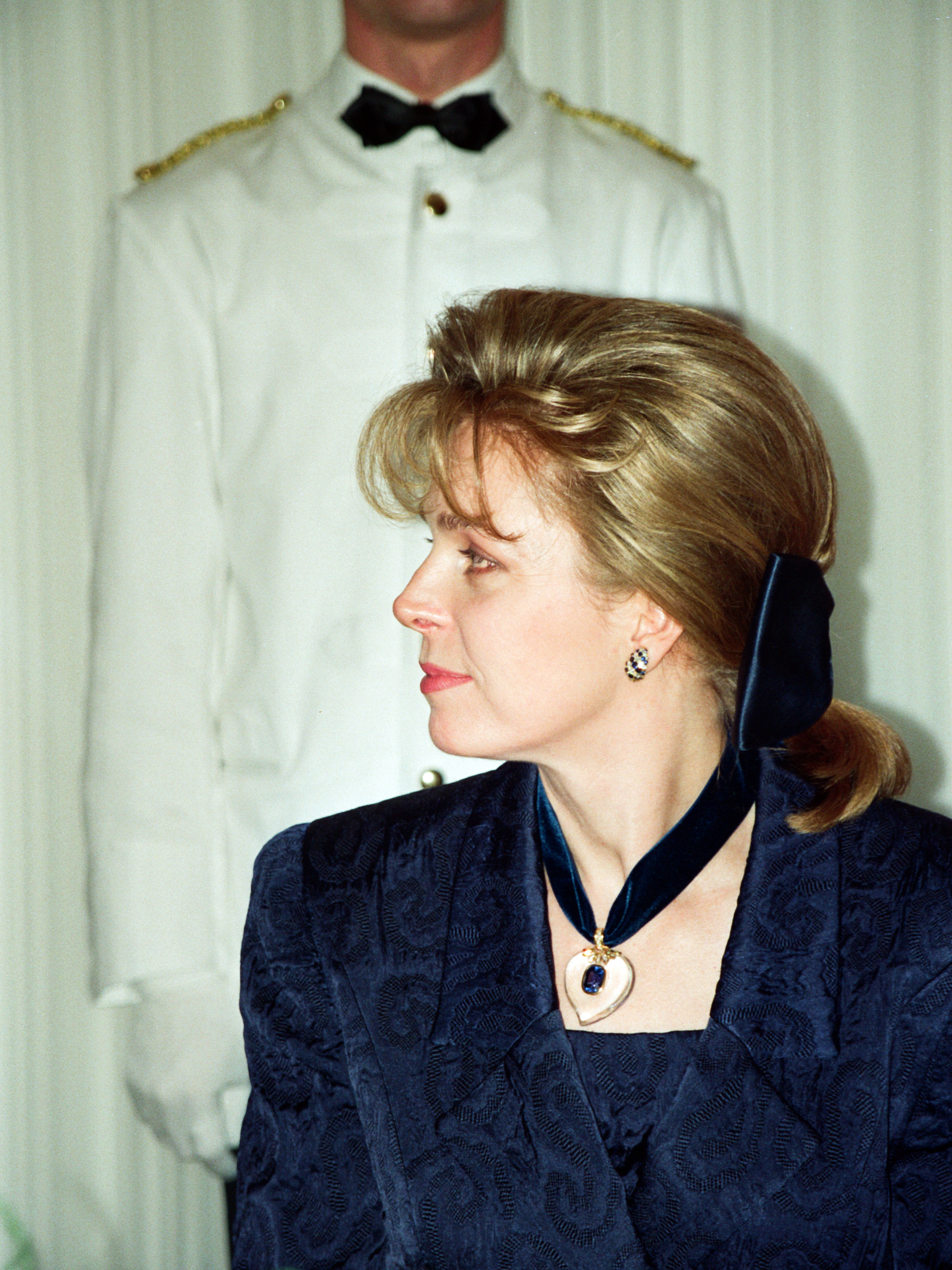
Nūr von Jordanien (* 1951)

- Nur, Abdihamid (* 1997), US-amerikanischer Langstreckenläufer somalischer Herkunft
- Nur, Aiman (* 1964), ägyptischer Politiker und Vorsitzender der Partei al-Ghad
- Nur, Arman (* 1971), armenischer Designer, Juwelier, Bildhauer und Maler
- Nur, Mohamed Hassan M. († 2010), somalischer Politiker
- Nur, Mohammad (* 1978), saudi-arabischer Fußballspieler
- Nur, Mohamoud Ahmed (* 1956), somalischer Politiker
- Nur, Rıza (1879–1942), türkischer Politiker, Schriftsteller und Mediziner
- Nur, Serpil (* 1958), türkische Schauspielerin
- Nur, Stephanie (* 1988), österreichische Schauspieler
- Nur-Adad, König von Larsa (1865 v. Chr.–1850 v. Chr.)
- Nur-ili, assyrischer König
- Nura (* 1988), eritreische deutschsprachige Rapperin, Sängerin, Autorin und SchauspielerinNura (* 1988)

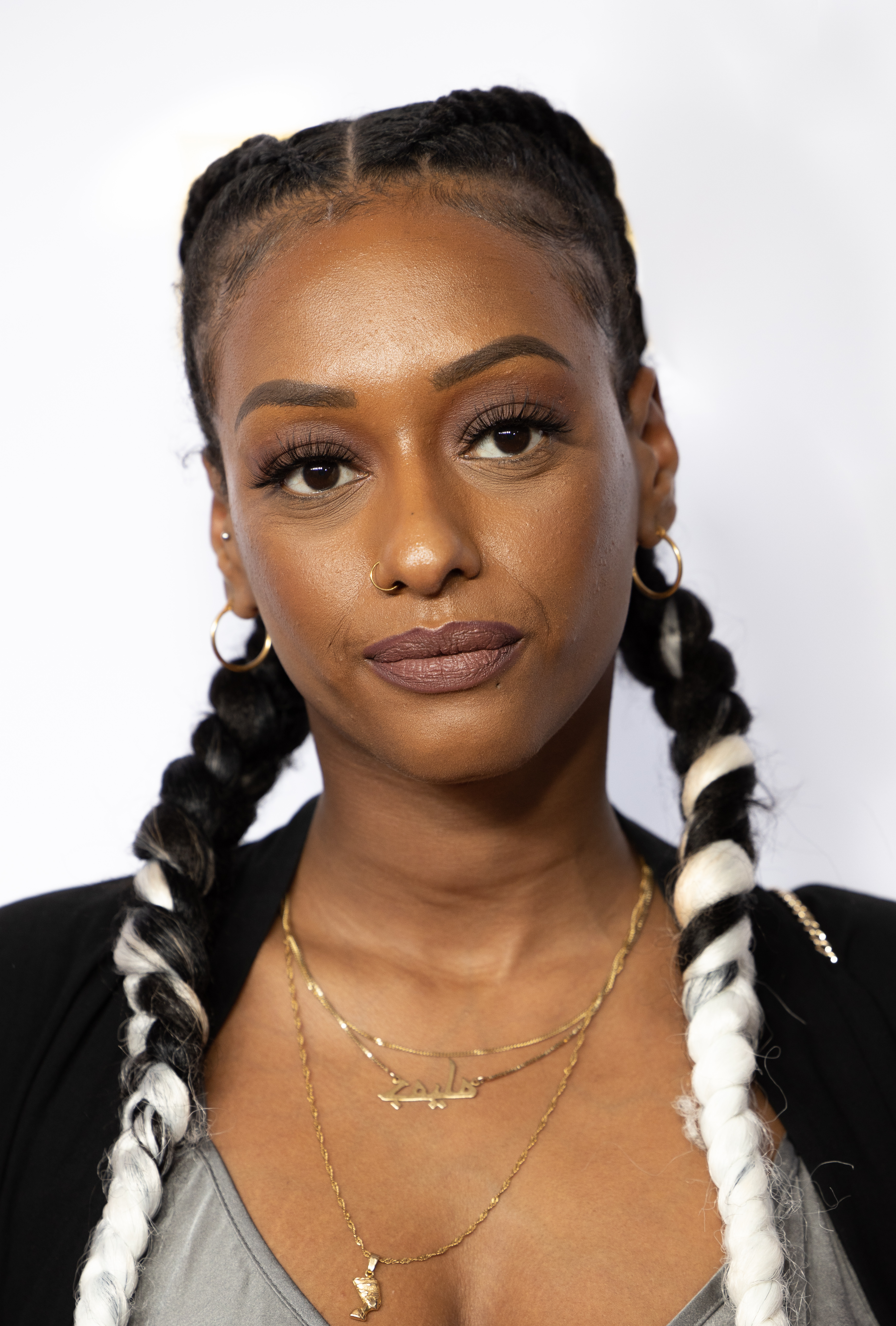
Nura (* 1988)

- Nura bint Abdullah al-Fayez (* 1956), saudi-arabische Politikerin, stellvertretende Ministerin für Bildung und Erziehung
- Nuraidah, Tiara Rosalia (* 1993), indonesische Badmintonspielerin
- Nurak, Hilarius Moa (1943–2016), indonesischer Geistlicher, römisch-katholischer Bischof von Pangkal-Pinang
- Nuraqajew, Jerik (* 1960), kasachischer Politiker
- Nurassulow, Magomedgadschi Abdurachmanowitsch (* 1992), russischer Ringer
- Nurasyid, Nadine, deutsche American-Football-Trainerin und -Spielerin
- Nurbakhsh, Javad (1926–2008), muslimischer Mystiker
- Nurbanu (1525–1583), osmanische Valide Sultan
- Nurberdiýewa, Akja (* 1957), turkmenische Politikerin und Parlamentspräsidentin
- Nurchanyadi, Dadi (* 1987), indonesischer Mountainbikefahrer
- Nurdäuletow, Beksad (* 1998), kasachischer Boxer
- Nurdäuletow, Qairat (* 1982), kasachischer Fußballspieler
- Nurdin, Jean (1922–2021), französischer Historiker
- Nureddin al-Dscherrahi (1678–1721), islamischer Mystiker und Gründer der Dscherrahi-Tariqa (Dscherrahi-Derwisch-Orden)
- Nureddin Pascha (1873–1932), türkischer Offizier und Politiker
- Nuredinovski, Edin (* 1982), nordmazedonischer Fußballtorhüter
- Nurejew, Rudolf Chametowitsch (1938–1993), russisch-österreichischer Ballett-TänzerRudolf Chametowitsch Nurejew (1938–1993)

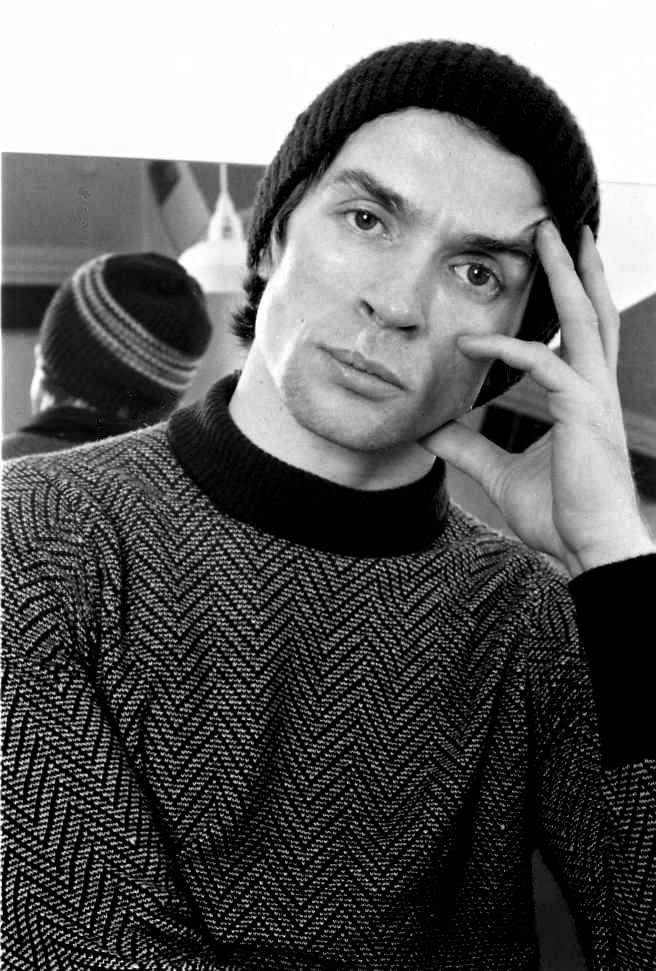
Rudolf Chametowitsch Nurejew (1938–1993)

- Nurenberg, Victor (1930–2010), luxemburgischer Fußballspieler
- Nurgalijew, Raschid Gumarowitsch (* 1956), russischer Politiker, Innenminister der Russischen Föderation
- Nurgalijewa, Jelena Leonidowna (* 1976), russische Marathon- und Ultramarathonläuferin
- Nurgalijewa, Olesja Leonidowna (* 1976), russische Marathon- und Ultramarathonläuferin
- Nurghalijew, Asat (* 1986), kasachischer Fußballspieler
- Nurghalijew, Schengis (1962–2024), kasachischer Politiker
- Nurghalijew, Schomart (1958–2014), kasachischer Kommunalpolitiker, Bürgermeister der Stadt Qostanai
- Nurgi, Tolosa (* 1990), äthiopischer Hindernisläufer
- Nurhaci (1559–1626), mandschurischer HerrscherNurhaci (1559–1626)

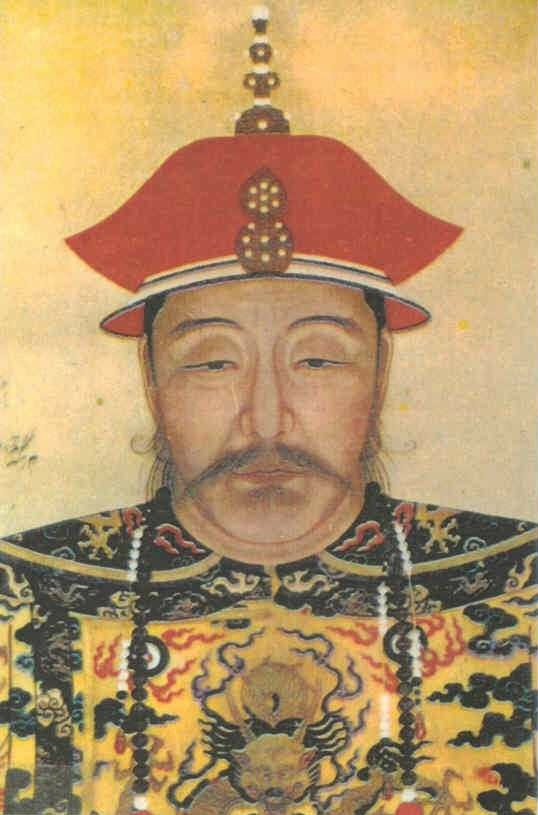
Nurhaci (1559–1626)

- Nurhaena, indonesische Badmintonspielerin
- Nurhasyim, Amrozi bin (1962–2008), indonesischer Terrorist
- Nuri Esfandiari, Musa (1896–1972), iranischer Diplomat
- Nuri, Jack (* 1972), österreichischer Schauspieler und Kabarettist
- Nuri, Osman (1839–1906), türkischer Maler, General
- Nuridinov, Ramazon (* 1988), deutscher Kickboxer
- Nurikjan, Norair (1948–2025), bulgarischer Gewichtheber
- Nurishi, Ryō (* 1986), japanischer Fußballspieler
- Nurislamov, Said-Sergej (1980–2016), deutsch-kasachischer Boxer und Kickboxer
- Nurislamow, Jewgeni Fanilewitsch (* 1982), russischer Eishockeyspieler
- Nurislamowa, Irina Nikolajewna, Richterin
- Nuristani, Abdul Qadir (1936–1978), afghanischer Politiker
- Nuritdinov, Rafael (* 1977), usbekischer Radrennfahrer
- Nuriyeva, Sona (1915–1986), sowjetisch-aserbaidschanische Pilotin im Zweiten Weltkrieg
- Nurk, Kristina (* 1972), estnische Flossenschwimmerin
- Nurkamila, Atinna (* 1998), indonesische Speerwerferin
- Nurkić, Jusuf (* 1994), bosnisch-herzegowinischer Basketballspieler
- Nurkse, Ragnar (1907–1959), estnischer Wirtschaftswissenschaftler
- Nurlita, Lita (* 1983), indonesische Badmintonspielerin
- Nurlu, Muammer (* 1961), türkischer Fußballspieler
- Nurlychassym, Nurbergen (* 2000), kasachischer Radrennfahrer
- Nurmaghambetow, Saghadat (1924–2013), kasachischer Armeegeneral
- Nurmagomedow, Chabib Abdulmanapowitsch (* 1988), russischer Mixed-Martial-Arts-KämpferChabib Abdulmanapowitsch Nurmagomedow (* 1988)

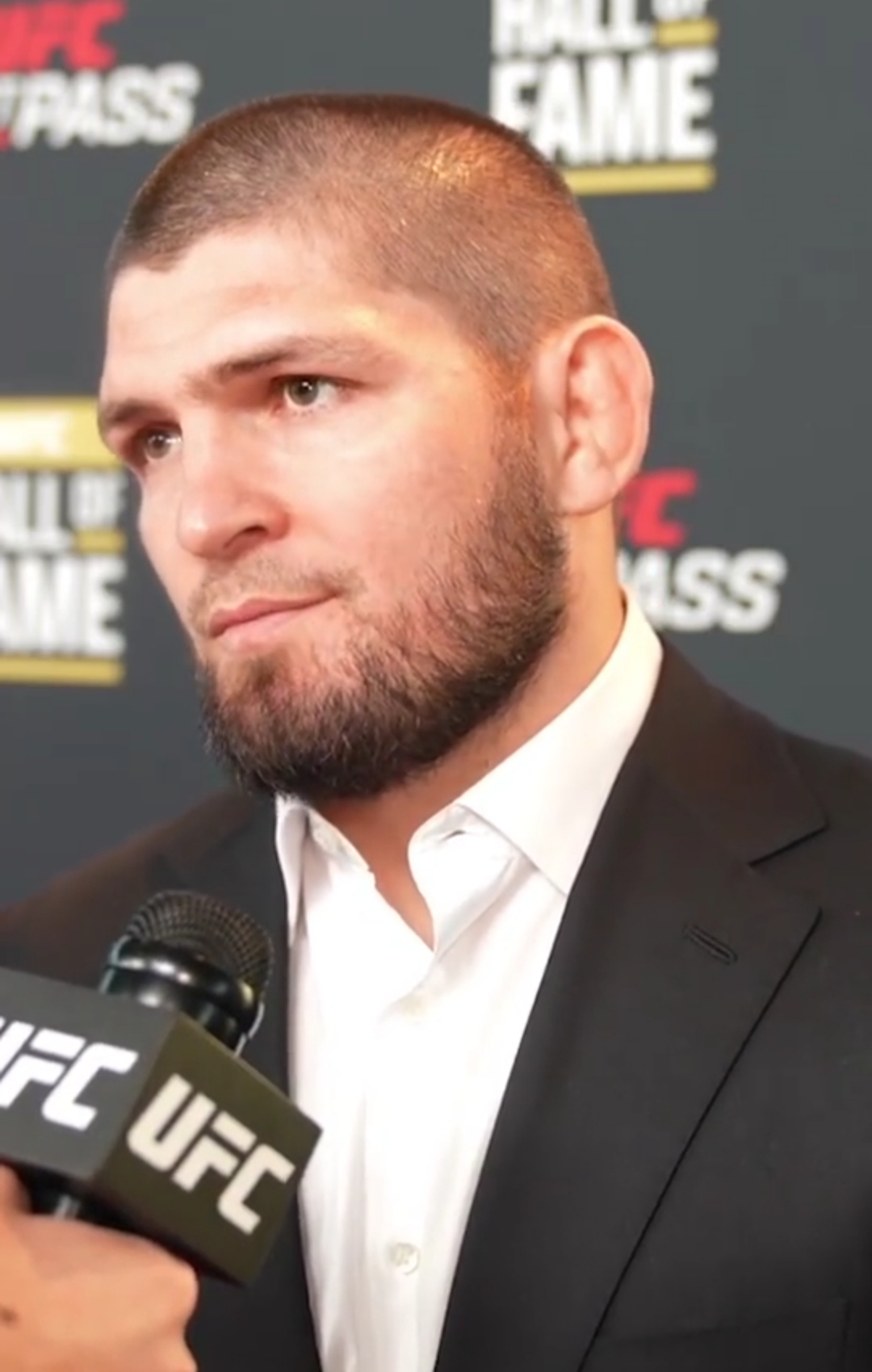
Chabib Abdulmanapowitsch Nurmagomedow (* 1988)

- Nurmambet, Kadriye (1933–2023), rumänische Volksmusikerin
- Nurmämschet, Aqbajan (* 2004), kasachische Leichtathletin
- Nurman, Amril (* 1948), indonesischer Badmintonspieler
- Nurman, Kadir (1933–2013), türkischer Gastronom
- Nurmaqow, Nyghmet (1895–1937), kasachischer Politiker
- Nurmberg, Tiiu (* 1982), kanadisch-estnische Skirennläufer
- Nurme, Minni (1917–1994), estnische Schriftstellerin
- Nurme, Tiidrek (* 1985), estnischer Leichtathlet
- Nurmejew, Timur Rafailowitsch (* 1980), russischer Crosslauf-Sommerbiathlet
- Nurmela, Holger (1920–2005), schwedischer Eishockeyspieler
- Nurmela, Lumia (* 2008), finnische Nordische Kombiniererin
- Nurmela, Mika (* 1971), finnischer Fußballspieler
- Nurmela, Sulo (1908–1999), finnischer Skilangläufer
- Nurmela, Tapio (* 1975), finnischer Nordischer Kombinierer
- Nurmi, Leena (* 1994), finnische Skilangläuferin
- Nurmi, Maila (1922–2008), US-amerikanische Schauspielerin und Fernsehseriendarstellerin
- Nurmi, Paavo (1897–1973), finnischer LeichtathletPaavo Nurmi (1897–1973)

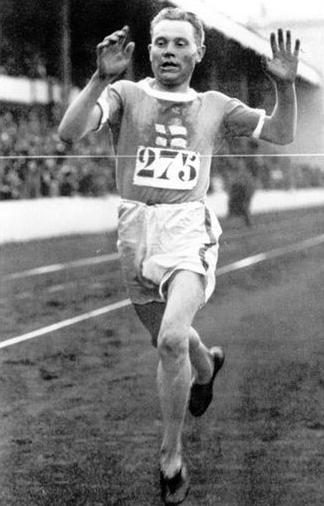
Paavo Nurmi (1897–1973)

- Nurminen, Kai (* 1969), finnischer Eishockeyspieler
- Nurminen, Niina (* 1965), finnische Schauspielerin
- Nurminen, Pasi (* 1975), finnischer Eishockeytorwart, -trainer und -funktionär
- Nurminen, Timo (* 1948), finnischer Eishockeytorwart
- Nurmsalu, Kaarel (* 1991), estnischer Nordischer Kombinierer und heutiger Skispringer
- Nurmsalu, Sandra (* 1988), estnische Sängerin und Violinistin
- Nurmuchambetow, Ghaujes (* 1968), kasachischer Politiker
- Nurmufid, Muchammad (* 1969), indonesischer Beachvolleyballspieler
- Nurmuhammedow, Guwanç (* 1976), turkmenischer Judoka
- Nurmustafina, Elwira (* 1985), kasachische Fußballschiedsrichterin
- Nurmyradow, Begli (* 1981), turkmenischer Fußballspieler
- Nürnberg, Anton (* 1998), deutscher Theater- und Filmschauspieler
- Nürnberg, Dieter (* 1952), deutscher Arzt und Hochschullehrer
- Nürnberg, Dorothea (1964–2022), österreichische Schriftstellerin
- Nürnberg, Eberhard (1928–2016), deutscher pharmazeutischer Chemiker
- Nürnberg, Eva (* 1994), deutsche Schauspielerin
- Nürnberg, Herbert (1914–1995), deutscher Boxer
- Nürnberg, Karlheinz (1918–1999), deutscher Musiker
- Nürnberg, Klaus (1929–2015), deutscher Metallurg
- Nürnberg, Peter (* 1956), deutscher Biochemiker und Molekularbiologe
- Nürnberg, Rolf (1903–1949), deutscher Journalist
- Nürnberg, Volker (* 1968), deutscher Experte im Bereich der Gesundheitsökonomie
- Nürnberg, Werner (1909–1986), deutscher Hochschullehrer für Elektrotechnik
- Nürnberger, Andrea (* 1954), österreichische Schauspielerin
- Nürnberger, Augustin Josef (1854–1910), deutscher katholischer Theologe
- Nürnberger, Christian (* 1951), deutscher Journalist, Redakteur und Autor
- Nürnberger, Christian Friedrich (1744–1795), deutscher Mediziner und Botaniker
- Nürnberger, Dirk (* 1970), deutscher Marathonläufer
- Nürnberger, Fabian (* 1999), bulgarischer FußballspielerFabian Nürnberger (* 1999)

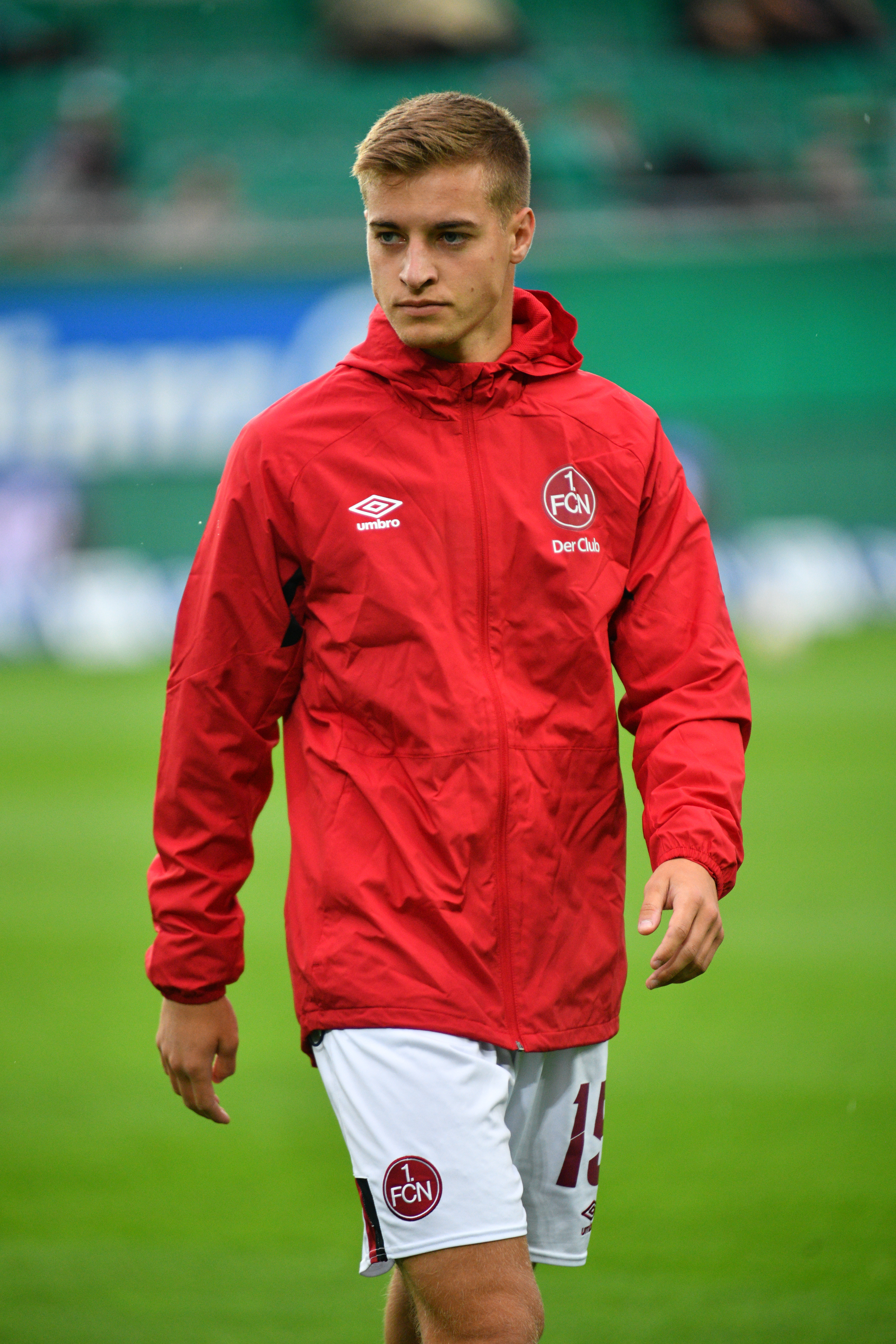
Fabian Nürnberger (* 1999)

- Nürnberger, Frank (* 1971), deutscher Ministerialbeamter
- Nürnberger, Friedrich (1929–2013), deutscher Dermatologe
- Nürnberger, Günther (1948–2013), deutscher Mathematiker
- Nürnberger, Helmut (* 1947), deutscher Fußballspieler
- Nürnberger, Helmuth (1930–2017), deutscher Germanist und Biograf
- Nürnberger, Ingo (* 1972), deutscher Politiker (SPD)
- Nürnberger, Jörg (* 1967), deutscher Politiker (SPD)
- Nürnberger, Joseph Emil (1779–1848), deutscher Postbeamter, Mathematiker, Astronom und Schriftsteller
- Nürnberger, Julia (* 1991), deutsche Schauspielerin
- Nürnberger, Julius (1883–1952), deutscher Jurist und bayerischer Senator
- Nürnberger, Kai (* 1966), deutscher Basketballspieler
- Nürnberger, Klaus (1933–2022), deutsch-südafrikanischer Theologe
- Nürnberger, Klaus (1939–2016), deutscher Basketballtrainer und -funktionär
- Nürnberger, Lazarus (1499–1564), deutscher Kaufmann
- Nürnberger, Ludwig (1884–1959), deutscher Frauenarzt, Geburtshelfer sowie Hochschullehrer
- Nürnberger, Ralf (* 1952), deutscher Regisseur, Bühnenbildner und Übersetzer
- Nürnberger, Richard (1912–1999), deutscher Historiker
- Nürnberger, Rudolf (* 1945), österreichischer Gewerkschafter und Politiker (SPÖ), Abgeordneter zum Nationalrat, Mitglied des Bundesrates
- Nürnberger, Woldemar (1818–1869), deutscher Arzt und Schriftsteller
- Nurney, David (* 1959), britischer Vogelillustrator
- Nurock, Kirk (* 1948), US-amerikanischer Komponist, Jazzpianist und Arrangeur
- Nurock, Mordechai (1884–1962), lettisch-israelischer Politiker, Mitglied der Saeima, Mitglied der Knesset
- Nurowska, Maria (1944–2022), polnische Schriftstellerin
- Nurowski, Piotr (1945–2010), polnischer Sportfunktionär, Diplomat und Geschäftsmann
- Nurpeissow, Äbdischämil (1924–2022), kasachischer Schriftsteller und PEN-Präsident
- Nurpejissow, Qairat (* 1957), kasachischer Politiker
- Nurqadilow, Samanbek (1944–2005), kasachischer Politiker
- Nurşani, Ali (* 1959), türkischer Dichter und alevitischer Volkssänger
- Nurşani, Engin (1984–2020), deutsch-türkischer SängerEngin Nurşani (1984–2020)

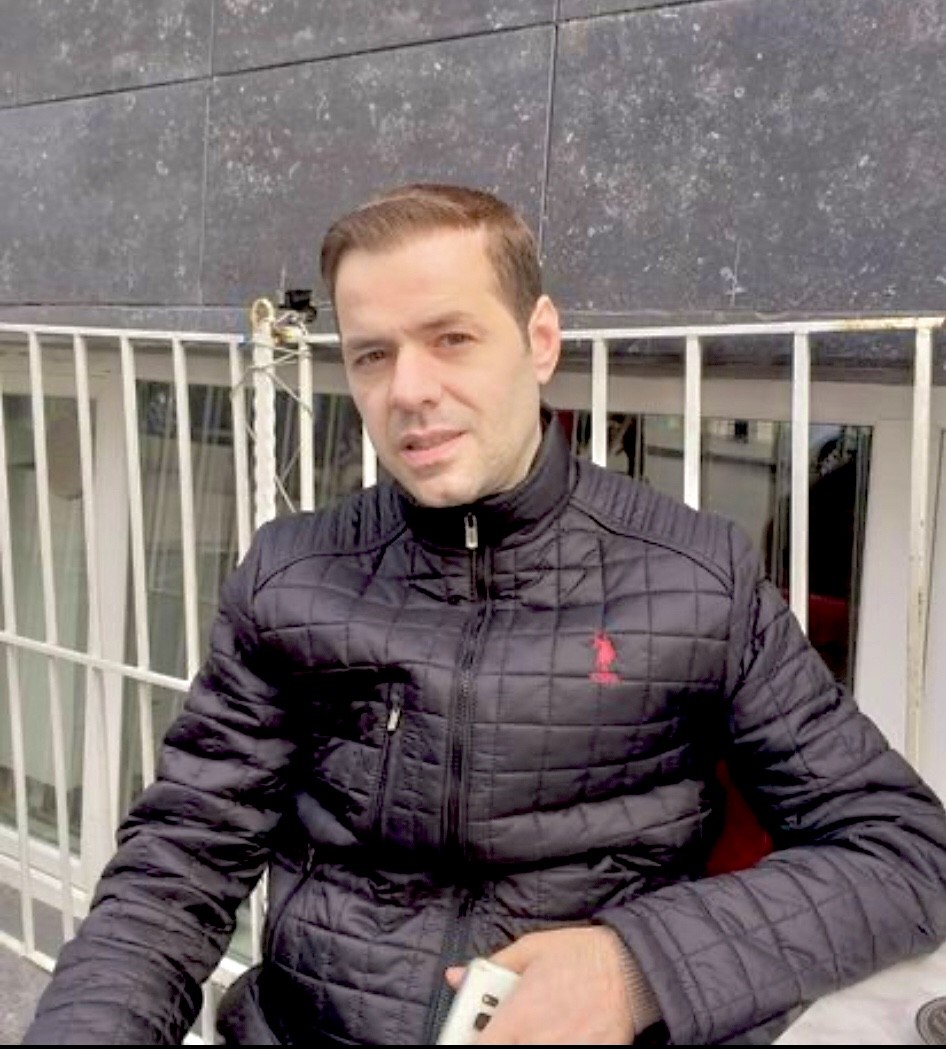
Engin Nurşani (1984–2020)

- Nurschigitow, Nurschan (* 1967), kasachischer Politiker
- Nurse, Aniya (* 2008), barbadische Sprinterin
- Nurse, Cristy (* 1986), kanadische Ruderin
- Nurse, Darnell (* 1995), kanadischer Eishockeyspieler
- Nurse, Nick (* 1967), US-amerikanischer Basketballtrainer
- Nurse, Paul (* 1949), britischer Biochemiker und Nobelpreisträger
- Nurse, Rebecca (1621–1692), Opfer der Hexenprozesse von Salem 1692
- Nurse, Roberto (* 1983), panamaischer Fußballspieler
- Nurse, Rupert (1910–2001), trinidadischer Jazz- und Unterhaltungsmusiker
- Nursî, Said (1876–1960), islamischer Theologe kurdischer Herkunft in der Türkei
- Nursugianti, Endang (* 1983), indonesische Badmintonspielerin
- Nurtdinow, Ruslan Nailjewitsch (* 1980), russischer Eishockeyspieler
- Nurtileu, Murat (* 1976), kasachischer Politiker und Diplomat
- Nurtjahja, Intan, indonesische Badmintonspielerin
- Nuru, Sara (* 1989), deutsche Model und UnternehmerinSara Nuru (* 1989)

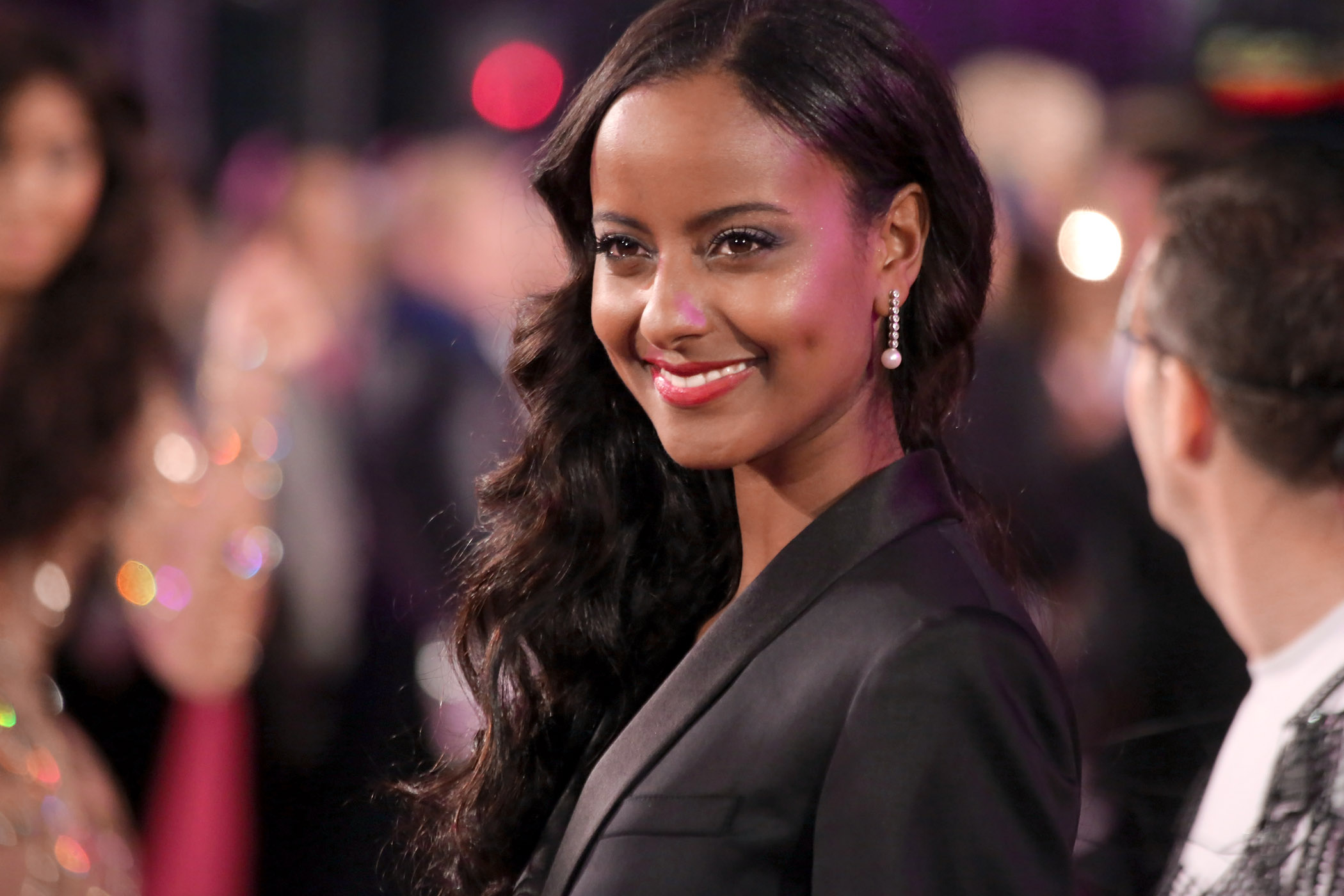
Sara Nuru (* 1989)

- Nurudeen, Abdul Manaf (* 1999), ghanaischer Fußballtorhüter
- Nurudinov, Ruslan (* 1991), usbekischer Gewichtheber
- Nurudsinau, Mahamed (* 1981), russischer bzw. belarussischer Boxer
- Nurul Sriyankem (* 1992), thailändischer Fußballspieler
- Nurulla, Shanta (* 1950), amerikanische Jazzmusikerin (Sitar, Bass) und Geschichtenerzählerin
- Nuruschewa, Bibigül (* 1994), kasachische Fußballspielerin
- Nurutdinowa, Lilija Foatowna (* 1963), russische Mittelstreckenläuferin
- Nurvita Hanadia, Keshya (* 1988), indonesische Badmintonspielerin
- Nuryýew, Arslan (* 2000), turkmenischer Eishockeyspieler
- Nurzyński, Piotr, polnischer Pokerspieler

### Nus
- Nusa, Antonio (* 2005), norwegisch-nigerianischer Fußballspieler
- Nusaybah bint Ka'ab, eine der ersten zum Islam konvertierten Frauen
- Nusbaum, Aaron (* 1993), kanadischer Beachvolleyballspieler
- Nusch, Else (1906–2003), deutsche Erzieherin
- Nusch, Emil (1861–1922), deutscher Parlamentarier und Kaufmann
- Nusch, Georg (1588–1668), Bürgermeister und Spitalpfleger von Rothenburg ob der Tauber
- Nusch, Heinrich (1855–1934), deutscher Parlamentarier und Kaufmann
- Nüscheler, Arnold (1811–1897), schweizerischer Historiker, Beamter und Politiker
- Nuscheler, Franz (1938–2025), deutscher PolitologeFranz Nuscheler (1938–2025)

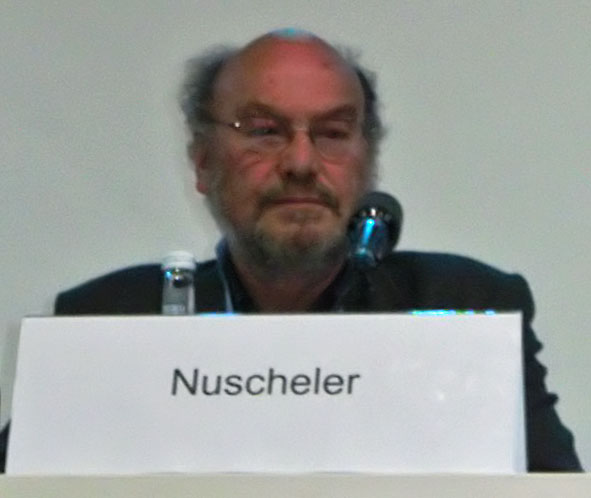
Franz Nuscheler (1938–2025)

- Nüscheler, Johann Ludwig († 1737), Schweizer reformierter Pfarrer und Theologe
- Nüscheler, Richard Arthur (1877–1950), Schweizer Glasmaler, Maler, Heraldiker und Restaurator
- Nuschke, Otto (1883–1957), deutscher Politiker (DDP, CDU der DDR), MdNV, MdL, MdV und stellvertretender Ministerpräsident der DDROtto Nuschke (1883–1957)

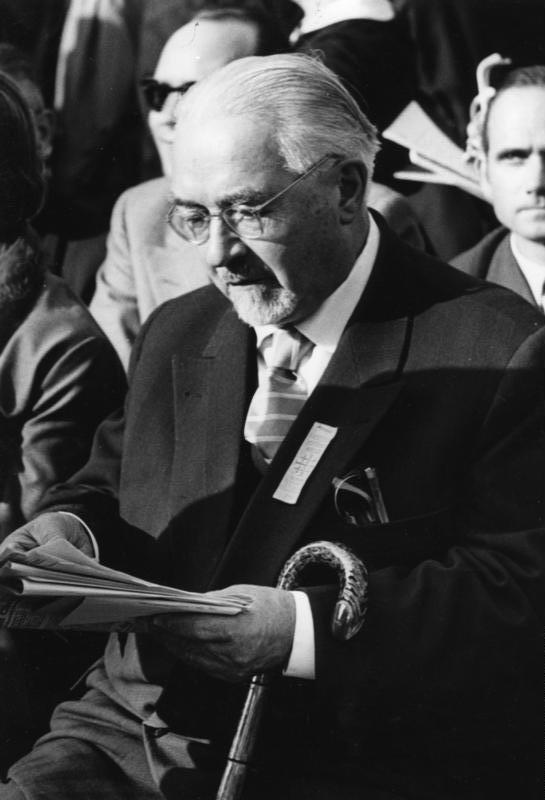
Otto Nuschke (1883–1957)

- Nuschnenko, Jurij (* 1976), ukrainischer Boxer
- Nusciak, Loredana (1942–2006), italienische Filmschauspielerin
- Nüscke, Albert Emil (1817–1891), deutscher Schiffbauer und Werftbesitzer
- Nusheva, Zorica, nordmazedonische Schauspielerin
- Nushi, Agim (* 1979), kosovarisch-schweizerischer Fussballspieler
- Nushi, Erblin (* 1992), Person in der Regiebranche
- Nushi, Gogo (1913–1970), albanischer kommunistischer Politiker
- Nushi, Kristian (* 1982), kosovo-albanisch-schweizerischer Fussballspieler
- Nushöhr, Michael (* 1962), deutscher Fußballspieler
- Nušić, Branislav (1864–1938), serbischer Schriftsteller
- Nüske, Gerhard, deutscher Schwimmer
- Nüske, Johann Abraham (1796–1865), britischer Gitarrist und Komponist
- Nüske, Klaus (1937–2020), deutscher Leichtathlet
- Nüsken, Gertrud (1917–1972), deutsche Schachspielerin
- Nüsken, Sjoeke (* 2001), deutsche FußballspielerinSjoeke Nüsken (* 2001)

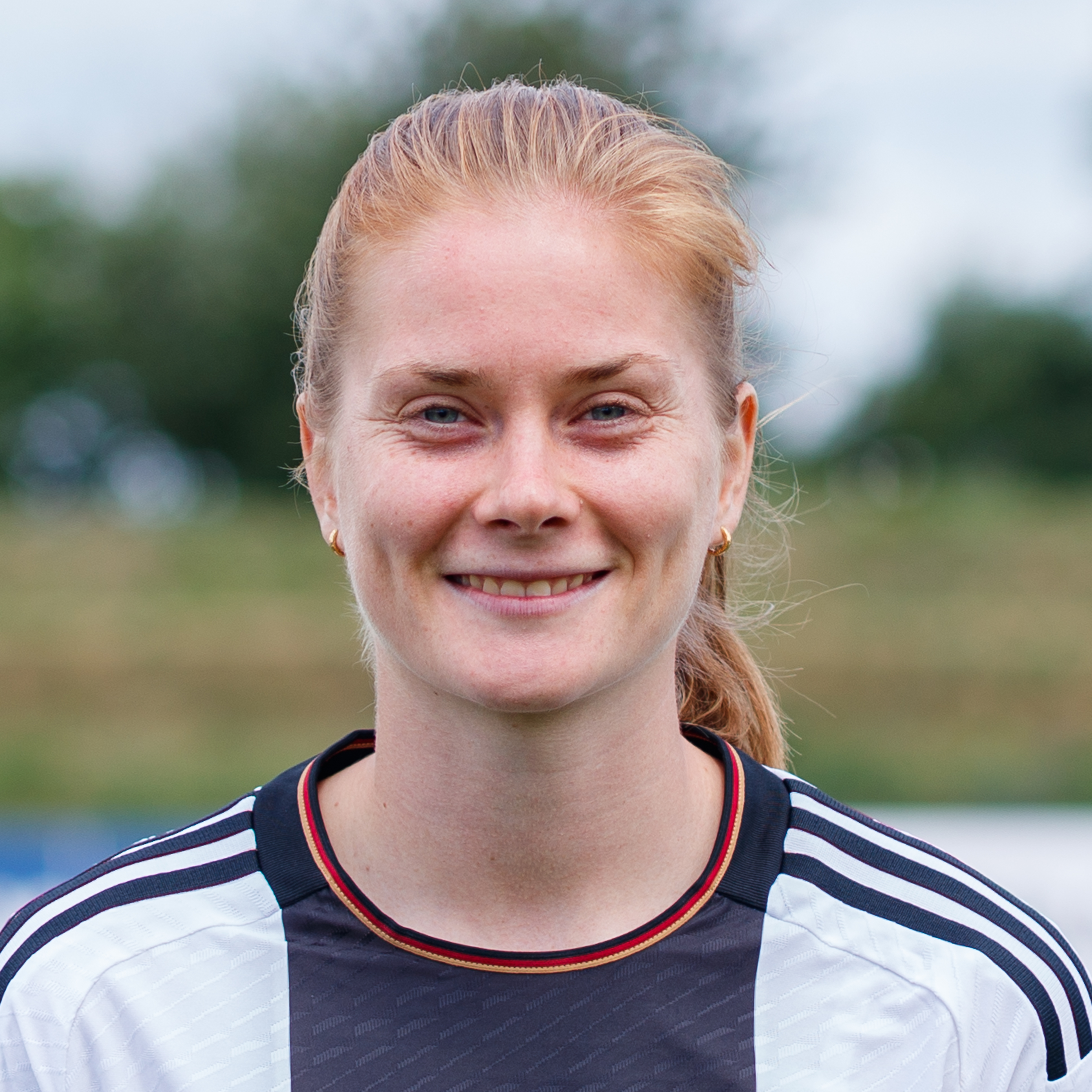
Sjoeke Nüsken (* 2001)

- Nüsperli, Edmund (1838–1890), Schweizer Mechaniker und Fabrikinspektor
- Nüsperli, Friedrich (1803–1876), Schweizer Theologe, Lehrer, Pädagoge, Redakteur und Autor
- Nüsperli, Jakob (1756–1835), Schweizer evangelischer Theologe, Hauslehrer und Philanthrop
- Nuspliger, Kurt (* 1949), Schweizer Rechtswissenschaftler
- Nuss, Alexander (* 1982), österreichischer Biathlet
- Nüß, Alfred van (1898–1961), deutscher Schachmeister
- Nuss, August (1883–1958), deutscher Jurist, Politiker bzw. Landtagsabgeordneter im Volksstaat Hessen
- Nuss, Balthasar († 1618), Zentgraf in Hofbieber und Fulda
- Nuss, Benyamin (* 1989), deutscher Pianist
- Nuß, Eberhard (* 1953), deutscher Politiker (CSU) und Landrat
- Nuß, Franz Joseph (1775–1842), deutscher Jurist, Beamter, Bürgermeister von Mülheim am Rhein
- Nuss, Fritz (1907–1999), deutscher Bildhauer und Medailleur
- Nuss, Hubert (* 1964), deutscher Jazzmusiker und -komponist
- Nuß, Karl (1926–2013), deutscher Philosoph
- Nuss, Karl (* 1959), deutscher Tierarzt und Universitätsprofessor
- Nuss, Karl Ulrich (* 1943), deutscher Bildhauer
- Nuß, Kilian (1936–2015), deutscher römisch-katholischer Geistlicher
- Nuss, Kristen (* 1997), US-amerikanische Beachvolleyballspielerin
- Nuss, Ludwig (* 1961), deutscher Jazzposaunist
- Nuss, Raylyn (* 1991), US-amerikanische Radrennfahrerin
- Nuss, Sabine (* 1967), deutsche Politikwissenschaftlerin, JournalistinSabine Nuss (* 1967)

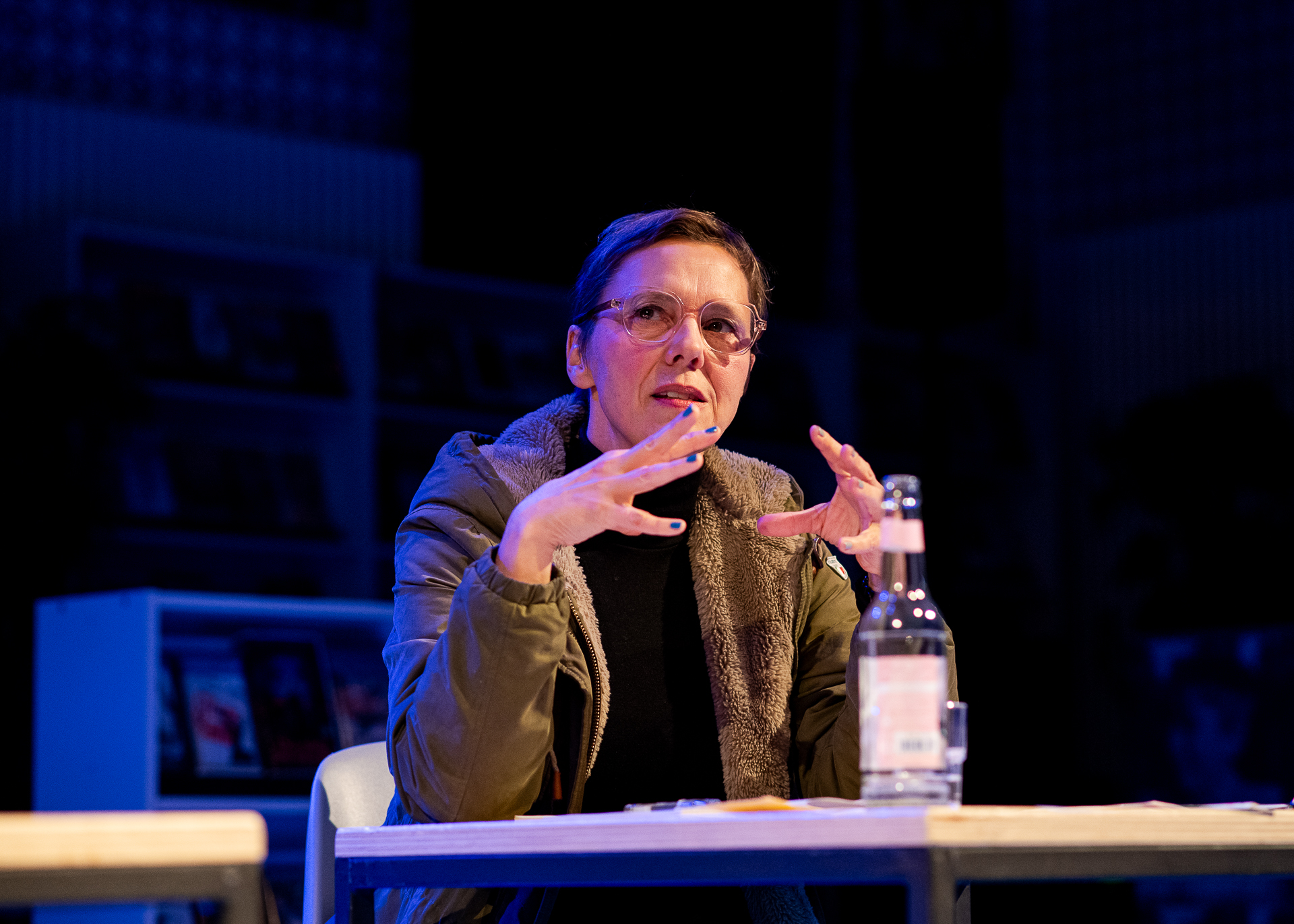
Sabine Nuss (* 1967)

- Nussbächer, Björn (* 1976), deutscher Bildhauer und Medienkünstler
- Nussbacher, Kathrin (* 1991), österreichische Kunstturnerin
- Nussbächer, Samuel (* 1990), Schweizer Unihockeyspieler
- Nussbaum, Adam (* 1955), US-amerikanischer Jazz-Schlagzeuger
- Nussbaum, Alan J. (* 1947), US-amerikanischer Linguist
- Nussbaum, Arthur (1877–1964), deutsch-amerikanischer Rechtswissenschaftler
- Nußbaum, Christian (1888–1939), deutscher Politiker (SPD) und badischer Landtagsabgeordneter
- Nussbaum, Cordula (* 1969), deutsche Sachbuchautorin
- Nußbaum, Emil (1855–1936), badischer Beamter
- Nussbaum, Felix (* 1904), deutscher Maler
- Nussbaum, Fritz (1879–1966), Schweizer Geomorphologe
- Nussbaum, Hannelore (* 1933), deutsche Schriftstellerin
- Nussbaum, Hans Christian (1853–1928), deutscher Architekt, Hygieniker und Hochschullehrer
- Nußbaum, Herbert (1929–2011), deutscher Schauspieler
- Nussbaum, Jakob (1873–1936), deutsch-jüdischer Maler und Grafiker
- Nußbaum, Johann Nepomuk von (1829–1890), deutscher Chirurg und Hochschullehrer in München
- Nussbaum, Johannes (* 1995), österreichischer SchauspielerJohannes Nussbaum (* 1995)

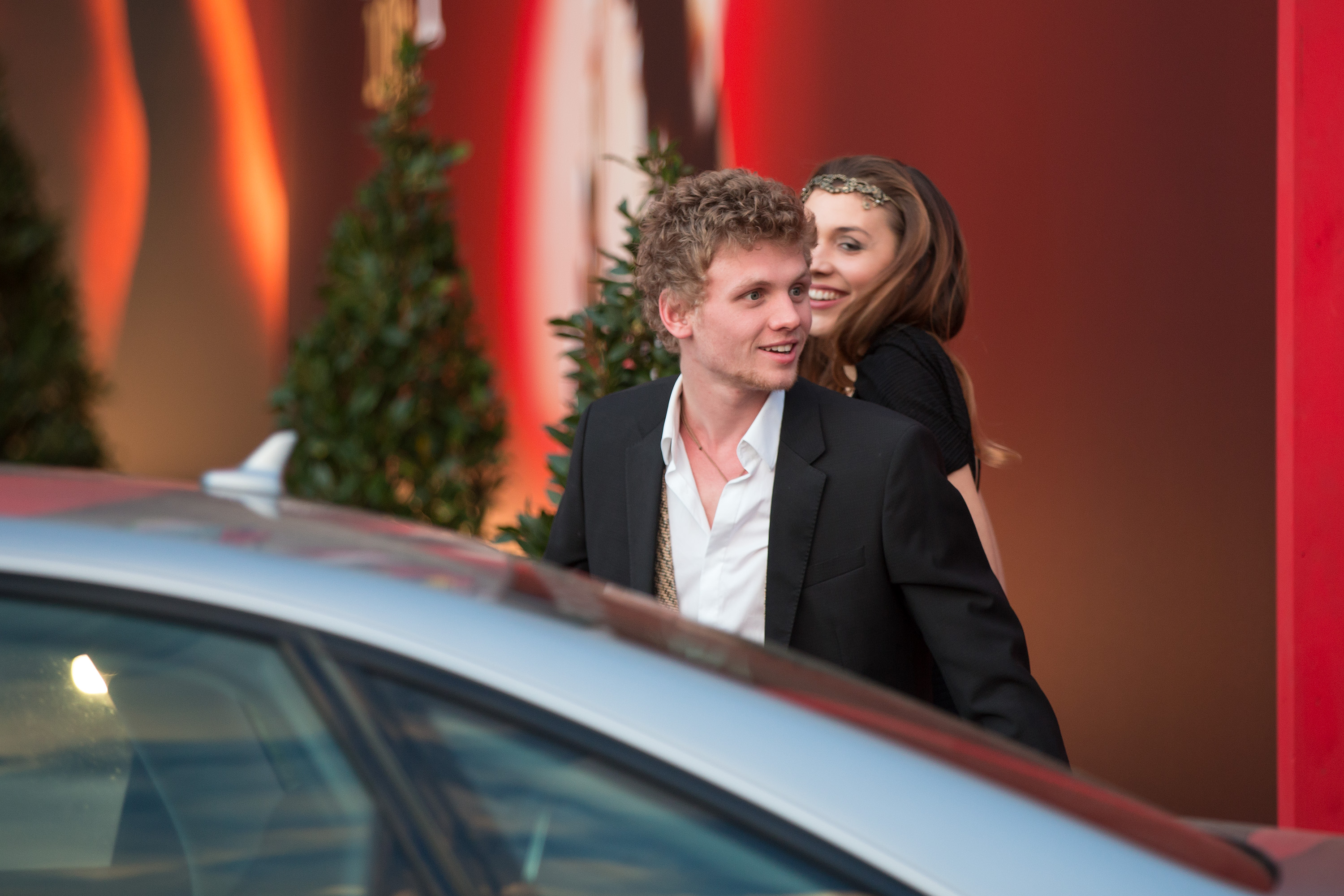
Johannes Nussbaum (* 1995)

- Nußbaum, Karl Otto (1923–1999), deutscher katholischer Priester, Theologe und Hochschullehrer
- Nussbaum, Konrad (1893–1945), deutscher Polizeibeamter
- Nussbaum, Laureen (* 1927), deutsch-US-amerikanische Literaturwissenschaftlerin und Holocaustüberlebende
- Nussbaum, Magdalene von (1897–1974), deutsche Schauspielerin und Hörspielsprecherin
- Nussbaum, Martha (* 1947), US-amerikanische Philosophin und Professorin für Rechtswissenschaften und Ethik
- Nussbaum, Michael (* 1951), deutscher Mathematiker und Hochschullehrer
- Nussbaum, Mike (1923–2023), US-amerikanischer Schauspieler
- Nussbaum, Moritz (1850–1915), deutscher Anatomieprofessor
- Nussbaum, Moritz (1850–1924), deutscher jüdischer Lehrer und Altphilologe
- Nussbaum, Nicole, Schweizer Gleitschirmpilotin
- Nußbaum, Norbert (* 1953), deutscher Architekturhistoriker und Hochschullehrer
- Nussbaum, Paul Joseph (1870–1935), US-amerikanischer Geistlicher, Bischof von Sault Sainte Marie and Marquette
- Nussbaum, Raphael (1931–1993), deutscher Filmregisseur, Filmproduzent und Drehbuchautor
- Nußbaum, Robert (1892–1941), deutscher MedizinerRobert Nußbaum (1892–1941)

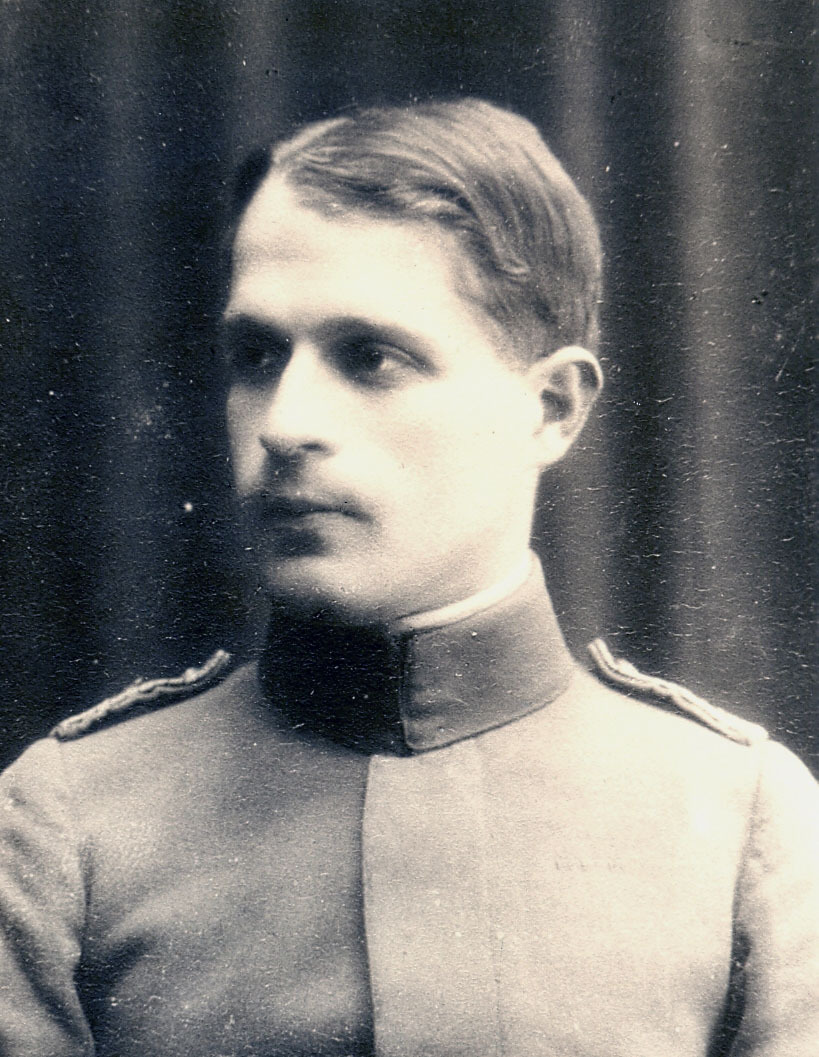
Robert Nußbaum (1892–1941)

- Nussbaum, Roger David (* 1944), US-amerikanischer Mathematiker
- Nussbaum, Ronald A. (* 1942), US-amerikanischer Herpetologe, Ökologe, Evolutionsbiologe und Hochschullehrer
- Nussbaum, Ruth (1911–2010), deutsch-amerikanische Publizistin, Übersetzerin und Rebbetzin
- Nussbaum, Sara (1868–1956), deutsche Rot-Kreuz-Schwester und Überlebende des Holocaust
- Nußbaum, Theodor (1885–1956), deutscher Garten- und Landschaftsarchitekt, Gartendirektor in Köln
- Nussbaum, Tsvi C. (1935–2012), polnisch-israelisch-amerikanischer Holocaust-Überlebender
- Nußbaum, Ulrich (* 1957), deutscher Politiker (parteilos), Senator in Bremen und Berlin
- Nussbaum, Verena (* 1970), österreichische Politikerin (SPÖ)
- Nußbaum, Walter (1920–2002), deutscher Fußballspieler
- Nußbaumeder, Christoph (* 1978), deutscher Dramatiker und Autor
- Nußbaumer, Adolf (1931–1982), österreichischer Wirtschaftswissenschaftler und Politiker
- Nussbaumer, Alfred (* 1956), österreichischer Informatiker, Physiker, Mathematiker und Autor
- Nussbaumer, Daniel (* 1999), österreichischer Fußballspieler
- Nußbaumer, Doris (* 1973), österreichische Schriftstellerin
- Nussbaumer, Eric (* 1960), Schweizer Politiker (SP)Eric Nussbaumer (* 1960)

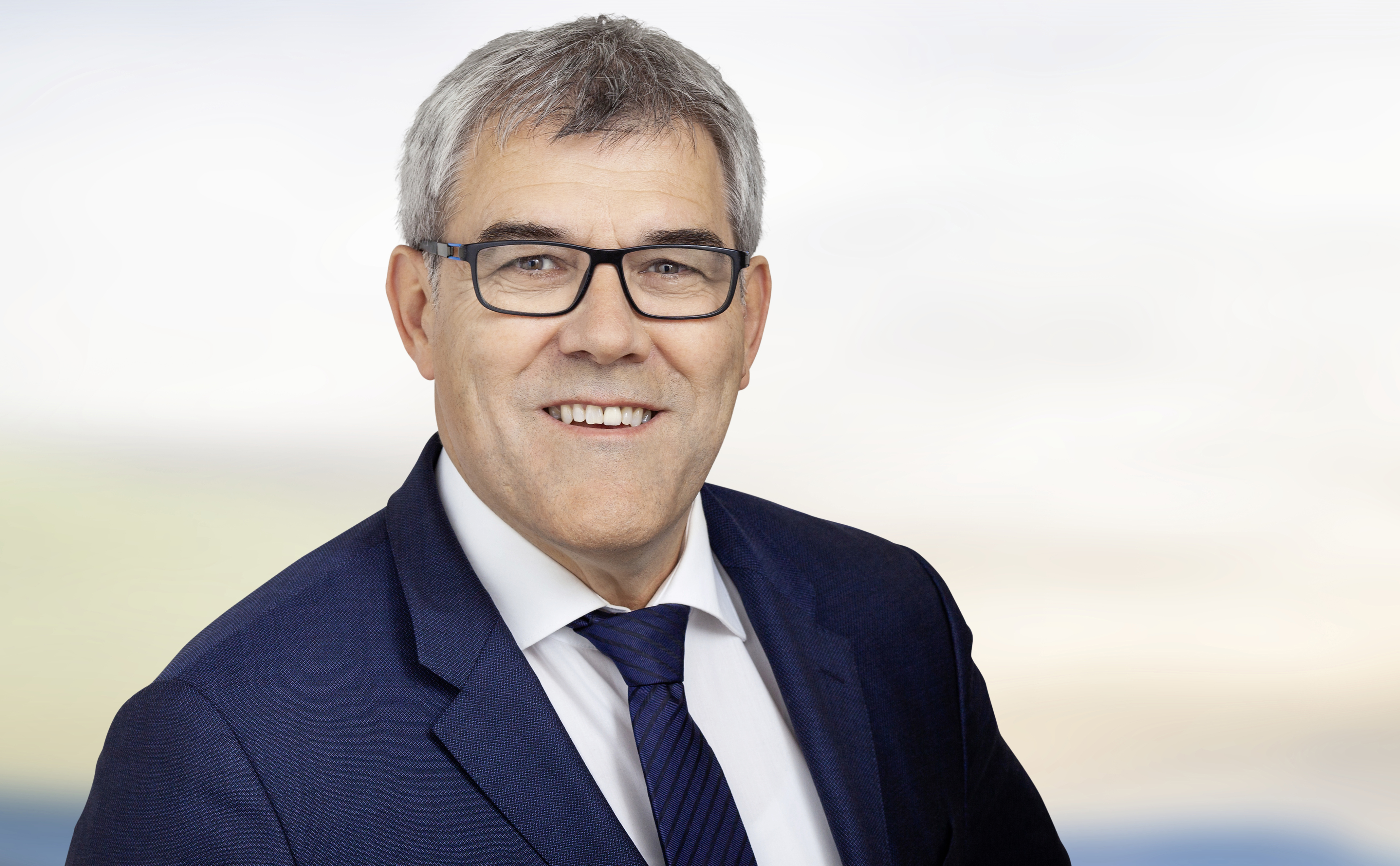
Eric Nussbaumer (* 1960)

- Nussbaumer, Fabian (* 1997), österreichischer Eishockeyspieler
- Nußbaumer, Gabriele (* 1956), österreichische Politikerin (ÖVP)
- Nussbaumer, Georg (* 1964), österreichischer Komponist und Medienkünstler
- Nussbaumer, George (* 1963), österreichischer Musiker und Komponist
- Nußbaumer, Heinz (* 1943), österreichischer Journalist und Fernsehmoderator
- Nußbaumer, Horst (* 1949), österreichischer Politiker (FPÖ), Mitglied des Bundesrats
- Nussbaumer, Horst (* 1971), österreichischer Ruderer und Sportfunktionär
- Nussbaumer, Ingo (* 1956), österreichischer Künstler
- Nussbaumer, Jakob (1602–1668), Schweizer Pfarrer
- Nußbaumer, Johann Georg (1794–1854), Oberforstmeister in Böhmen unter Fürst Metternich
- Nussbaumer, Lars (* 2001), österreichischer Fußballspieler
- Nußbaumer, Manfred (* 1940), deutscher Bauingenieur für Grundbau und Bodenmechanik
- Nussbaumer, Maurice (1935–1981), französischer Autorennfahrer
- Nußbaumer, Michael (* 1985), österreichischer Jurist und Sporteventmanager
- Nussbaumer, Niclas (* 1993), deutscher Koch
- Nußbaumer, Otto (1876–1930), österreichischer Physiker und Rundfunkpionier
- Nussbaumer, Patrick S. (* 1991), Schweizer Schriftsteller
- Nussbaumer, Silvan (1920–1987), Schweizer Politiker (CVP) und Landwirt
- Nußbaumer, Silvia (* 1958), österreichische Triathletin
- Nussbaumer, Thiemo (1825–1900), österreichischer Benediktiner, Seelsorger und Publizist
- Nußbaumer, Thomas (* 1966), österreichischer Musikwissenschaftler
- Nußbaumer, Uli (* 1954), deutscher Fußballspieler
- Nussbaumer, Urs (1931–2022), Schweizer Ingenieur-Agronom und Politiker
- Nussbaumer, Valentin (* 2000), Schweizer Eishockeyspieler
- Nußbaumer, Wolfgang (* 1937), österreichischer Politiker (FPÖ), Abgeordneter zum Nationalrat, MdEP
- Nussberg, Lev (* 1937), russischer Kinetischer, Objekt- und Installationskünstler
- Nußberger, Angelika (* 1963), deutsche Rechtswissenschaftlerin
- Nußberger, Stephan (* 1962), deutscher Biophysiker und Hochschullehrer
- Nussbichler, Ludwig (* 1963), österreichischer Komponist und Gitarrist
- Nussbiegel, Georg Paul (* 1713), deutscher Kupferstecher und Verleger
- Nussbiegel, Johann (1750–1833), deutscher Zeichner und Kupferstecher
- Nußbücker, Wolfgang (* 1936), deutscher Orgelbaumeister und Kantor
- Nussdorf, Hans († 1503), Architekt der Gotik
- Nüsse, Albert (1882–1965), deutscher Geodät
- Nüsse, Barbara (* 1943), deutsche SchauspielerinBarbara Nüsse (* 1943)

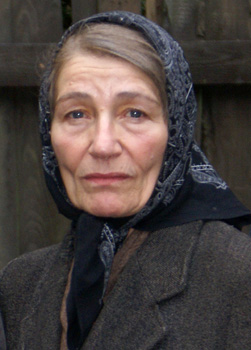
Barbara Nüsse (* 1943)

- Nusse, Roel (* 1950), niederländischer Molekularbiologe und Hochschullehrer an der Stanford University
- Nussegg, Niklas Nusser von, kaiserlicher Kammerdiener, Rat und Rentmeister in Mähren
- Nusseibeh, Anwar (1913–1986), palästinensischer Nationalist und Politiker Jordaniens
- Nusseibeh, Sari (* 1949), palästinensischer Philosoph und Politiker
- Nüssel, Adam (1897–1962), deutscher Politiker (CSU), MdL Bayern, Landrat und Bürgermeister
- Nüssel, Friederike (* 1961), deutsche Hochschullehrerin, Professorin für Systematische Theologie
- Nüssel, Manfred (* 1948), deutscher Agraringenieur und Politiker (CSU)
- Nüssel, Simon (1924–2015), deutscher Landwirt und Politiker (BP, CSU), MdL, Staatsminister
- Nussel, Walter (* 1965), deutscher Politiker (CSU), MdL
- Nusselein, Ernst (1908–1992), deutscher katholischer Geistlicher, Fernseh-Pfarrer
- Nußelt, Claudia (* 1978), deutsche Fußballspielerin
- Nußelt, Wilhelm (1882–1957), deutscher Physiker und Hochschullehrer
- Nussenzveig, Herch Moysés (1933–2022), brasilianischer theoretischer Physiker
- Nussenzweig, Michel C. (* 1955), brasilianischer MedizinerMichel C. Nussenzweig (* 1955)

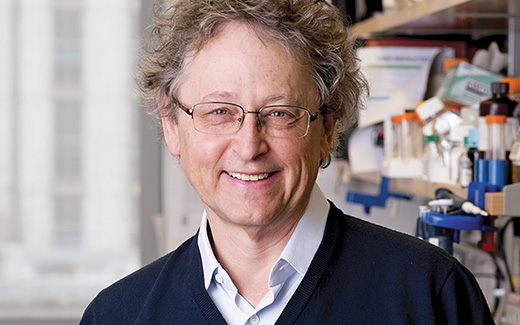
Michel C. Nussenzweig (* 1955)

- Nussenzweig, Ruth Sonntag (1928–2018), brasilianische Parasitologin
- Nussenzweig, Victor (1928–2025), brasilianischer Parasitologe
- Nüsser, Charlotte, deutsche Fußballspielerin
- Nüsser, Christa, deutsche Fußballspielerin
- Nusser, Christian (* 1963), österreichischer Journalist
- Nusser, Eugen (1902–1976), deutscher Ingenieur
- Nusser, Franz (1902–1987), österreichischer Polarforscher
- Nüsser, Heinrich (1821–1883), deutscher Zeichner und Kupferstecher
- Nusser, Joachim (* 1931), deutscher Grafiker, Zeichner, Maler und Hochschullehrer
- Nusser, Klaus (* 1938), deutscher Designer und Keramiker
- Nüsser, Larissa (* 2000), niederländische Handballspielerin
- Nusser, Peter (* 1936), deutscher Literaturwissenschaftler
- Nüsser, Tonny (1923–2016), niederländischer Jazzmusiker (Schlagzeug)
- Nussey, Ellen (1817–1897), englisch-britische Briefautorin und -sammlerin
- Nussey, Helen (1875–1965), englisch-britische Sozialarbeiterin und Autorin
- Nüßgens, Karl (1914–1998), deutscher Jurist, Bundesrichter am Bundesgerichtshof
- Nüssgens-Patz, Petra (* 1961), deutsche Bogenschützin
- Nussgruber, Rudolf (1918–2001), österreichischer Regisseur
- Nußhag, Friedrich (* 1854), deutscher Turner und Turnfunktionär
- Nüssing, Dieter (* 1949), deutscher Fußballspieler
- Nussio, Oscar (1899–1976), Schweizer Maler und Holzbildhauer
- Nussio, Otmar (1902–1990), Schweizer Dirigent und Komponist
- Nüssipow, Bolat (* 1971), kasachischer Diplomat
- Nüssle, Elisabeth (1926–2010), deutsche Hochschullehrerin und Psychologin
- Nüßle, Florian (* 2001), österreichischer SnookerspielerFlorian Nüßle (* 2001)

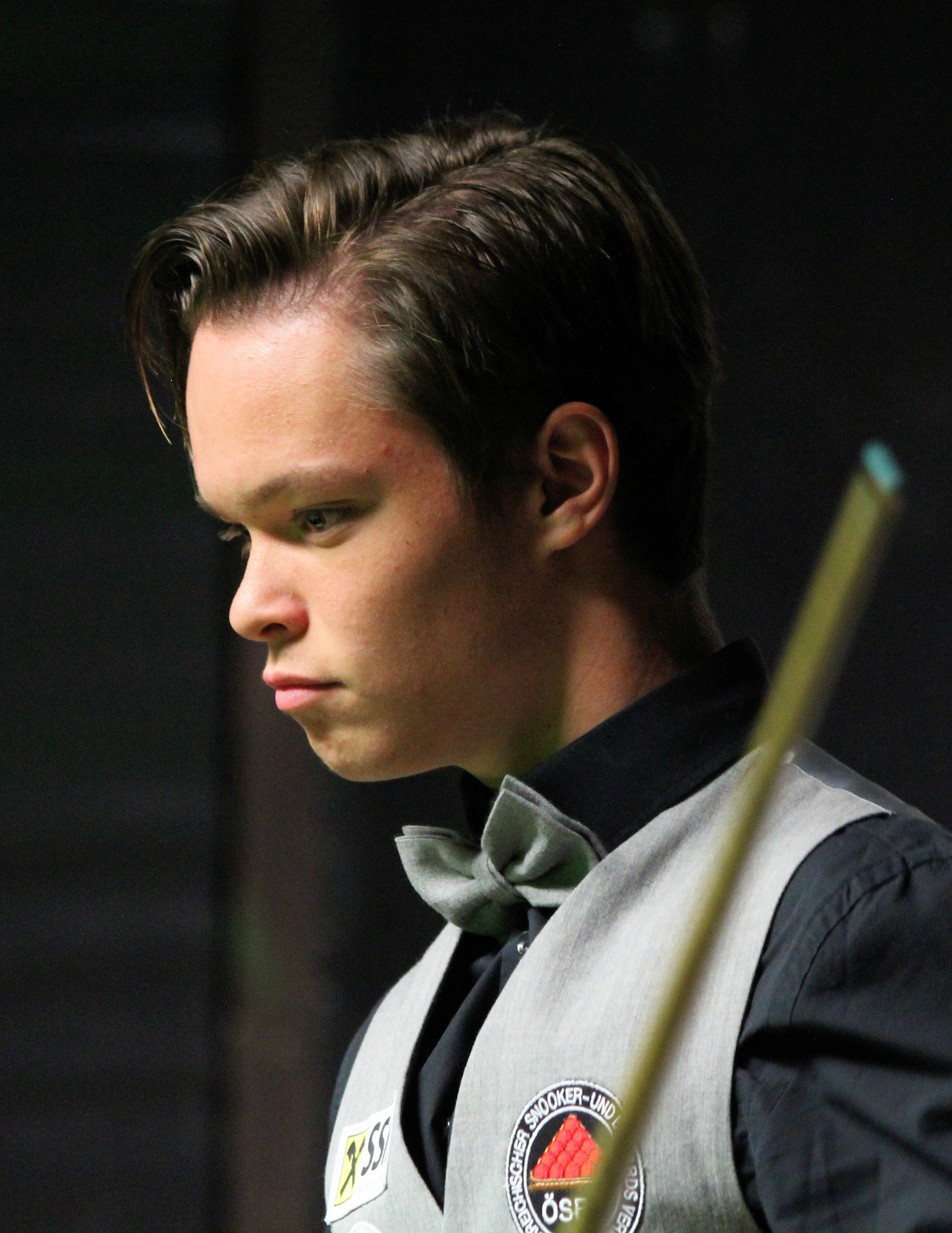
Florian Nüßle (* 2001)

- Nussle, Jim (* 1960), US-amerikanischer Politiker
- Nüßle, Karl (1816–1892), württembergischer Landtagsabgeordneter
- Nüssle, Niklas (* 1994), deutscher Politiker (Bündnis 90/Die Grünen), MdL
- Nüssle, Norbert (1932–2012), deutscher Künstler
- Nüßle, Robert (* 1987), deutscher Schwimmsportler
- Nussle, Tim (* 1999), Schweizer Unihockeyspieler
- Nüßlein, Franz (1909–2003), deutscher NS-Verbrecher, Diplomat und Staatsanwalt
- Nüßlein, Franz Anton (1776–1832), deutscher Priester
- Nüßlein, Fritz (1899–1984), deutscher Jagd- und Forstwissenschaftler und Hochschullehrer
- Nüßlein, Georg (1766–1842), deutscher Philosoph, römisch-katholischer Geistlicher und Hochschullehrer
- Nüßlein, Georg (* 1969), deutscher Politiker (CSU), MdB
- Nüsslein, Hans (1910–1991), deutscher Tennisspieler
- Nüßlein, Heinrich (1879–1947), deutscher Maler, Kunsthändler, Antiquar und Schriftsteller
- Nüsslein-Volhard, Christiane (* 1942), deutsche BiologinChristiane Nüsslein-Volhard (* 1942)

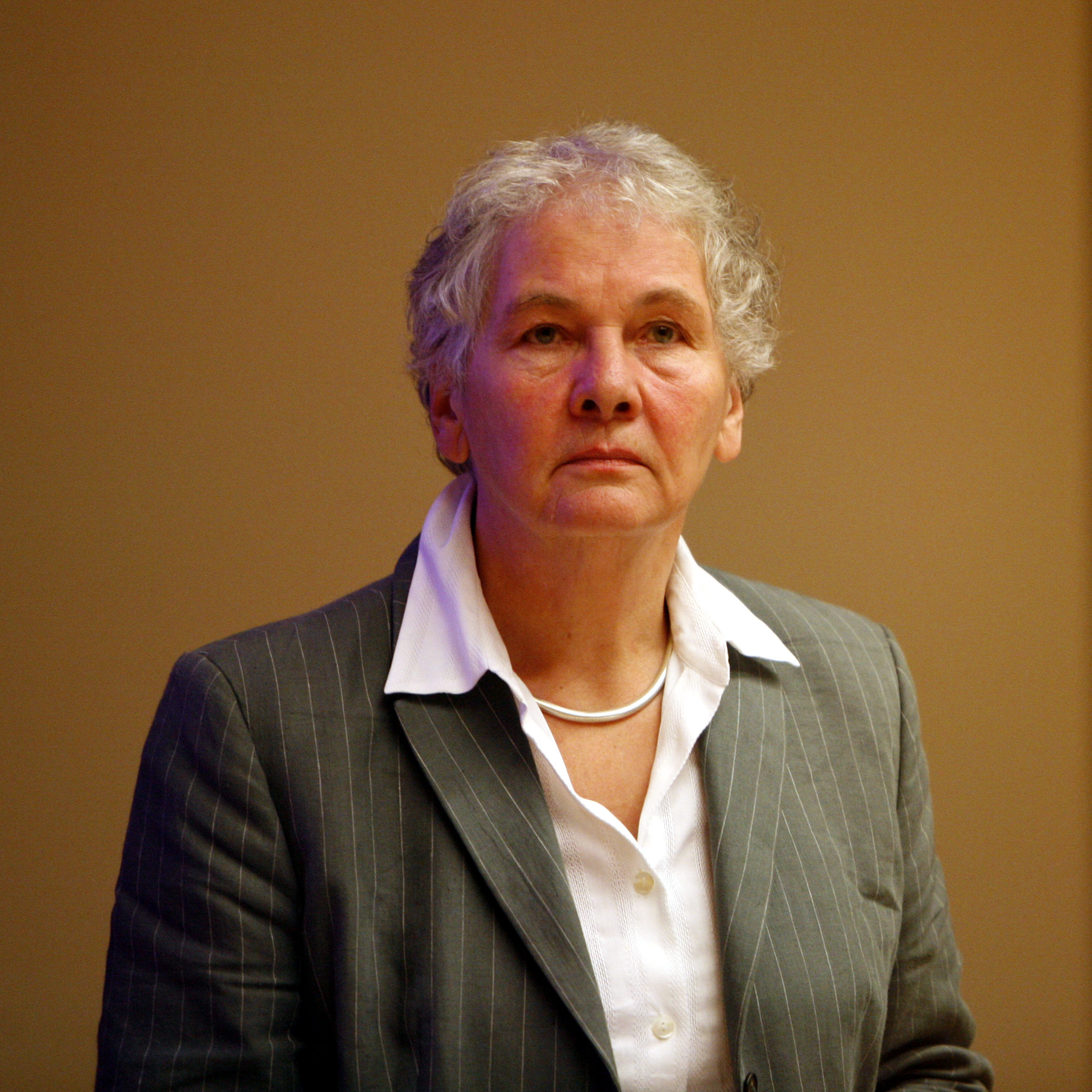
Christiane Nüsslein-Volhard (* 1942)

- Nüssler, Johann Gottlob von (1664–1711), schlesischer Mediziner
- Nüßler, Karl Gottlob von (1700–1776), schlesischer Mediziner
- Nüssler, Natascha (* 1965), deutsche Wissenschaftlerin und Viszeralchirurgin
- Nüssler, Otto (1927–1999), deutscher Sprachforscher und Sprachpfleger
- Nüßler, Wilhelmine Charlotte (1683–1740), Reichsgräfin von Ballenstedt
- Nüssli, Lika (* 1973), Schweizer Malerin, Zeichnerin und Aktionskünstlerin
- Nüssli, Markus (* 1971), Schweizer Bobfahrer
- Nüssli, Thomas (* 1982), Schweizer Eishockeyspieler
- Nüßlin, Friedrich August (1780–1863), deutscher klassischer Philologe und Gymnasiallehrer
- Nüsslin, Otto (1850–1915), deutscher Zoologe und Forstwissenschaftler
- Nüßner, Anita (1935–2025), deutsche Kanutin
- Nußpicker, Georg († 1525), landgräflich-hessischer Rat und Politiker
- Nußpicker, Georg († 1540), landgräflich-hessischer Vizekanzler
- Nusterer, Dieter (* 1971), österreichischer Basketballspieler
- Nusterer, Norbert (* 1969), österreichischer Basketballspieler
- Nusum, John Barry (* 1981), bermudischer Fußballspieler
- Nusz, Verena (1949–1997), österreichische Malerin und Grafikerin

### Nut
- Nuță, Petre (* 1928), rumänischer Radrennfahrer
- Nutan (1936–1991), indische Filmschauspielerin
- Nutaphand, Wirot (1932–2005), thailändischer Militärangehöriger und Biologe
- Nutarariaq, Paul, kanadischer Schauspieler
- Nutchanon Soijit (* 1997), thailändischer Fußballspieler
- Nute, Alonzo (1826–1892), US-amerikanischer Politiker
- Nuth, Sarah (* 1987), britische Maskenbildnerin und Friseurin
- Nuthall, Betty (1911–1983), englische Tennisspielerin
- Nuthall, Graham (1935–2004), neuseeländischer empirischer Lernforscher und Hochschullehrer
- Nuthead, Dinah, erste zugelassene Druckerin in den 13 Kolonien
- Nuthmann, Antje, deutsche Psychologin
- Nuti Sanguinetti, Orestes Santiago (1919–1999), uruguayischer Ordensgeistlicher, Bischof von Canelones
- Nuti, Andrea (* 1967), italienischer Leichtathlet
- Nuti, Francesco (1955–2023), italienischer Schauspieler, Filmregisseur, Drehbuchautor und Filmproduzent
- Nuti, Igino (1883–1966), italienischer römisch-katholischer Ordensgeistlicher, Apostolischer Vikar von Ägypten
- Nuti, Leopoldo (* 1958), italienischer Politikwissenschaftler
- Nuti, Sergio (1945–2012), italienischer Filmeditor, Filmregisseur und Drehbuchautor
- Nutini, Paolo (* 1987), schottischer Sänger und LiedermacherPaolo Nutini (* 1987)

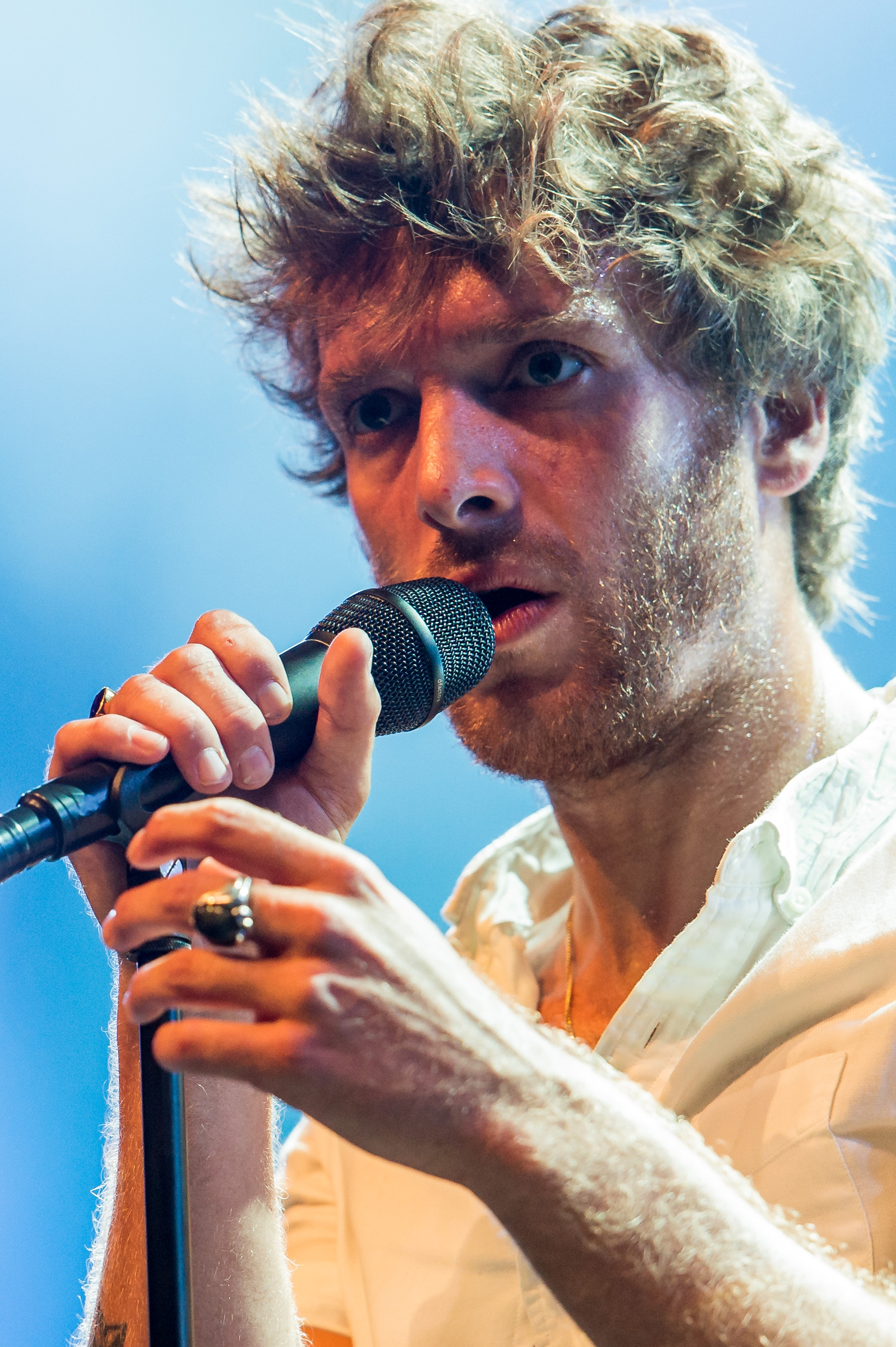
Paolo Nutini (* 1987)

- Nutivaara, Markus (* 1994), finnischer Eishockeyspieler
- Nutku, Özdemir (1931–2019), türkischer Theaterwissenschaftler, Schauspieler, Autor, Lyriker, Übersetzer und Regisseur
- Nutley, Colin (* 1944), britischer Filmregisseur
- Nutley, Molly (* 1995), schwedische Schauspielerin
- Nutrichin, Andrei Wladimirowitsch (* 1973), russischer Skilangläufer
- Nutt, Arthur (1895–1983), US-amerikanischer Ingenieur
- Nutt, David (* 1951), britischer Psychiater und NeuropsychopharmakologeDavid Nutt (* 1951)

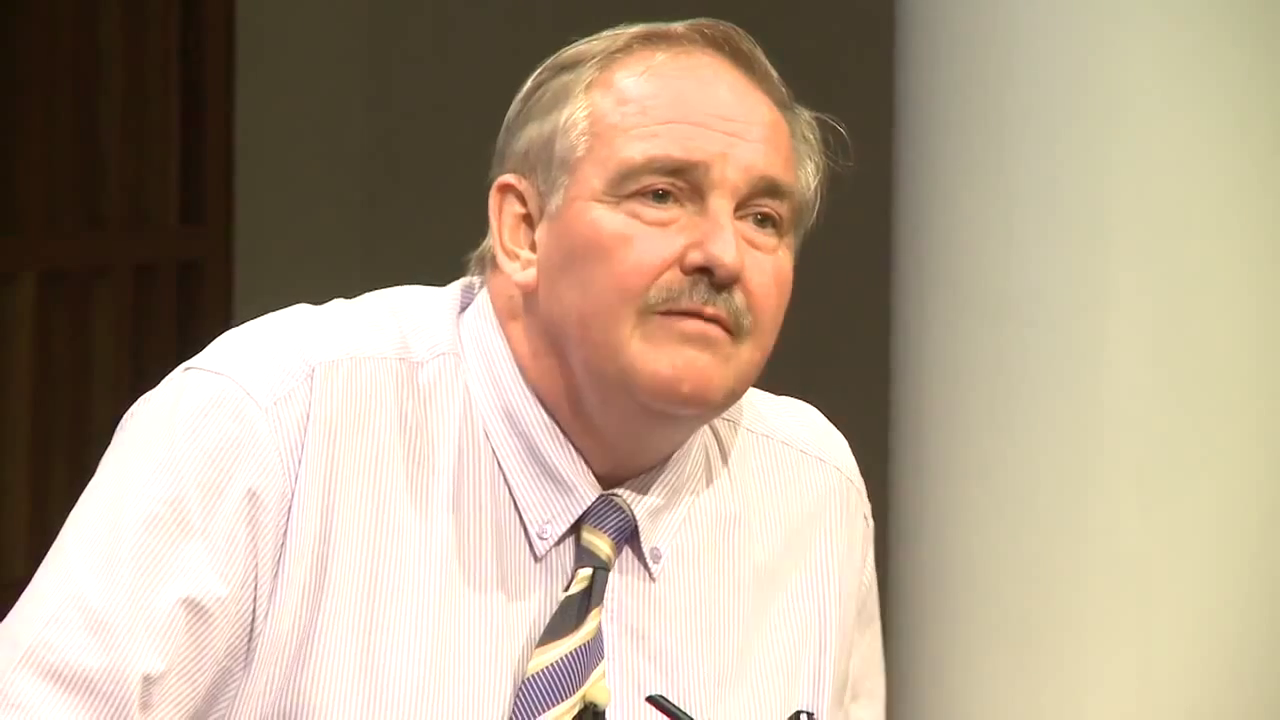
David Nutt (* 1951)

- Nutt, Harry (* 1959), deutscher Publizist und Journalist
- Nutt, Peter (* 1968), liechtensteinischer Künstler und Eisenplastiker
- Nuttall, Amy (* 1982), britische Schauspielerin und Sängerin
- Nuttall, George Henry Falkiner (1862–1937), britischer Biologe
- Nuttall, Hannah (* 1997), britische Leichtathletin
- Nuttall, Harry, 4. Baronet (* 1963), britischer Autorennfahrer und Motorsportfunktionär
- Nuttall, Ian, englischer Squashspieler
- Nuttall, Joe (* 1997), englischer Fußballspieler
- Nuttall, John Mitchell (1890–1958), britischer Physiker
- Nuttall, Paul (* 1976), britischer Politiker (UKIP), MdEP
- Nuttall, Sarah, südafrikanische Literaturwissenschaftlerin
- Nuttall, Thomas (1786–1859), englischer Botaniker und Zoologe
- Nuttall, Zelia (1857–1933), US-amerikanische Archäologin und Anthropologin
- Nuttanon Kadchapanan (* 1993), thailändischer Tennisspieler
- Nuttapon Sukchai (* 1992), thailändischer Fußballspieler
- Nuttee Noiwilai (* 1998), thailändischer Fußballspieler
- Nütten, Tom (* 1971), deutsch-US-amerikanischer American-Football-Spieler
- Nutter, Donald Grant (1915–1962), US-amerikanischer Politiker
- Nutter, Michael (* 1957), US-amerikanischer Politiker
- Nutter, Robert († 1600), Dominikanerpriester, Märtyrer
- Nuttgens, Giles (* 1961), britischer Kameramann
- Nüttgens, Heinrich (1866–1951), Historien- und Kirchenmaler der Düsseldorfer Schule
- Nüttgens, Markus (* 1963), deutscher Wirtschaftsinformatiker
- Nuttgens, Sandy (* 1964), britischer Komponist
- Nüttgens, Theodor (1875–1956), deutscher Historien- und Kirchenmaler der Düsseldorfer Schule
- Nutthapong Chuekamut (* 2003), thailändischer Fußballspieler
- Nutthawut Khamrin (* 1991), thailändischer Fußballspieler
- Nuttin, Joseph (1909–1988), belgischer Psychologe und Hochschullehrer
- Nutting, Alissa, US-amerikanische Autorin und Hochschullehrerin
- Nutting, Mary Adelaide (1858–1948), kanadische Krankenschwester, Pflegeprofessorin und Pflegehistorikerin
- Nutting, Newton W. (1840–1889), US-amerikanischer Jurist und Politiker
- Nutting, Wallace H. (1928–2023), US-amerikanischer Offizier, General der US Army
- Nuttli, Jean (* 1974), Schweizer Radrennfahrer
- Nutton, Vivian (* 1943), britischer Medizinhistoriker
- Nuțu, Dan (* 1944), rumänischer Schauspieler und Dokumentarfilmer
- Nuțu-Gajić, Daniela (* 1957), rumänisch-australische Schachspielerin und -trainerin
- Nutz, Gerald (* 1994), österreichischer Fußballspieler
- Nutz, Stefan (* 1992), österreichischer Fußballspieler
- Nutz, Walter (1924–2000), deutscher Journalist, Autor und Kommunikationswissenschaftler
- Nützel, Alexander (* 1964), deutscher Malakologe und Paläontologe
- Nützel, Anna Maria (1658–1685), deutsche Patrizierin und Dichterin des Barock
- Nützel, Christian (1881–1942), deutscher Lehrer und Volksliedsammler
- Nützel, Heinrich (1863–1934), deutscher Orientalist und Numismatiker
- Nützel, Kaspar (1471–1529), Nürnberger Ratsherr und Deutscher Patrizier
- Nützel, Nikolaus (* 1967), deutscher Journalist
- Nützenadel, Alexander (* 1965), deutscher Historiker
- Nutzhorn, Gustav (1886–1981), deutscher Heimatforscher und Lehrer sowie Politiker und SS-Polizeiführer
- Nutzinger, Hans G. (* 1945), deutscher Wirtschaftswissenschaftler und Hochschullehrer
- Nutzinger, Karl (1911–1979), österreichischer Blumenzüchter
- Nutzinger, Richard (1896–1963), deutscher Schriftsteller
- Nutzinger, Richard sen. (1867–1950), deutscher Pfarrer, Kirchenpolitiker, Heimatschriftsteller und Unternehmenshistoriker
- Nutzinger, Wilhelm, deutscher Historiker und Heimatforscher
- Nützmann, Gunnar (* 1951), deutscher Hydrologe und Hochschullehrer

### Nuu
- Nuudi, Maileen (* 2000), estnische Tennisspielerin
- Nuule, Abner (1935–2023), namibischer Politiker (DTA)
- Nuumbembe, Ali (* 1978), namibischer Boxer
- Nuur ud-Din (1841–1914), indischer Arzt, Autor und Theologe der Ahmadiyya-Bewegung
- Nuuros, Risto (* 1950), finnischer Orientierungsläufer
- Nuuter, Jaak (1945–1995), estnischer Badmintonspieler
- Nuutila, Miia (* 1972), finnische Schauspielerin und Moderatorin
- Nuuttila, Mikko (* 1979), finnischer Snowboarder
- Nuuyoma, Samuel (* 1951), namibischer Politiker, Diplomat und Regionalgouverneur

### Nuv
- Nuvolari, Tazio (1892–1953), italienischer Motorrad- und AutorennfahrerTazio Nuvolari (1892–1953)

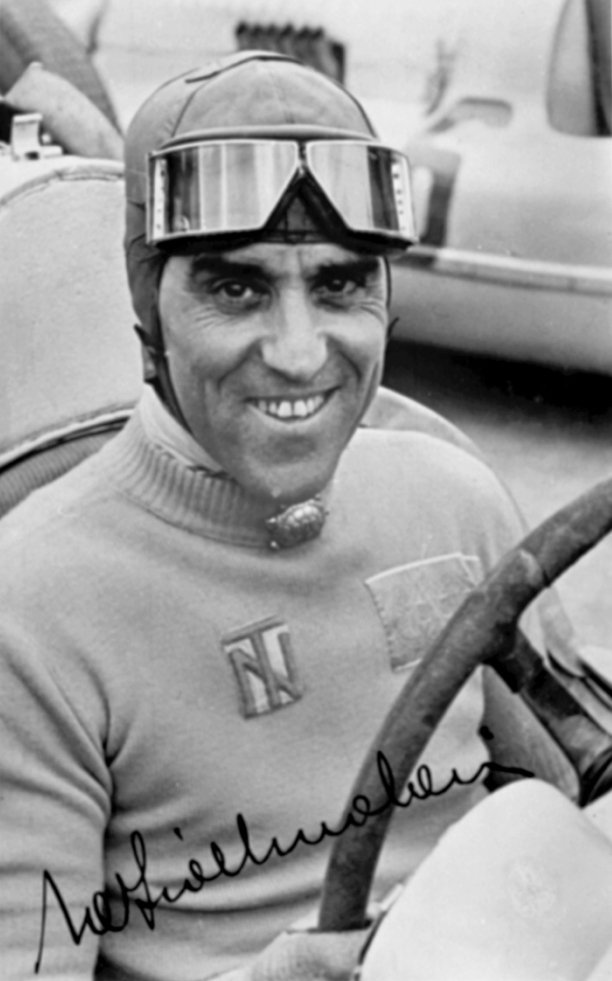
Tazio Nuvolari (1892–1953)

- Nuvolone, Carlo Francesco († 1661), italienischer Maler
- Nuvolone, Flavio G. (1947–2019), Schweizer Patrologe
- Nuvolone, Giuseppe (1619–1703), italienischer Maler
- Nuvolone, Panfilo († 1651), italienischer Maler

### Nuw
- Nuweilati, Rashad Mussallam, saudischer Diplomat

### Nuy
- Nuyen, France (* 1939), französische Film- und Theaterschauspielerin sowie Psychotherapeutin
- Nuyen, Jenny-Mai (* 1988), deutsche Schriftstellerin
- Nuyens, Nick (* 1980), belgischer Radrennfahrer
- Nuyken, Janine (* 1967), deutsche Universitätsvizepräsidentin
- Nuyken, Oskar (* 1939), deutscher Chemiker
- Nuyt, Andrea (* 1974), niederländische Eisschnellläuferin
- Nuytens, Léonard (1892–1962), belgischer Steuermann im Rudern
- Nuytinck, Bram (* 1990), niederländischer Fußballspieler
- Nuyts, Björn (* 1980), belgischer Eishockeyspieler
- Nuyts, Pieter (1598–1655), niederländischer Seefahrer
- Nuytten, Bruno (* 1945), französischer Kameramann, Filmregisseur und DrehbuchautorBruno Nuytten (* 1945)

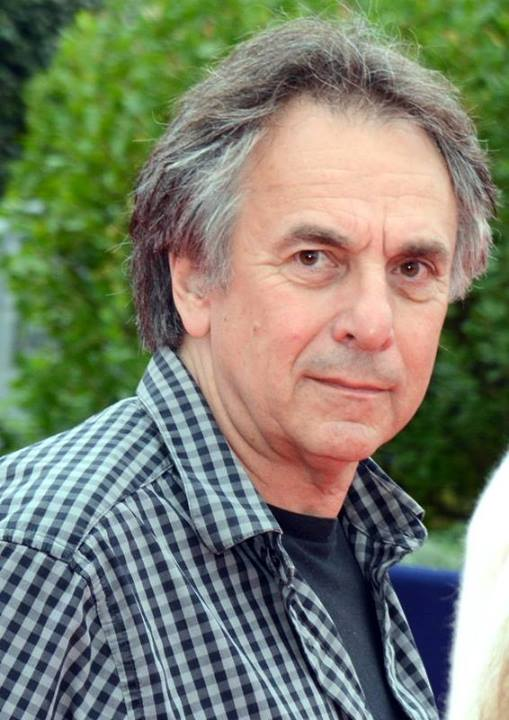
Bruno Nuytten (* 1945)

### Nuz
- Nuzík, Josef (* 1966), tschechischer Geistlicher, römisch-katholischer Erzbischof von Olmütz
- Nuzman, Carlos Arthur (* 1942), brasilianischer Sportfunktionär, Jurist und Sportler
- Nuzman, Elena (* 1981), moldauische Pianistin, Sängerin und Komponistin russischer Abstammung
- Nuzzi, Antonio (1926–2016), italienischer Geistlicher, römisch-katholischer Bischof
- Nuzzi, Ferdinando (1645–1717), italienischer Geistlicher, Bischof von Orvieto und Kardinal der Römischen Kirche
- Nuzzi, Gianluigi (* 1969), italienischer Journalist
- Nuzzi, Mario (1603–1673), römischer Stilllebenmaler
- Nuzzi, Paolo (1929–2018), italienischer Filmregisseur und Drehbuchautor
- Nuzzo, Ralph (* 1954), US-amerikanischer Chemiker
- Nuzzolo, Raphaël (* 1983), Schweizer Fußballspieler